# Battaglia di Okinawa
La battaglia di Okinawa (沖縄戦?, Okinawa-sen, nome in codice operazione Iceberg) si svolse sull'omonima isola nipponica tra l'aprile e il giugno 1945, nell'ambito della più ampia campagna delle isole Vulcano e Ryūkyū durante la seconda guerra mondiale. Si tratta della più grande operazione anfibia eseguita sul fronte del Pacifico dagli Alleati nel corso del conflitto.
La battaglia fu una delle più sanguinose e feroci di tutta la campagna in Estremo Oriente: la 10ª Armata statunitense del generale Simon Bolivar Buckner Jr. fu duramente impegnata dalla resistenza opposta dalla 32ª Armata giapponese del tenente generale Mitsuru Ushijima, che nel corso del 1944 aveva organizzato un intricato complesso difensivo in grotte fortificate il cui fulcro era rappresentato dal castello di Shuri. Le divisioni statunitensi furono impegnate dal 1º aprile al 22 giugno per stanare i difensori, espugnare Shuri a costo di grandi sacrifici e inseguire i superstiti soldati imperiali nell'estremo lembo meridionale di Okinawa, dove la maggior parte di essi preferì il suicidio alla resa. La campagna si concluse dunque con la quasi completa distruzione della guarnigione nipponica e gravi perdite tra le file statunitensi (pari a circa il 30% degli effettivi); inoltre, per la prima volta sul fronte del Pacifico, si assistette al coinvolgimento diretto della popolazione civile, che fu pesantemente coinvolta nelle operazioni belliche.
Si stima che ci furono circa 150 000 vittime tra gli abitanti di Okinawa, tra cui migliaia di cittadini che si suicidarono pur di non cadere in mano ai soldati statunitensi, dipinti come demoni dalla propaganda giapponese. La dimensione delle perdite e delle distruzioni è da ascrivere all'uso massiccio che entrambi gli schieramenti fecero dell'artiglieria, motivo per cui, nel dopoguerra, fu utilizzato il soprannome Tifone d'acciaio, in inglese Typhoon of Steel e tetsu no ame (鉄の雨, "pioggia d'acciaio") o tetsu no bōfū (鉄の暴風, "impetuoso vento d'acciaio") in giapponese, per descrivere la battaglia. Contemporaneamente alla battaglia terrestre si combatterono aspri scontri aeronavali che costarono pesanti perdite ad entrambe le parti; i giapponesi impiegarono in massa i reparti kamikaze nelle cosiddette operazioni Kikusui che causarono gravi danni alle forze navali americane, ma non riuscirono a cambiare l'esito della battaglia.
L'eccezionale violenza delle operazioni su Okinawa e la disperata determinazione dei combattenti nipponici fecero propendere gli alti comandi statunitensi verso una soluzione alternativa alla programmata invasione anfibia del Giappone, ovvero l'utilizzo della nuova bomba atomica su importanti centri abitati situati nel territorio metropolitano del Giappone. In seguito alla distruzione di Hiroshima e Nagasaki, agli effetti debilitanti del blocco navale del paese e all'intervento in guerra dell'Unione Sovietica, il 15 agosto il governo imperiale si arrese agli Alleati.

## Contesto strategico

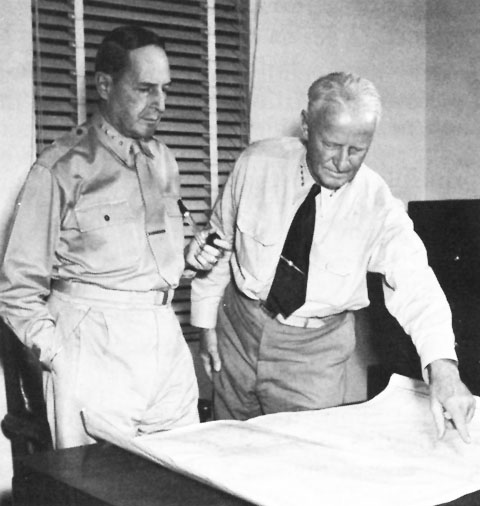
Il generale MacArthur e l'ammiraglio Nimitz a colloquio

Durante la conferenza del Cairo del dicembre 1943 il presidente Franklin Delano Roosevelt e il primo ministro Winston Churchill avevano delineato i piani per la prosecuzione della guerra nell'Oceano Pacifico, che avevano confermato la strategia della doppia linea d'avanzata: una attraverso il Pacifico centrale e una attraverso il Pacifico sud-occidentale, le quali avrebbero dovuto convergere nelle Filippine e portare alla creazione di basi avanzate per attaccare l'isola di Formosa, Luzon e le coste della Cina entro la primavera del 1945. Alle forze dell'ammiraglio Chester Nimitz, comandante in capo statunitense del Pacifico (Commander-in-Chief Pacific Ocean Areas - CINCPOA) e della United States Pacific Fleet, fu affidata la prima direttrice, mentre la seconda era di competenza del generale Douglas MacArthur che guidò una serie di attacchi lungo le coste settentrionali della Nuova Guinea. Nel corso di queste operazioni la flotta del Pacifico condusse decine di sbarchi e distaccò un gruppo via via più nutrito a supporto del generale MacArthur; una forte componente aeronavale ebbe invece il compito di contrastare le possibili controffensive della marina imperiale. La rapidità dei successi nel 1944 spinse gli Alleati a rivedere i piani concordati al Cairo e Formosa divenne l'obiettivo principale. Di conseguenza, nel mese di marzo, i capi di stato maggiore riuniti (Joint Chiefs of Staff - JCS) incaricarono Nimitz di preparare i piani per l'operazione Causeway: un attacco anfibio contro Formosa stabilito per i primi giorni del 1945. Allo stesso tempo MacArthur ebbe ordine di progettare l'attacco e la conquista preliminare di Luzon. Nimitz affidò il comando di Causeway all'ammiraglio Raymond Spruance, comandante della Quinta Flotta e della sua esperta componente aeronavale, la Task force 58; Spruance a sua volta ebbe un comandante subordinato, il viceammiraglio Richmond Turner, capace ufficiale che aveva comandato l'apparato anfibio della Flotta del Pacifico sin dagli sbarchi a Guadalcanal. Del comando delle forze terrestri, riunite nell'appena costituita 10ª Armata, fu investito il tenente generale Simon Bolivar Buckner Jr., fino ad allora comandante generale in Alaska e protagonista della riconquista delle isole Aleutine.

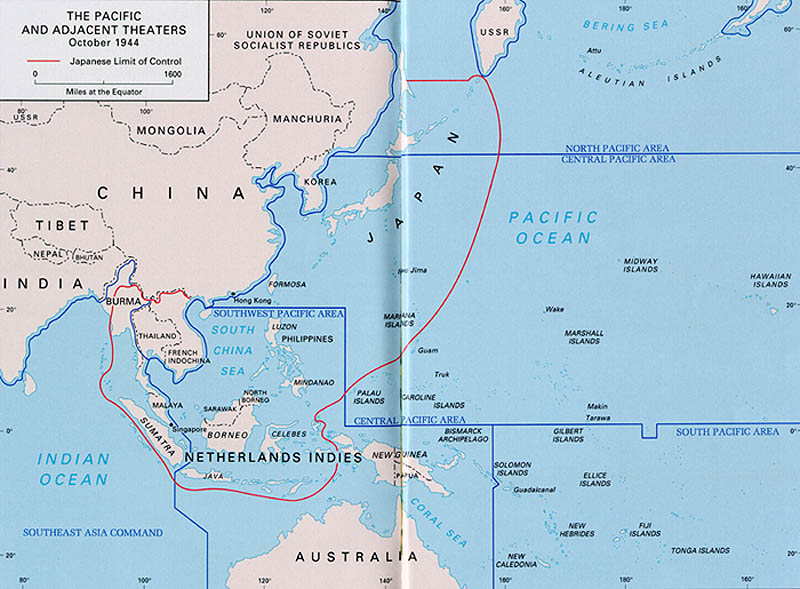
Limite del controllo giapponese nel Pacifico nell'ottobre 1944

Nonostante lo stato di avanzata preparazione dei piani per Causeway, alcuni ufficiali superiori espressero ben presto i loro dubbi al riguardo; il 23 agosto 1944 Nimitz rese comunque pubblico il rapporto Causeway: dopo Formosa sarebbero state contemporaneamente investite le isole Ryūkyū e le Bonin (o in alternativa le Ryūkyū e le coste cinesi) come preludio allo sbarco su suolo giapponese. Non tutti i comandanti erano però d'accordo sulla necessità di occupare Formosa; il generale Buckner si oppose fermamente per le difficoltà che le forze americane avrebbero affrontato nel rifornimento di truppe e mezzi e, d'accordo con il comandante dell'aviazione nel Pacifico generale Millard Harmon, chiese l'annullamento dell'operazione proponendo anzi di procedere senza indugio all'attacco degli arcipelaghi delle Bonin e delle Ryūkyū. Anche l'ammiraglio Ernest King, capo di stato maggiore e delle operazioni della United States Navy, si disse dubbioso e sostenne che l'avanzata verso il Giappone avrebbe dovuto seguire la direttrice Luzon-Iwo Jima-Ryūkyū. Dato che lo scopo principale dell'avanzata in queste ultime isole era quello di impadronirsi delle basi aeree più grandi per i bombardamenti preparatori sul Giappone e per istituire un «corridoio aereo» fra l'arcipelago nipponico e gli aeroporti nemici a Formosa e Luzon, fu concordato di occupare prima di tutto una base sussidiaria su un'isola intermedia, di facile conquista, allo scopo di fornire un punto d'appoggio ai quadrimotori Boeing B-29 Superfortress. La scelta cadde su Iwo Jima nelle Bonin, che già disponeva di due aeroporti. Il JCS approvò tale impostazione e affidò a MacArthur l'invasione di Luzon, prevista per il 20 dicembre 1944. L'ammiraglio Nimitz fu invece autorizzato a sbarcare su Iwo Jima esattamente un mese più tardi, sebbene per successive difficoltà tecnico-logistiche l'assalto poté avere inizio solo il 19 febbraio. Una volta occupata l'isola sarebbe scattata l'operazione «Iceberg», lo sbarco sull'isola di Okinawa, che avrebbe potuto beneficiare delle ingenti forze aeronavali libere da altri impegni. A questo punto, perciò, il JCS considerò Formosa un obiettivo strategico successivo e l'operazione Causeway fu annullata: i quadri di comando, la struttura e le truppe già radunate furono invece riutilizzati.
I giapponesi si resero conto nel frattempo che il perimetro difensivo istituito nel 1942 era ormai indifendibile e, nel settembre 1943, i vertici delle forze armate giapponesi definirono una nuova «zona nazionale di difesa assoluta», che comprendeva le Curili a nord, le Bonin, le Marianne e le Caroline nel Pacifico centrale, la Nuova Guinea, le Indie orientali olandesi e la Birmania. L'avanzata americana del 1944 aveva infranto questo baluardo; le isole Marianne erano state in parte occupate e le Caroline isolate. La distruzione della base aeronavale di Truk e la disfatta nel Mare delle Filippine convinsero il Primo ministro Hideki Tōjō a rassegnare le dimissioni a metà luglio 1944; fu rimpiazzato dal bellicoso Kuniaki Koiso, che mantenne l'influenza dei militari nel governo giapponese. Nella primavera del 1945 la situazione dell'Impero era ormai critica; anche in Cina l'operazione Ichi-Go si era arenata e aveva conseguito solo risultati parziali. Il Gran Quartier Generale imperiale mise allora a punto il piano Ten-Go per la difesa del ridotto cordone difensivo Hainan-costa cinese-Formosa-isole Ryūkyū, delle quali Okinawa era stata riconosciuta come bastione principale. Nel febbraio 1945, con la perdita di Manila e lo sbarco di divisioni marine su Iwo Jima, l'Impero giapponese fu definitivamente tagliato fuori dai rifornimenti di greggio, metalli e gomma provenienti dalle ricche Indie Orientali Olandesi: gli stati maggiori generali di esercito e marina concordarono nel ritenere Okinawa l'obiettivo della prossima offensiva nemica e intensificarono i lavori di fortificazione.

## Le forze in campo

### Stati Uniti e Alleati

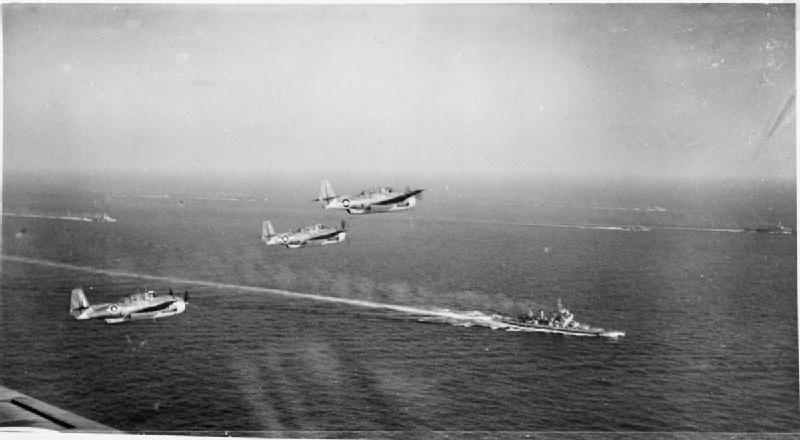
Alcuni Grumman Avengers sorvolano la flotta d'invasione britannica diretta a Sakishima

Nimitz era lo stratega dell'operazione, mentre Spruance era incaricato di condurre le operazioni contro le Ryūkyū. Facevano parte della 5ª Flotta la squadra portaerei veloci Task Force 58 (TF 58) comandata dal viceammiraglio Marc Mitscher e la squadra portaerei britanniche TF 57 al comando del viceammiraglio Bernard Rawlings. Le due squadre avrebbero dovuto lanciare attacchi aerei prima degli sbarchi, per neutralizzare le forze aeree giapponesi e appoggiare, prima e durante la campagna, l'aviazione dell'esercito proveniente dalle basi cinesi e del Pacifico sud-occidentale. Le unità della TF 51 dell'ammiraglio Turner erano quelle più direttamente impiegate negli sbarchi e la complessa formazione di questo gruppo era motivata dal difficile compito di occupare e difendere Okinawa. Questa unità avrebbe contrastato ogni tentativo di attacco giapponese, e inoltre avrebbe compiuto azioni di dragaggio prima dell'assalto e fornito appoggio aereo e copertura difensiva alla 10ª Armata una volta stabilita la testa di ponte. Questi compiti furono affidati alla Forza d'appoggio anfibia (TF 52) del contrammiraglio William Blandy e alla Forza di fuoco e di copertura (TF 54) del contrammiraglio Morton Deyo.
La Forza d'attacco settentrionale (TF 53), comandata dal contrammiraglio Lawrence Reifsnider, comprendeva un gruppo d'assalto costituito dal III Corpo anfibio dei marines (III AC) del maggior generale Roy Geiger e dalle divisioni dei marines 1ª e 6ª dei maggiori Pedro del Valle e Sheperd. La Forza d'attacco meridionale (TF 55) comandata dal contrammiraglio John Hall, Jr., comprendeva i trasporti che dovevano essere impiegati dalle truppe d'assalto del XXIV Corpo anfibio del maggior generale John Hodge, della 7ª Divisione di fanteria (maggior generale Arnold) e della 96ª Divisione di fanteria (maggior generale Bradley). Altri tre gruppi facevano parte della forza d'invasione: il Gruppo di attacco delle isole occidentali, il Task Group 51.1 (TG 51.1) sotto il contrammiraglio Ingolf Kiland, le cui forze erano composte dalla 77ª Divisione di fanteria del maggior generale Bruce; il TG 51.2 del contrammiraglio Wright con la 2ª Divisione marines del maggior generale Watson che avrebbe compiuto un'azione dimostrativa a sud di Okinawa il 1º aprile; e il Gruppo di riserva (TG 51.3), comandato dal commodoro Mc Govern, con la 27ª Divisione di fanteria del maggior generale Griner Jr. Un'altra formazione dei marines, in aggiunta al III Corpo, era quella del maggior generale Mulcahy della 10ª Armata, che doveva fornire copertura aerea non appena le sue squadriglie si fossero installate sull'isola. I piloti inizialmente assegnati alla Tactical Air Force (TAF), provenivano dal 2º Stormo dell'aviazione dei marines, mentre altri elementi dell'aviazione dell'esercito avrebbero dovuto far parte del gruppo da bombardamento del generale Mulcahy, ma nessuno di questi giunse a Okinawa prima di giugno.
La flotta avrebbe dovuto trasportare alle soglie del Giappone circa 182 000 uomini delle truppe d'assalto, mentre in totale sarebbero stati impiegati circa 548 000 uomini dell'esercito, della marina e dei marines, con l'appoggio in totale di 318 navi da combattimento e 1 139 navi ausiliarie, senza contare i mezzi da sbarco. La campagna di terra statunitense sarebbe stata comandata per la prima volta nella guerra del Pacifico da un generale dell'esercito, Simon Bolivar Buckner Jr., che aveva al suo comando la 10ª Armata statunitense composta dal III Corpo anfibio dei marines e il XXIV Corpo anfibio dell'esercito.

### Impero giapponese

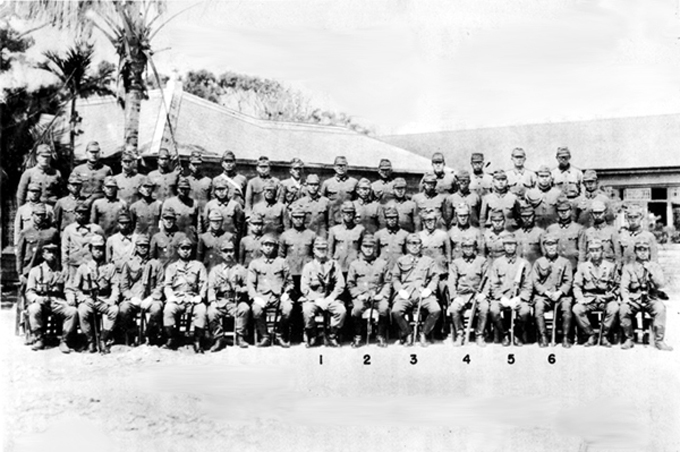
I principali ufficiali giapponesi a Okinawa nel febbraio 1945: i numeri in basso a destra indicano nell'ordine Ota, Ushijima, Chō, Kanayama, Hongo, Yahara

I primi rinforzi per Okinawa cominciarono ad affluire nel giugno 1944 allo scopo di rimpinguare la 32ª Armata del tenente generale Masao Watanabe postavi a presidio. I giapponesi procedettero ad arruolare gli autoctoni (detti Boeitai), cui dettero un addestramento di base ed equipaggiamento: in totale furono reclutati circa 20 000 uomini. Furono inoltre organizzati tra i 750 e i 1 700 giovanissimi volontari studenti liceali in gruppi chiamati Tekketsu ("Sangue e acciaio per le unità imperiali") che avrebbero dovuto svolgere funzioni di collegamento ed eventualmente essere schierati in prima linea o in azioni di infiltrazione e guerriglia dopo l'invasione dell'isola. Nell'agosto 1944 il tenente generale Mitsuru Ushijima assunse il comando della 32ª Armata, allora composta dalla 9ª, 24ª e 62ª Divisione fanteria e dalla 44ª Brigata mista indipendente; in dicembre, però, la 9ª Divisione fu trasferita a Formosa nonostante le proteste di Ushijima. La marina imperiale, che dopo la disfatta di Leyte era rimasta inoperosa, fu costretta dagli scherni e dalle pressioni dell'esercito a imbastire una qualche operazione, inviando sull'isola la 4ª Unità di scorta di superficie e altri mezzi aeronavali sotto il comando del contrammiraglio Minoru Ōta: si trattava di circa 9 000 effettivi, dei quali solo il 35% truppe regolari mentre il resto era costituito da civili appartenenti a unità della base navale aggregati all'ultimo momento. Ota disponeva inoltre di contingenti di battelli esplosivi Shinyō e di un gruppo di sommergibili tascabili, situati nella base di Unten-Ko nella penisola di Motobu. Nel complesso il generale Ushijima aveva ai suoi ordini circa 100 000 uomini, di cui 67 000 facenti parte delle unità regolari della 32ª Armata, 9.000 delle truppe della base navale e circa 24 000 volontari indigeni (Boeitai e Yekketsu). Fu infine schierato lo stormo di Nansei Shoto del colonnello Tanamachi.

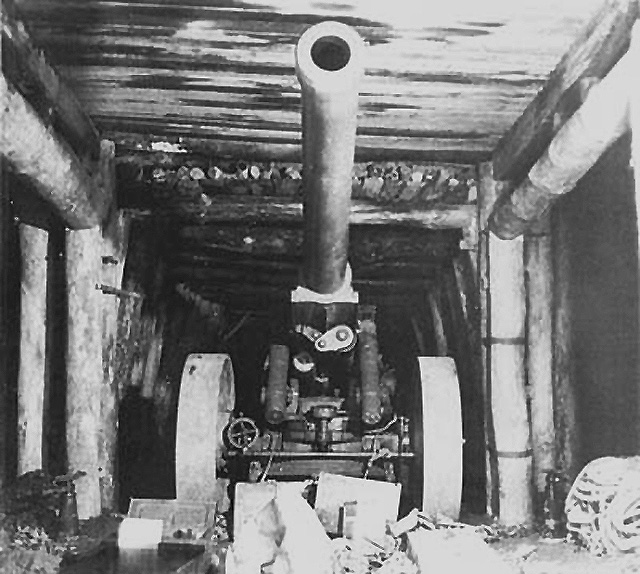
Un pezzo giapponese Type 89 da 150 mm, protetto in una caverna nella penisola di Motobu

I reparti regolari nipponici erano di consistenza varia: la 62ª Divisione del generale Takeo Fujioka, forte di circa 12 000 uomini, poteva essere considerata un'unità efficace e combattiva, la 24ª Divisione, proveniente dalla Manciuria, era di recente formazione ma poteva contare su ben 14 000 uomini mentre la 44ª Brigata mista aveva subito forti perdite durante i viaggi di trasporto ed era stata ricostituita con difficoltà. Particolarmente curata ed enfatizzata dal Gran Quartier Generale imperiale fu la disponibilità di armamenti pesanti, giacché era previsto che la battaglia fosse di attrito: Ushijima ebbe dunque il 27º Reggimento carri (organizzato in aprile con elementi della 2ª Divisione corazzata stanziata in Manciuria) comprendente quattordici carri armati medi e tredici leggeri, mentre la numerosa artiglieria fu riunita nel cosiddetto 5º Comando del maggior generale Kosuke Wada comprendente il mediocre 7º Reggimento d'artiglieria pesante, due reggimenti indipendenti d'artiglieria, un battaglione d'artiglieria pesante, il 42º Reggimento d'artiglieria da campagna della 24ª Divisione e reparti cannonieri tratti dalla 44ª Brigata. Inoltre Wada aveva a disposizione il 1º e il 23º Reggimento d'artiglieria media con 36 obici, il 100º Battaglione d'artiglieria pesante con otto cannoni da 150 mm, il 1º Reggimento mortai indipendente con armi di calibro 320 mm e, infine, il 1º e 2º Battaglione mortai leggeri assegnati come armi d'appoggio alla fanteria.

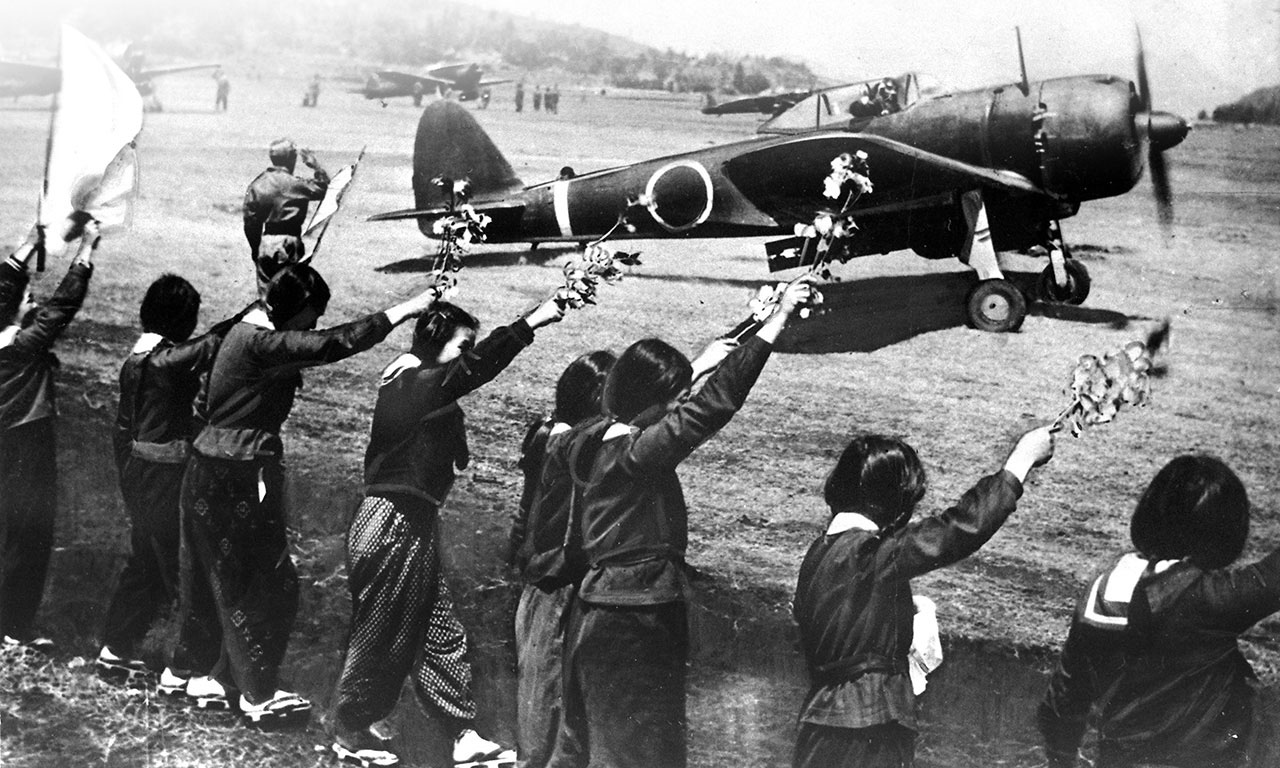
Studentesse giapponesi salutano piloti kamikaze pronti alla missione: questa estrema tattica fu estesamente utilizzata a Okinawa, con oltre 1900 missioni suicide

La maggioranza delle forze aeree disponibili fu concentrata su Kyūshū, la più meridionale delle isole metropolitane, prevedendo di tenere soltanto un centinaio di velivoli a rifornire Formosa. Il 5 febbraio 1945 fu completata la riorganizzazione della 1ª Flotta aerea su quattro stormi, battezzati 132º, 133º, 205º e 765º, dislocati per la maggior parte nella parte settentrionale di Formosa e in parte tra le isole di Ishigaki e Miyako, situate tra Formosa e la stessa Okinawa, che da aprile furono tutti impegnati nella difesa di Okinawa. La 1ª Flotta si dedicò principalmente all'addestramento delle tattiche suicide e fu affiancata il 1º marzo 1945 dalla 10ª Flotta aerea, articolata sull'11º, 12º e 13º Stormo combinato, che però abbisognava ancora di esercitazioni: fu perciò deputata a riserva della 5ª Flotta aerea al comando del viceammiraglio Matome Ugaki che, costituita dalla 12ª, 25ª Flottiglia aerea e altri reparti aeronautici, ebbe la sua base a Kyūshū e il compito di attaccare le navi da guerra (portaerei in primis). Alla 10ª Flotta aerea fu perciò assegnato il compito di distruggere trasporti e unità anfibie, mentre quel che restava della 3ª Flotta aerea fu schierato nella pianura di Kantō per difendere il Giappone centrale. In tutto furono schierati circa 2 100 velivoli, spesso pilotati da giovani aviatori malamente addestrati; perciò nel respingere un attacco americano non si poteva fare affidamento sulle tattiche aeree convenzionali e il comando supremo di Tokyo informò la 5ª e la 10ª Flotta aerea che «non potevano sussistere altre alternative all'infuori dell'adozione degli attacchi speciali». Il complesso di forze aeronautiche (4 800 aeroplani) rispondeva all'operazione Ten-Ichigo; data però la scarsità di carburante, che limitava le missioni e le ore di addestramento, Ten-Ichigo doveva essere compiuta con missioni aeree di sola andata, con un carico esplosivo massimo.

## Pianificazione

### Stati Uniti

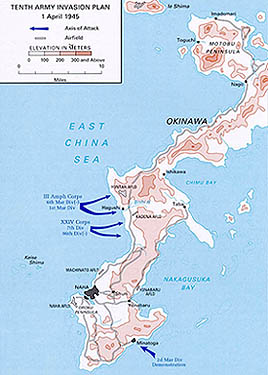
Il piano di attacco a Okinawa

Il 25 ottobre 1944 il quartier generale di Nimitz rese noto il piano d'operazione Iceberg. La campagna avrebbe dovuto svilupparsi in tre fasi: iniziale occupazione della parte meridionale di Okinawa e delle piccole isole adiacenti, con contemporanea costruzione di infrastrutture atte a rendere Okinawa una base per ulteriori attacchi contro il Giappone; in seguito si sarebbe conquistata Iejima, isola situata a nord-ovest, e la porzione restante di Okinawa; infine si sarebbe proceduto a rafforzare le posizioni alleate nelle isole Ryūkyū, con probabili operazioni contro le altre isole. Gli alti comandi statunitensi nel Pacifico radunarono una delle più grandi armate navali della storia: la Quinta Flotta, componente navale e anfibia, contò oltre 40 portaerei, 18 navi da battaglia, 200 cacciatorpediniere, centinaia di mercantili, sommergibili, dragamine, cannoniere, mezzi da sbarco, navi d'appoggio, navi officina e decine di squadre di navi per trasporto truppe (le cosiddette Tractor Flotilla).
La flotta fu suddivisa in sei Task Force con compiti specifici. Direttamente interessata dagli sbarchi era la Task Force 51 (TF 51) dell'ammiraglio Richmond Turner che doveva applicare il piano "Fox", ovvero il supporto aeronavale alla 10ª Armata del generale Buckner che doveva prendere terra a nord e a sud delle spiagge di Hagushi, nonché a un terzo distaccamento che aveva il suo obiettivo in Keise Shima, isola impiegabile come postazione supplementare per le artiglierie di grosso calibro durante gli sbarchi del 1º aprile (L-Day). Una volta stabilite salde teste di ponte, le truppe sarebbero passate sotto il comando del maggior generale Wallace e le forze navali al contrammiraglio Cobb; infine i reparti aerei e le squadre navali da ricognizione sarebbero rimasti di base a Okinawa, sotto il comando generale dell'aviazione dell'esercito per il Pacifico e del comandante della Quinta Flotta.
Il 1º novembre ebbe ufficialmente inizio l'operazione Iceberg, e nel piano presentato a Turner per l'approvazione finale fu definitivamente stabilito di occupare le piccolissime isole di Keise Shima e le isole Kerama (Kerama Shotō) prima degli sbarchi principali a Okinawa. L'occupazione di Kerama era considerata particolarmente importante dal momento che questo gruppo di isole poteva fornire ancoraggi sicuri per le navi appoggio e basi rifornimento, evitando di operare al largo di Hagushi. L'occupazione di Kerama fu affidata alla 77ª Divisione di fanteria, che effettuò gli sbarchi il 26 marzo 1945, sei giorni prima dell'L-Day, assieme al 420º Gruppo d'artiglieria da campagna del XXIV Corpo anfibio che prese terra a Keise Shima con i suoi 155 mm, che si sarebbero uniti al fuoco dell'artiglieria aero-navale contro le coste previste per gli sbarchi. Tenendo come limite iniziale d'avanzamento il torrente Bishi Gawa che tagliava in due le spiagge degli sbarchi, il III Corpo sarebbe sbarcato sulla sinistra e il XXIV sulla destra; quindi, a nord della cittadina di Hagushi la 1ª Divisione e la 6ª Divisione dei marines si sarebbero dovute dirigere rapidamente verso l'interno, regolando la loro avanzata con quella dell'esercito sbarcato a sud di Hagushi con le divisioni 7ª e 96ª.

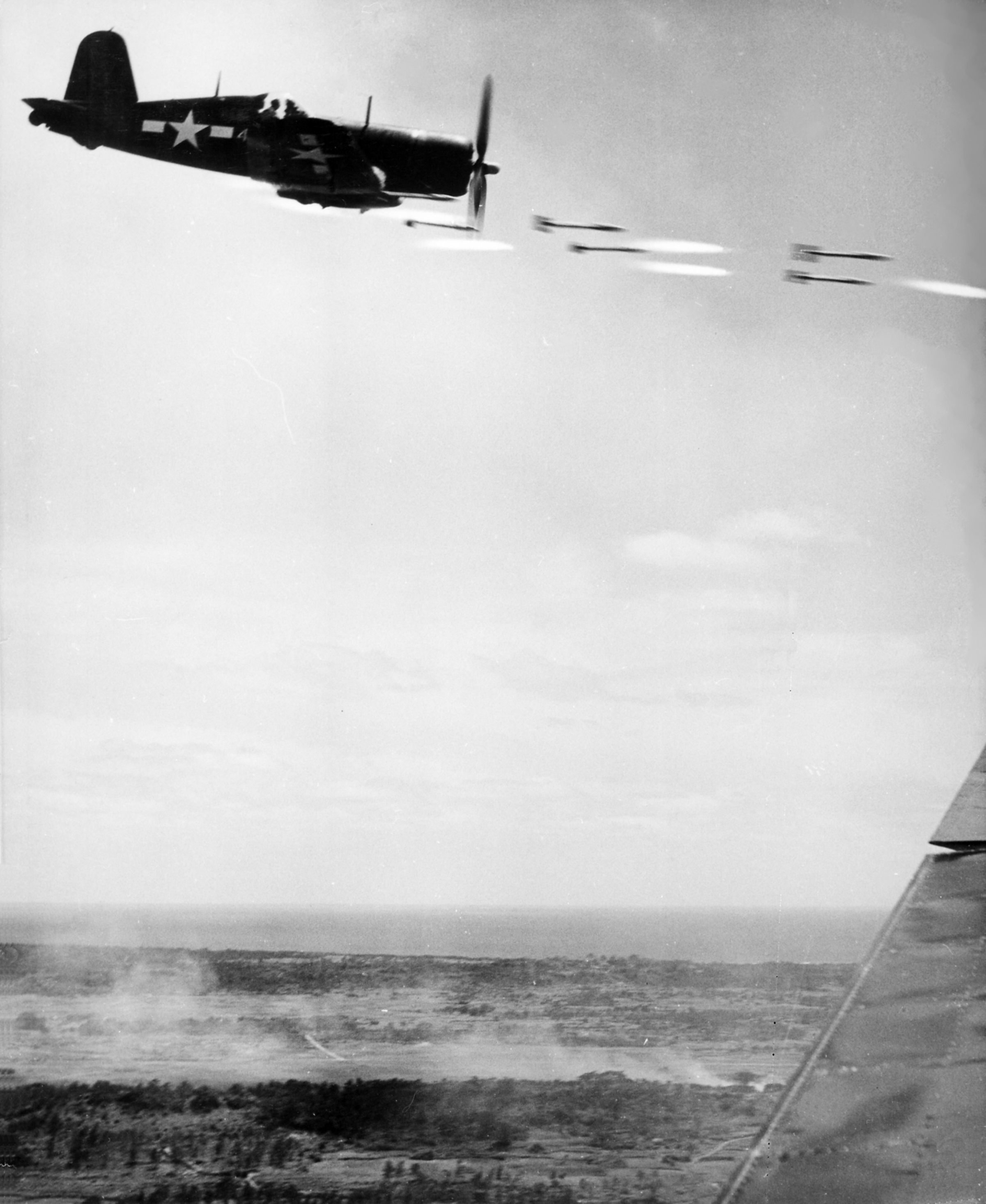
Un Chance Vought F4U Corsair dei marines attacca le postazioni di Okinawa

La 6ª Divisione marines del maggior generale Lemuel Shepherd, Jr. avrebbe dovuto impadronirsi dell'aeroporto di Yomitan (Yontan nella storiografia della battaglia) e di proteggere il fianco settentrionale dell'armata, mentre la 1ª Divisione del maggior generale Del Valle avrebbe dovuto partecipare alla conquista di Yontan, occupando velocemente le alture a nord-est del piccolo villaggio di China per poi deviare verso la penisola di Katchin sulla costa orientale. Sulla destra dei marines la 7ª Divisione di fanteria del maggior generale Arcibald Arnold avrebbe occupato l'aeroporto di Kadena e poi, come la 1ª Divisione, avanzare velocemente fino alla costa orientale per tagliare l'isola in due. La 96ª Divisione infine avrebbe occupato le alture circostanti e le spiagge a sud e sud-est per poi avanzare lungo la strada costiera e occupare i ponti presso Chatan, continuando a proteggere il fianco destro dell'armata in questo settore. Le operazioni terrestri, subito dopo lo sbarco, avevano lo scopo di isolare l'obiettivo della prima fase, comprendente la parte di Okinawa a sud di una immaginaria linea tracciata tra l'istmo di Ishikawa e il villaggio di China, e le isole orientali. I marines avrebbero dovuto prendere immediatamente il controllo dell'istmo in modo da prevenire l'invio di rinforzi nemici da nord e isolare i giapponesi a sud, con l'ausilio delle divisioni del XXIV Corpo che avrebbero spinto verso sud le forze nemiche. La seconda fase di Iceberg aveva lo scopo di occupare il settore settentrionale di Okinawa e di Iejima da parte delle truppe della 10ª Armata sul luogo, che avrebbero concentrato i loro sforzi nell'obiettivo principale rappresentato dalla penisola di Motobu, che si estende verso Iejima, e doveva essere occupata con attacchi simultanei terrestri e marittimi. Dopo la conquista di Motobu le operazioni si sarebbero concentrate su Iejima, la cui occupazione avrebbe concluso la seconda fase dell'operazione Iceberg. Il supporto aereo durante queste fasi sarebbe stato fornito dalla Task Force 52 del contrammiraglio Durgin, mentre non appena le squadriglie avessero potuto operare dagli aeroporti occupati dalle truppe statunitensi il comando sarebbe passato al maggior generale Mulcahy e alla sua Tactical Air Force (TAF) della 10ª Armata, con uomini provenienti dal 2º Stormo dell'aviazione dei marines.

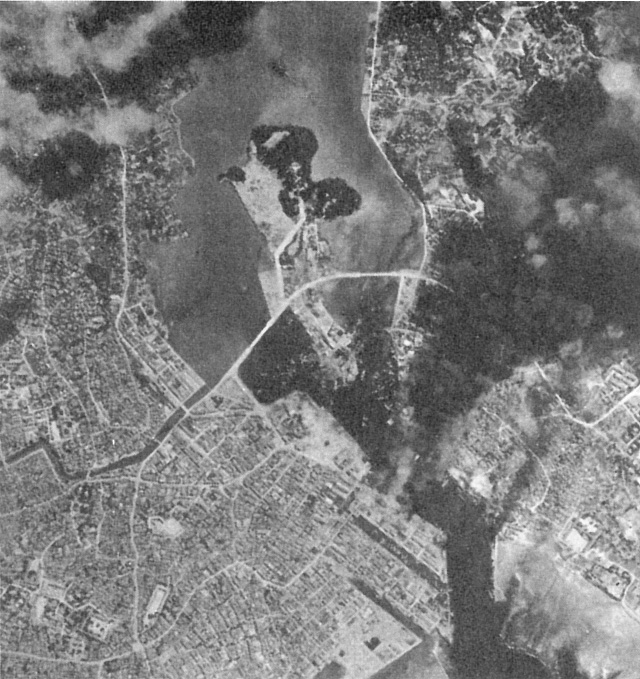
Naha, capoluogo di Okinawa, sotto bombardamento nell'ottobre 1944

Il piano logistico di Iceberg fu uno dei più elaborati del suo genere di tutta la seconda guerra mondiale: i movimenti dei mezzi da sbarco e della navi da carico dovevano essere programmati su distanze oceaniche, il che richiedeva una linea di rifornimenti di circa 9 000 chilometri attraverso il Pacifico, con undici differenti porti di raccolta. Inoltre il comando della 10ª Armata avrebbe dovuto formare un governo militare, che avrebbe avuto sotto la sua giurisdizione gli oltre 250 000 abitanti autoctoni. Anche il lavoro di spionaggio fu arduo a causa della mancanza di notizie sicure e delle difficili ricognizioni ed esplorazioni convenzionali del territorio, il quale essendo situato dentro le difese dell'impero giapponese offriva ben poche occasioni per le ricognizioni aeree. La prima missione con compito di aerofotografia fu effettuata nel settembre 1944 con i B-29, ma i risultati furono scarsi a causa della nebbia; le informazioni migliori furono ottenute durante le incursioni di ottobre. In totale i B-29 effettuarono 224 missioni di ricognizione fotografica ottenendo risultati di una certa entità, che furono arricchiti dai rilievi del sommergibile USS Swordfish (SS-193) che fu inviato da Pearl Harbor il 22 dicembre e fornì informazioni fino al 3 gennaio, quando per cause sconosciute se ne perse ogni traccia e fu considerato perduto. La 10ª Armata però non riuscì mai ad avere notizie certe sull'entità numerica del nemico, anche se la sezione controspionaggio G-2 riuscì ad essere abbastanza precisa a riguardo delle concezioni tattiche dei giapponesi: si era stabilito che il nemico avrebbe organizzato una difesa in profondità nella parte meridionale di Okinawa, mentre le forze aeree giapponesi avrebbero sicuramente effettuato attacchi pesanti e ripetuti, soprattutto con la tattica dei kamikaze, che le forze statunitensi avevano conosciuto per la prima volta a Leyte. La Marina giapponese disponeva inoltre di sufficienti unità operative vicino a Okinawa, tra le quali squadriglie di motosiluranti suicide e forse sommergibili tascabili.

### Impero giapponese
(Slogan coniato per i combattenti di Okinawa)
I lavori di fortificazione dell'isola iniziarono ad agosto, con la costruzione di un gran numero di capisaldi, casematte e piazzole per cannoni che sfruttarono il rilievo accidentato dell'isola, tutti collegati fra loro da un complesso sistema di tunnel; persino le tombe cinesi sparse per la campagna attorno a Naha vennero trasformate in casematte. Da settembre, dopo gli sbarchi statunitensi a Peleliu e a Morotai, i lavori accelerarono, dato che i comandi giapponesi erano ormai certi che Formosa, le Ryūkyū e le Bonin sarebbero state invase al più tardi nella primavera 1945. Furono utilizzate numerose grotte e caverne, similmente a quanto era avvenuto per i lavori di fortificazione di Iwo Jima, ma a differenza di Tadamichi Kuribayashi nella precedente battaglia in questo caso Ushijima poté godere del supporto dell'aviazione: si pianificò quindi di lasciare sbarcare il nemico indisturbato attendendo l'abbassamento della sua vigilanza, per poi approfittare dell'andirivieni di mezzi navali per lanciare un attacco kamikaze in grande stile, succeduto da un imponente contrattacco terrestre che avrebbe ricacciato in mare gli invasori. Nel dicembre 1944 Ushijima fu privato della 9ª Divisione ed egli, che inizialmente pensava di poter combattere sin da subito, dovette adottare una difesa decisamente più passiva: optò per concentrare il grosso delle sue forze nella porzione meridionale di Okinawa, dove fulcro di potenti linee difensive divennero la capitale storica Naha e l'abitato di Shuri con il suo omonimo castello, costruito dagli antichi sovrani delle Ryūkyū. Lasciò praticamente sguarnita la zona centrale dell'isola e affidò a due battaglioni del 2º Reggimento fanteria (3 000 uomini) la difesa dell'aspra e poco abitata regione settentrionale.

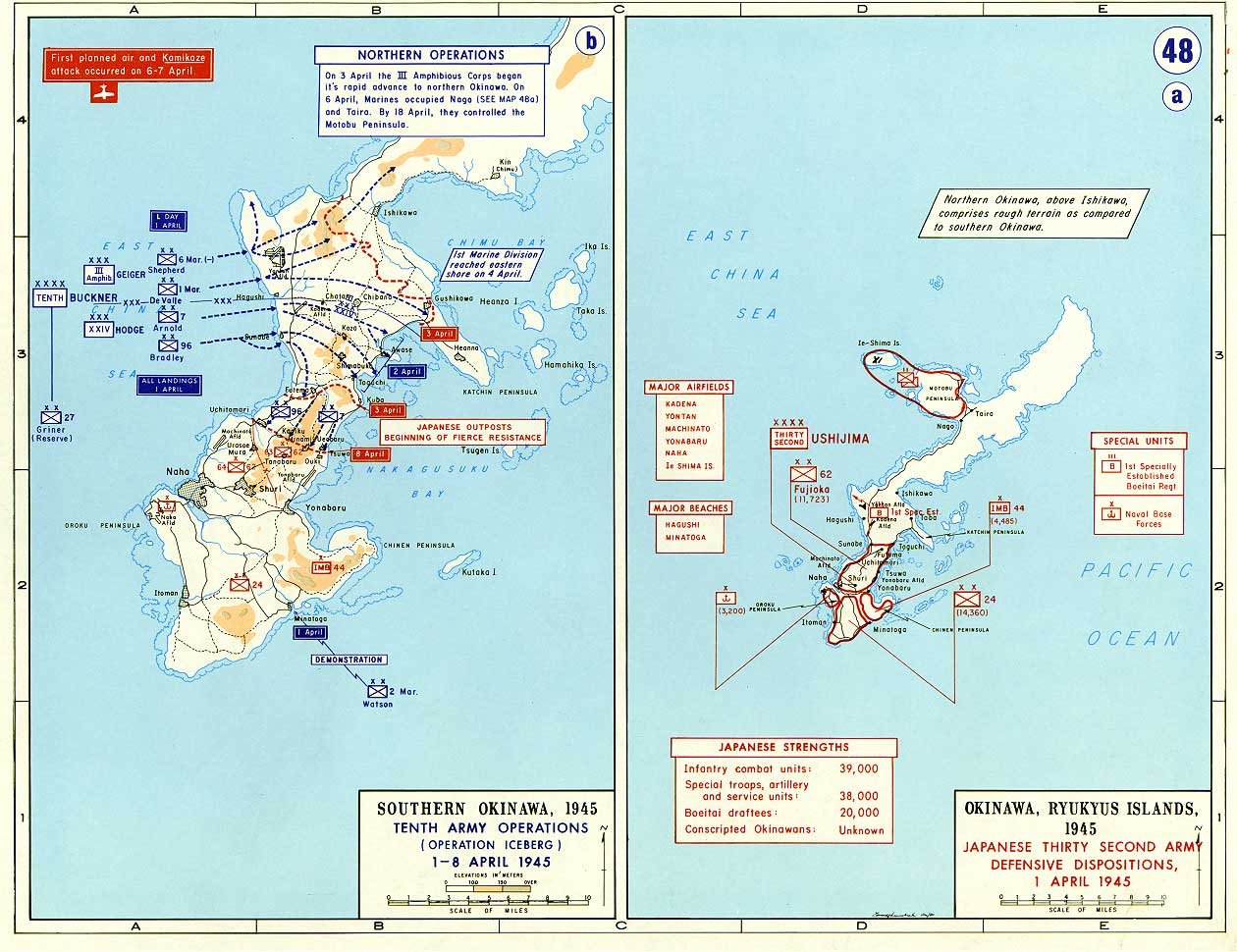
Cartina comparativa con i piani americani d'invasione a sinistra e le disposizioni difensive giapponesi a destra

Ormai abituati alle tattiche americane e coscienti della potenza dell'artiglieria navale e del supporto aeronautico statunitensi, i giapponesi decisero di organizzare solide postazioni difensive nell'interno sfruttando la natura impervia del terreno, dove speravano di resistere e sconfiggere gli invasori. Per attirare le truppe d'assalto americane verso l'interno, Ushijima ordinò ai suoi soldati di «evitare di aprire il fuoco troppo presto», e in questo senso ebbe un ruolo fondamentale il generale Isamu Chō, capo di stato maggiore di Ushijima, strenuo sostenitore delle fortificazioni sotterranee e in caverna. Il generale Chō fece costruire innumerevoli postazioni d'artiglieria in caverna, collegate fra loro con camminamenti e gallerie sotterranee; gli ostacoli naturali e artificiali furono inoltre sistemati in modo tale da incolonnare le truppe d'invasione verso zone di fuoco prestabilite, mentre i declivi delle colline furono fortificati da postazioni di artiglieria, mortai e armi automatiche. Le casematte e le costruzioni in cemento armato furono spesso abbandonate a favore delle opere in caverna, e quando le dimensioni della caverna stessa lo consentiva questa veniva dotata di due o più accessi protetti da mitragliatrici, e a volte divisa in piani. Questi capisaldi sotterranei erano poi collegati con l'intero sistema difensivo della 32ª Armata e nello stesso tempo servivano a coordinare le piccole unità negli avamposti. Nel complesso essi formavano un anello importantissimo nella catena difensiva esterna di Shuri, dove si trovava il comando d'armata. La zona difensiva principale fu stabilita a nord di Naha, Yonabaru e Shuri: a nord di questa linea gli sbarchi non sarebbero stati contrastati, mentre a sud gli invasori sarebbero stati attaccati già sulle spiagge.

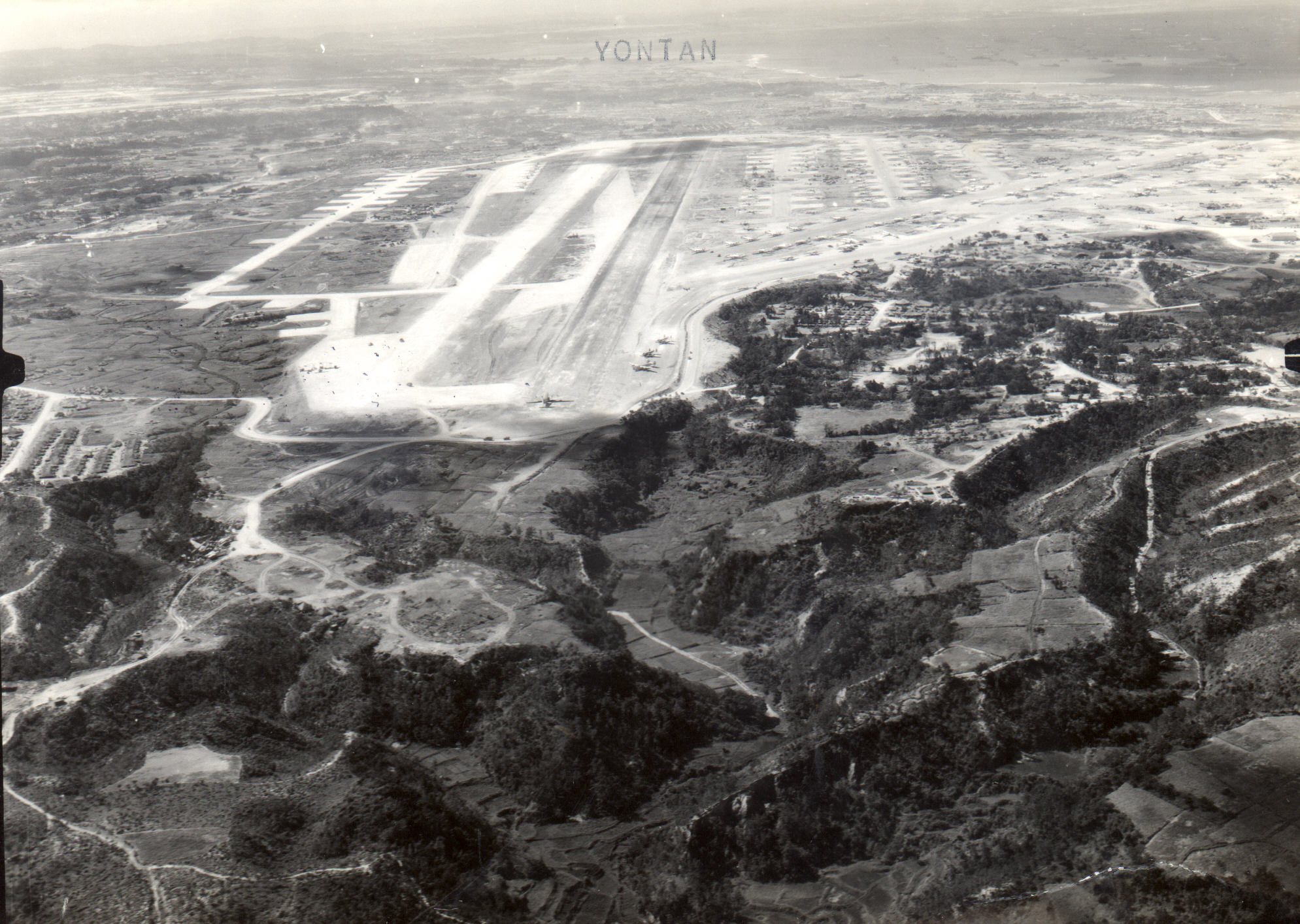
L'aeroporto di Yontan, uno dei punti focali durante i primi combattimenti

Poiché Ushijima non disponeva di truppe a sufficienza per difendere l'aeroporto di Kadena (Yara Hikojo), i cannoni da 150 mm sarebbero stati impiegati per impedire l'occupazione della base aerea, o quantomeno per ritardare l'avanzata americana consentendo alla 32ª Armata di assestarsi nella parte meridionale dell'isola, che poteva essere meglio difesa. Shuri fu predisposto a caposaldo principale con numerose artiglierie orientate verso le spiagge di Hagushi (dove avvennero gli sbarchi americani); le alture di Chinen dominavano le spiagge di Minatoga e le spiagge della Baia di Nakagusuku offrendo ai giapponesi una postazione molto favorevole, e la maggior parte delle artiglierie d'armata furono dislocate in quella zona piuttosto che intorno a Shuri.
Il nerbo delle truppe a disposizione di Ushijima fu stanziato in una serie di avamposti a nord di Futema, mentre gli elementi del 1º Reggimento della 62ª Divisione furono disseminati nella zona immediatamente a ridosso delle spiagge di Hagushi, con l'ordine di imbastire azioni di disturbo se l'isola fosse stata invasa in quel punto e di ritirarsi dietro alla linea di Shuri dopo aver distrutto gli aeroporti di Yontan e Kadena. La difesa della parte meridionale fu affidata alla 24ª Divisione, le truppe della base navale di Okinawa ebbero l'incarico di difendere la penisola di Oroku, mentre il grosso della fanteria fu sistemato per contrastare gli sbarchi sulle spiagge di Minatoga. Il comando dell'artiglieria d'armata (5º Comando artiglieria) fu stabilito vicino a Itokazu, sotto il diretto controllo dei difensori di Minatoga, mentre la 62ª Divisione fu schierata intorno a Shuri dove i giapponesi avevano costruito una roccaforte al centro di una serie di anelli concentrici di difesa, ognuno dei quali si componeva di postazioni sotterranee e trincee. La difesa della zona nord dell'istmo di Ishikawa fu affidata al Gruppo Udo, dal nome del comandante della 2ª Unità di fanteria, colonnello Takehiko Udo. Questi aveva il compito di difendere la penisola di Motobu e Iejima con il suo aeroporto, e distruggere le strutture aeroportuali non appena il nemico fosse sbarcato, unendosi poi alla 62ª Divisione.

## Svolgimento della battaglia

### Le operazioni preliminari

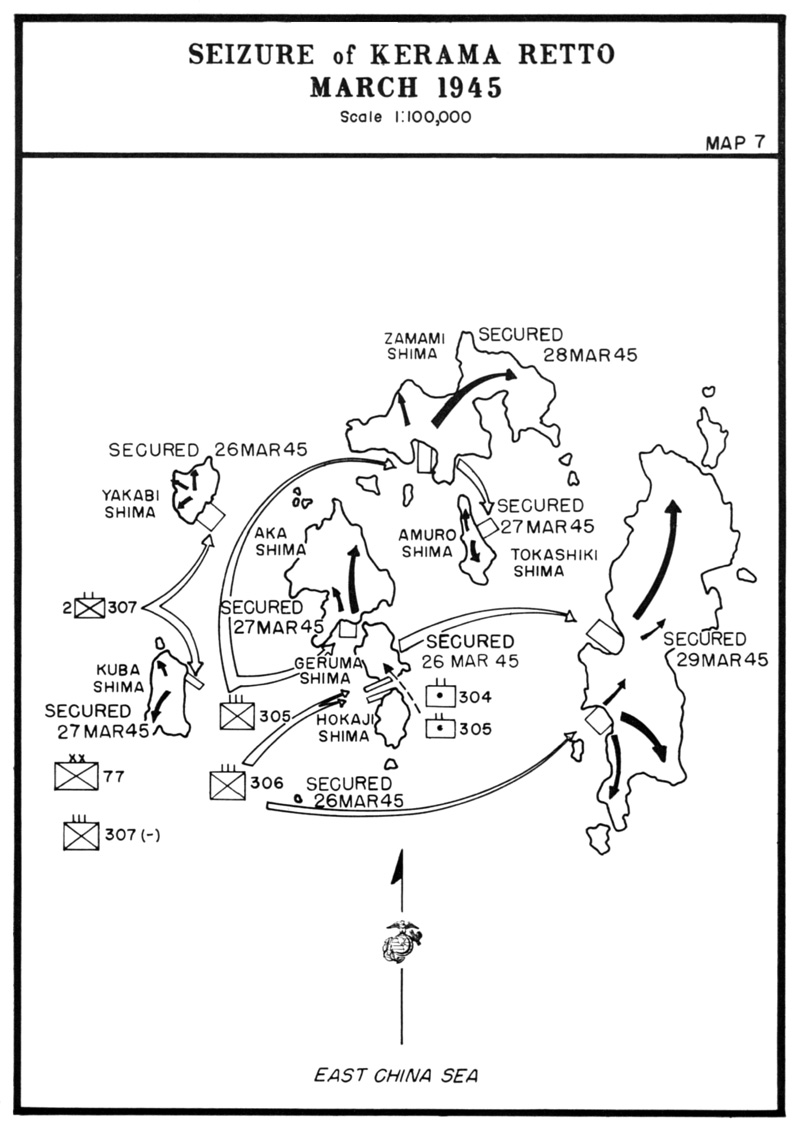
Mappa delle operazioni di sbarco sulle isole Kerama tra il 26 e il 31 marzo 1945

A partire da febbraio, le forze navali americane iniziarono a riunirsi a Ulithi, base navale di rifornimento e cantiere per la Flotta del Pacifico, che iniziò ad accogliere le Tractor Flotilla provenienti da Leyte e dalle Salomone. Nel frattempo i velivoli delle portaerei iniziarono ad effettuare attacchi preliminari su Okinawa, Formosa e i porti lungo la costa cinese meridionale, mentre i B-29 bombardarono la zona intorno a Tokyo il 16, 17 e 25 febbraio. Nel Pacifico occidentale i sommergibili iniziarono un'intensa opera di ricognizione e rastrellamento dei mari riportando notevoli successi; a metà febbraio la guarnigione giapponese di Okinawa era pressoché isolata, e Ushijima si rese conto della situazione solo dopo che le linee di comunicazione con Formosa e l'arcipelago giapponese erano state interrotte quasi completamente. Gli attacchi dei B-29 dalle basi cinesi, indiane, filippine, delle Marianne e delle Palau continuarono senza sosta contro Okinawa e contro Tokyo, Kōbe, Nagoya e Osaka, aumentando il ritmo delle incursioni con l'approssimarsi dell'L-Day (da Love: Amore). Il 14 marzo la TF 58 del vice ammiraglio Marc Mitscher lasciò Ulithi, quattro giorni dopo venne attaccata Kyūshū e il 19 anche le installazioni di Shikoku e Honshū, con la flotta americana che subì il danneggiamento di cinque portaerei e altre navi da guerra. Le rimanenti navi della TF 58 furono riorganizzate il 22 marzo in tre Task Group e iniziarono l'avvicinamento a Okinawa per i bombardamenti preparatori. Le prime unità impiegate furono i dragamine che cominciarono a operare due giorni prima del previsto sbarco della 77ª Divisione al largo di Kerama Retto e della costa sud-orientale dell'isola di Okinawa.

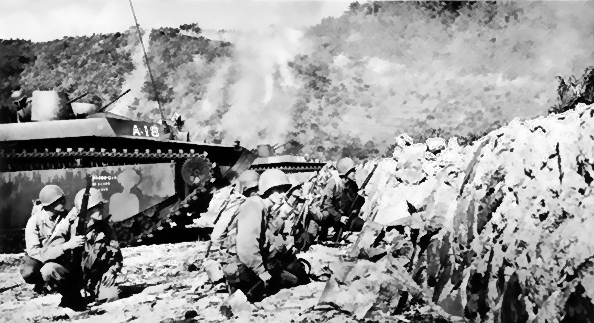
Uomini della 77ª Divisione durante lo sbarco sull'isola di Zumani, nelle Kerama, dietro di loro un LVT

Nel frattempo la Forza d'appoggio anfibia (TF 54) aveva completato il suo avvicinamento a Ulithi e si era dispiegata in formazione d'attacco. Due unità lasciarono la squadra iniziando le rispettive missioni: una di copertura alle operazioni di rastrellamento in atto fra Tonachi Shima e Kerama Retto, la seconda di appoggio ai dragamine al largo di Okinawa, supportati per l'occasione anche da dieci gruppi di sommozzatori della Flottiglia Guastatori, divisi nei gruppi Able e Baker. Il 25 marzo i cacciatorpediniere del gruppo Able iniziarono a bombardare le Kerama. Sicuri ormai che l'obiettivo americano fosse Okinawa, all'alba del 26 marzo i giapponesi fecero decollare le unità dell'8ª Squadra aerea dalle piste delle isole Sakishima (Sakishima guntō) per il primo attacco kamikaze contro le navi ancorate al largo delle Kerama; contemporaneamente la TF 57 colpì Sakishima il 26 e il 27 marzo. Gli attacchi aerei giapponesi nel periodo 26-31 marzo colpirono sei navi americane, fra cui l'Indianapolis (nave ammiraglia di Spruance), mentre altre dieci unità furono gravemente danneggiate e due affondate da mine galleggianti. Ma gli sforzi giapponesi servirono a poco; il 26 marzo il gruppo Able preparò varchi sulle spiagge di Kerama e fece saltare le difese costiere di Keise Shima, mentre il 28 i dragamine completarono il lavoro di bonifica delle acque antistanti i punti previsti di sbarco. Il 29 le squadre del gruppo Baker esplorarono le spiagge di Hagushi, demolendo delle installazioni anti-sbarco in legno al largo della foce del Bishi Gawa.
Il 26 marzo, mentre a Iwo Jima i marines stavano ancora combattendo, la 77ª Divisione di fanteria dell'esercito comandata dal generale Andrew Bruce sbarcò a sorpresa sull'isola di Kerama Retto, situata a 28 chilometri a sud-ovest di Okinawa. Le difese giapponesi sulle isole furono velocemente travolte in meno di quarantott'ore e i difensori non ebbero nemmeno il tempo di distruggere le installazioni, mentre gli americani trovarono nascosti in piccole insenature quasi 400 piccoli canotti a motore carichi di esplosivo, confermando i timori di un massiccio utilizzo nipponico di imbarcazioni suicide.

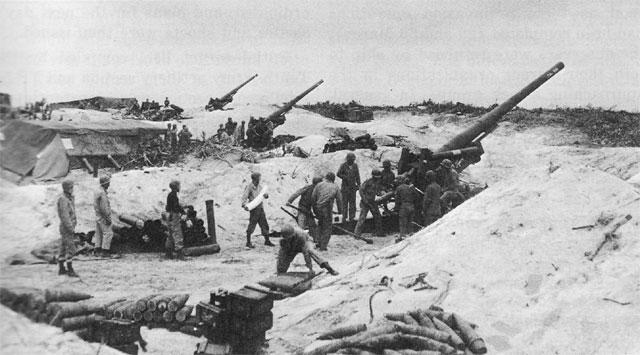
Batteria di Long Tom in posizione sugli isolotti di Keise Shima

Il 28 le isole del piccolo arcipelago furono conquistate e iniziarono i lavori per installare una base idrovolanti, mentre la forza navale d'appoggio dell'ammiraglio William Blandy, comprendente 10 vecchie corazzate, 11 incrociatori e 24 cacciatorpediniere, incominciò a martellare la costa di Okinawa e la zona di Hagushi. La conquista delle Kerama fu un duro colpo per le difese giapponesi: Ushijima non considerò il fatto che quegli isolotti potessero interessare agli americani e aveva anzi progettato di utilizzarli come base di partenza per una serie di attacchi alle spalle del nemico, distribuendovi moltissimi canotti esplosivi che sarebbero stati utilizzati quando quest'ultimo avesse cominciato a sbarcare. Inoltre la base idrovolanti poneva l'intera isola di Okinawa nel raggio d'azione degli apparecchi da ricognizione e di osservazione del tiro americani.
Tra il 26 e il 27 un battaglione anfibio da ricognizione dei marines (Fleet Marine Force, Pacific - FMFPac) a seguito degli elementi della 77ª Divisione, sbarcò negli isolotti di Keise Shima, situati a mezza distanza su una linea ideale che collegava Kerama ad Hagushi, impadronendosene rapidamente. La notte seguente i marines sbarcarono su Aware Shima, una piccola isola al largo di Tokashiki Shima (l'isola più grande delle Kerama), e alle prime luci del 29 marzo s'impossessarono di Mae e Kure Shima. Dal giorno seguente decine di batterie da 155 mm (i famosi Long Tom) furono trasportate a Keise Shima e si unirono al martellamento navale, concentrando il tiro nella zona sud di Okinawa. Anche l'aviazione americana iniziò a dare il suo contributo con le squadriglie di B-29 provenienti da Saipan, che sganciarono centinaia di tonnellate di bombe sulle postazioni giapponesi.

### Gli sbarchi

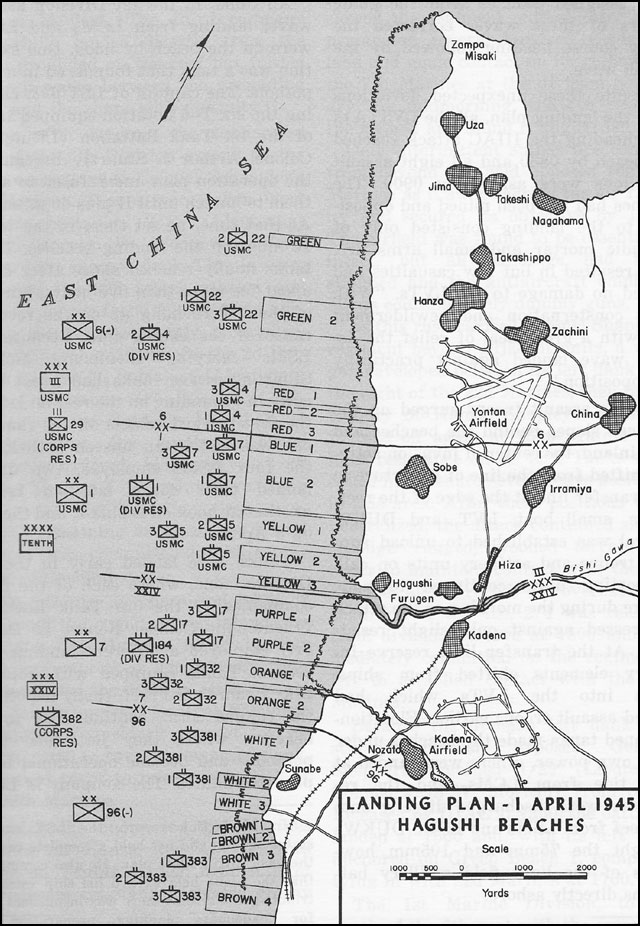
Planimetria delle operazioni di sbarco a Hagushi

Il bombardamento preliminare della flotta d'appoggio raggiunse la sua intensità massima nella notte tra il 31 marzo e il 1º aprile, e quando cessò il contrammiraglio Blandy annunciò che la «preparazione» era «sufficiente alla riuscita di uno sbarco». L'effetto del bombardamento parve disastroso, ma in realtà la principale linea difensiva nipponica era ancora intatta. Poco prima dell'alba del 1º aprile 1945 il bombardamento navale cessò, e al largo di Okinawa le navi e i trasporti iniziarono le manovre di avvicinamento alle spiagge di Hagushi, preparandosi a sbarcare le ondate d'assalto. Nello stesso momento la 2ª Divisione marines, che componeva il Gruppo dimostrativo, compì gli stessi preparativi al largo di Minatoga in vista del suo sbarco diversivo. Alle 04:06 l'ammiraglio Turner diede l'ordine di iniziare gli sbarchi su Okinawa, alle 06:50 giunse la protezione aerea e dieci minuti dopo i primi mezzi da sbarco uscirono dal ventre delle navi da trasporto diretti sulle spiagge di Hagushi. Contemporaneamente i mezzi anfibi carichi di truppe e materiale furono messi in mare, mentre carri armati M4 Sherman equipaggiati con sistemi di galleggiamento entrarono direttamente in acqua dagli LST dirigendosi sulle spiagge. La prima reazione giapponese fu violenta, ma erroneamente si concentrò sulla zona di Minatoga, dove gli aerei sfuggiti alla contraerea americana si precipitarono contro le truppe e le navi del Gruppo dimostrativo. Attacchi suicidi colpirono il trasporto Hinsdale e l'LST 884, mentre la reazione dei capisaldi giapponesi sulle spiagge costò i primi morti e feriti.

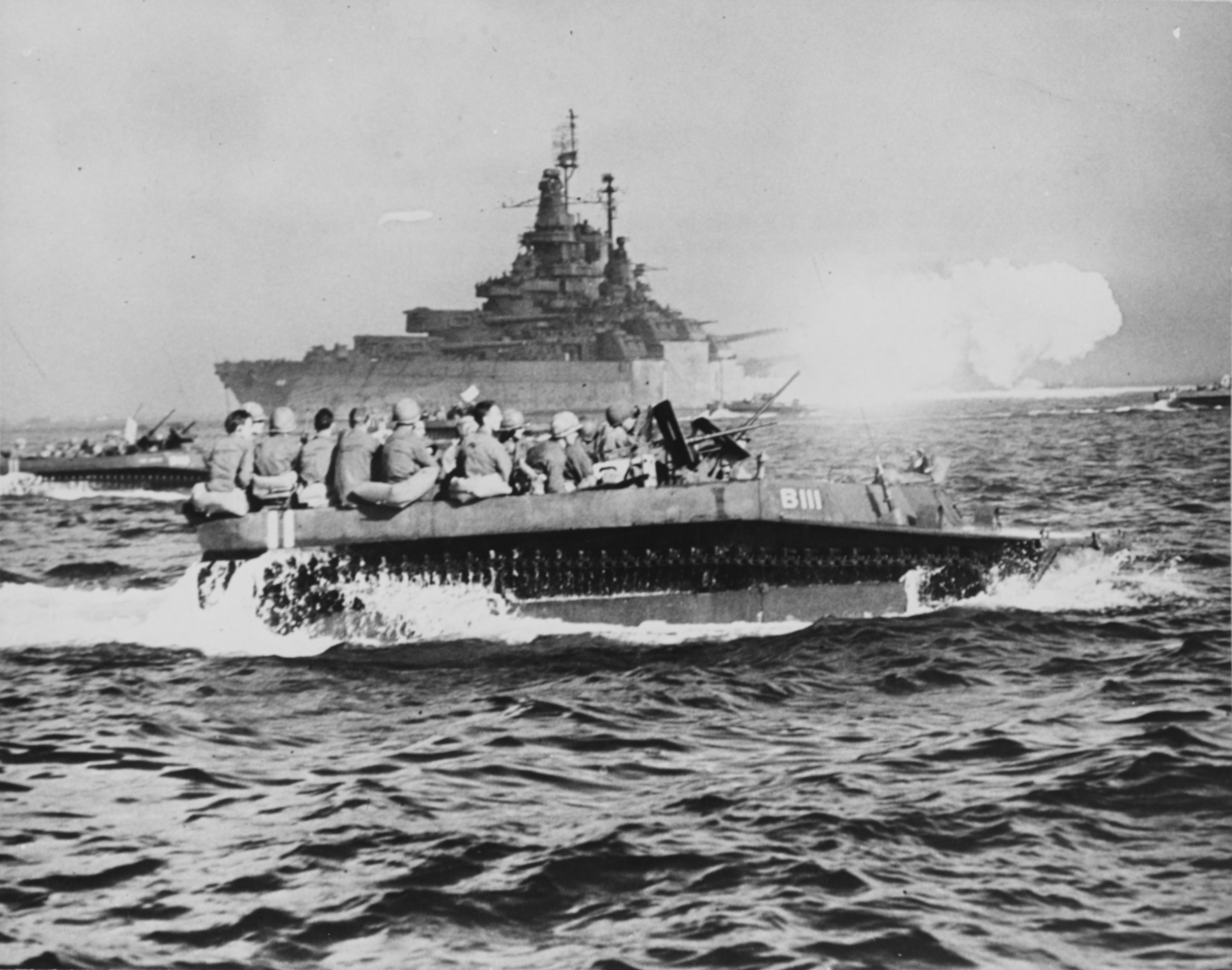
Un LVT si dirige verso le spiagge di Hagushi, mentre sullo sfondo la USS Tennessee apre il fuoco contro le difese nemiche

Centinaia di cannoniere che precedevano le formazioni di sbarco iniziarono il lancio di razzi e proiettili da 40 mm, con una intensità tale che la zona di sbarco fu tempestata da una concentrazione di fuoco pari a 25 proiettili ogni 100 m² nel raggio di 1 chilometro. Appena le cannoniere cessarono il fuoco, i mezzi anfibi corazzati cominciarono a sparare con i loro obici da 75 mm contro le spiagge, a cui seguirono ad intervalli regolari centinaia di LVT carichi di truppe, disposti in file di cinque o sette unità. Quando la prima ondata d'assalto si preparò a sbarcare, il fuoco dell'artiglieria navale si spostò in avanti concentrandosi sugli obiettivi nell'entroterra e i velivoli delle portaerei, che fino ad allora avevano volato in cerchio sopra le spiagge di Hagushi, si lanciarono in picchiata mitragliando ogni resistenza sulla zona di sbarco. All'ora H, le 08:30, le prime ondate iniziarono a sbarcare nelle zone assegnate: otto battaglioni del XXIV Corpo presero terra con successo a sud di Bishi Gawa, seguiti dalle successive ondate di fanteria e dai primi DUKW, che con i loro mortai da 4,2 pollici si dirigevano assieme ai carri Sherman verso l'interno per allargare la testa di ponte. Protetti dal fuoco di copertura navale, i primi sbarchi diretti ad Hagushi non subirono inizialmente nessun attacco aereo, ma dovettero essere temporaneamente sospesi per quattro ore a causa di un violento contrattacco del 420º Gruppo d'artiglieria da campagna giapponese, che peraltro non produsse danni ai cannoni americani o alle linee di rifornimento. Benché le truppe da sbarco fossero state avvistate e si trovassero nel raggio d'azione dell'artiglieria nemica, non furono colpite dal fuoco di sbarramento, e alle 08:00 le navi di controllo al largo diedero il via libera agli LVT corazzati e al grosso delle ondate d'assalto, che si diressero immediatamente verso le spiagge formando un fronte di 12 chilometri di larghezza pressoché ininterrotto.

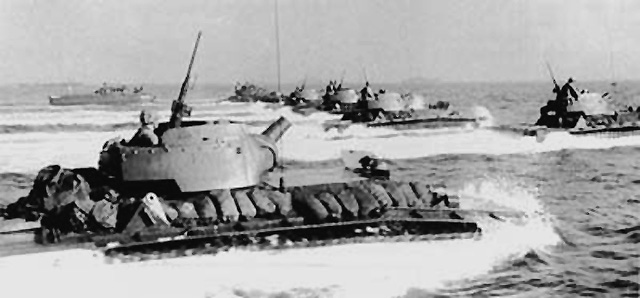
Una formazione di LVT-A diretta sulle spiagge

A nord del Bishi Gawa il III Corpo marines attraversò la spiaggia senza incontrare alcuna resistenza, e circa un'ora dopo tutte le unità d'assalto della 1ª e 6ª Divisione erano ormai sbarcate contemporaneamente alla 7ª e alla 96ª Divisione a sud. Nel frattempo sulla costa sud-orientale di Okinawa la 2ª Divisione procedeva con le operazioni diversive di sbarco protetta da un'intensa cortina fumogena, consentendo a sette ondate di uomini, formate da 24 mezzi da sbarco ognuna, di prendere terra sulla spiaggia di Minatoga. Alle 08:30 (ora H per le operazioni ad Hagushi), mentre la quarta ondata procedeva con la missione, tutte le imbarcazioni ricevettero l'ordine di invertire la rotta, e le unità rientrarono a bordo delle navi da trasporto in attesa di ripetere l'operazione diversiva il giorno seguente.

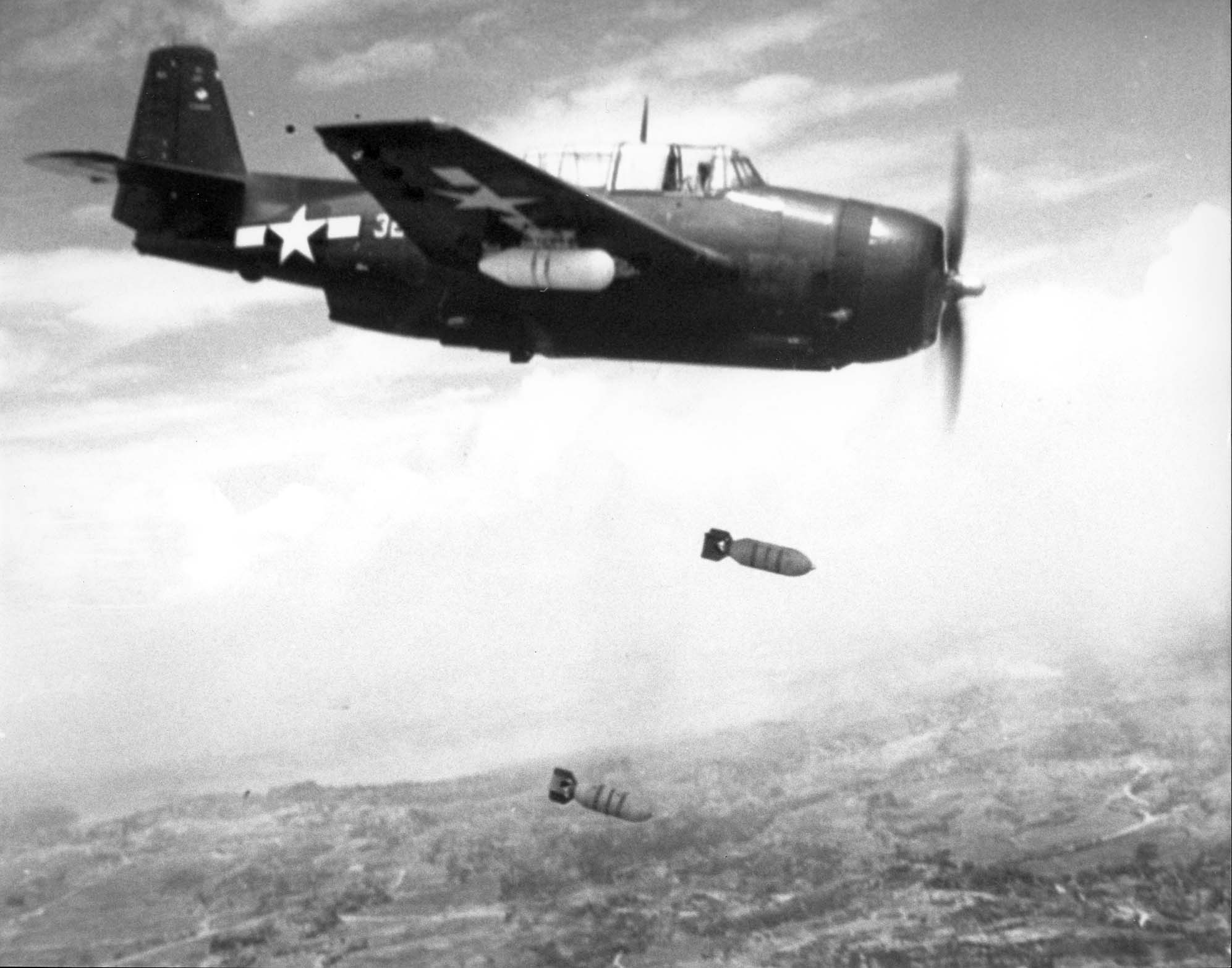
Un Grumman TBF Avenger lascia il suo carico di bombe contro le postazioni difensive giapponesi

Consapevoli della tattica attendista dei nemici, non appena raggiunsero un numero sufficiente le truppe d'assalto americane lasciarono le spiagge e si diressero cautamente verso l'interno: i loro obiettivi principali erano gli aeroporti di Yontan e Kadena. Le avanguardie della 7ª Divisione giunsero a Kadena intorno alle 10:00 trovando l'aeroporto completamente abbandonato, e mezz'ora dopo la linea d'avanzata del XXIV Corpo era già oltre il campo d'aviazione. Con la medesima facilità il 4º marines della 6ª Divisione avanzò verso Yontan contrastato solo da sporadici centri di resistenza, trovando l'aeroporto completamente deserto e occupandolo intorno alle 13:00. Quello stesso giorno l'avanzata della 10ª Armata si arrestò fra le 15 e le 16:00, e le truppe cominciarono ad allestire un perimetro difensivo, pronte ad affrontare eventuali attacchi notturni contro la testa di ponte che si allargava di circa 15 chilometri per circa 5 chilometri di profondità. A questo punto erano sbarcati sull'isola oltre 60 000 uomini comprese le riserve, assieme alle artiglierie divisionali, a una buona parte delle forze corazzate e a circa 15 000 uomini dei servizi ausiliari di contraerea e di artiglieria mista. L'L-Day ebbe un esito positivo, e durante le operazioni la 10ª Armata lamentò la perdita di soli 28 uomini, il ferimento di 104 e la scomparsa di altri 27. Gli attacchi aerei contro il Gruppo dimostrativo causarono il danneggiamento della USS West Virginia, di due trasporti e un LST, mentre il fuoco di contraerea causò la perdita di un numero imprecisato di aerei giapponesi.

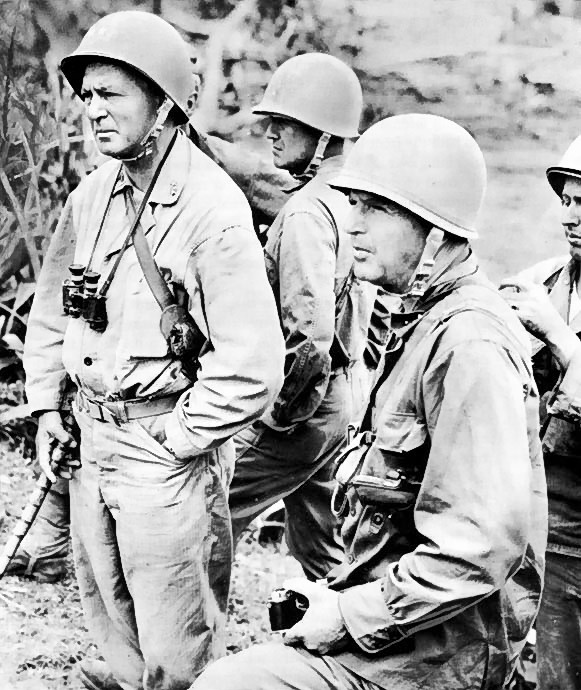
Il generale Buckner, in primo piano, osserva le operazioni della 6ª Divisione assieme a Sheperd

Dopo una prima notte relativamente tranquilla, gli uomini della 10ª Armata ripresero l'avanzata con il rastrellamento della penisola di Zampa Misaki, a nord-ovest di Hagushi, dove Turner intendeva installare una postazione radar, mentre i marines del III Corpo iniziarono ad avanzare verso l'interno. A destra dello schieramento americano le truppe del 17º fanteria della 7ª Divisione raggiunsero le alture sovrastanti la baia di Naganusuku e alcune pattuglie addirittura la costa orientale, coadiuvate sulla destra dal 32º fanteria che annientò i capisaldi a sud di Koza. Più difficoltosa fu invece l'avanzata della 96ª Divisione, rallentata dal terreno impervio che però non le impedì di avanzare fino alla linea che dalla costa occidentale a quella orientale collegava Futema a Unjo. Il giorno seguente le unità ai fianchi della 10ª Armata iniziarono a espandersi verso nord e verso sud; nella zona del XXIV Corpo le forze dell'esercito avevano raggiunto in massa la costa orientale di Okinawa, la 7ª Divisione si era assicurata il controllo della penisola di Awashi, mentre la 96ª era avanzata di tre chilometri nell'interno sopraffacendo la tenace resistenza giapponese nei pressi di Kubasaki. Sul lato settentrionale dello schieramento la 1ª Divisione marines si era rapidamente diretta verso la costa orientale, dove le truppe di Del Valle si trovarono in vantaggio di tredici giorni rispetto ai piani: erano avanzate di circa 5 chilometri in appena due giorni. Anche la 6ª Divisione marines di Sheperd avanzò velocemente; alcune pattuglie si spinsero anche di 7 chilometri verso nord, su di un terreno estremamente accidentato, superando la linea Nakadomari-Ishikawa lungo l'omonimo istmo, e determinando un cambiamento nella prosecuzione della campagna. Buckner infatti inviò a Geiger il seguente messaggio: «Sono annullate tutte le restrizioni nell'avanzata verso nord», così i marines della 6ª Divisione iniziarono i preparativi per l'attacco alla penisola di Motobu e della parte più settentrionale di Okinawa, la cui conquista era stata programmata per la seconda fase della campagna.

### L'avanzata nel settore settentrionale

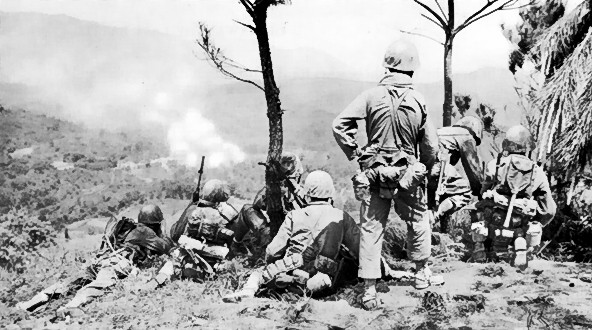
Marines della 6ª Divisione in una pausa dei combattimenti contro il caposaldo di Yae Take

A questo punto le colonne corazzate della 6ª Divisione si lanciarono lungo le coste mentre le truppe a piedi si aprirono la strada nella parte centrale dell'istmo, contrastate da piccole e sporadiche sacche di resistenza e dal terreno montagnoso. In dieci giorni la divisione si spinse avanti di altri 40 chilometri verso l'estremità della penisola di Motobu. Il 13 aprile il 22º marines occupò l'estremità settentrionale di Okinawa, Hedo Misaki, e tutti gli sforzi poterono essere concentrati sull'obiettivo principale, l'altura di Yae Take al centro della penisola di Motobu, dove i giapponesi avevano il principale centro di resistenza nel nord di Okinawa. La vegetazione e il mal tempo avevano impedito ai marines di compiere ricognizioni efficaci di quel territorio, così l'attacco partì senza un'adeguata conoscenza della penisola, che al contrario il colonnello Udo conosceva molto bene. Le forze di Udo ammontavano a circa 1 500 uomini, con a disposizione pezzi d'artiglieria da 75 e 150 mm e due cannoni navali da 6 pollici. L'attacco dei marines iniziò il 14 aprile quando due battaglioni del 4º marines occuparono l'altopiano di Toguchi a est, una zona dominante la costa occidentale e la relativa strada costiera. Altri due battaglioni del 29º marines avanzarono da Itomi occupando le alture che dominavano la strada tra Itomi e Manna. I combattimenti divennero quindi soprattutto azioni di guerriglia, con i giapponesi che sfruttavano la vegetazione per nascondersi e attaccare i marines solo quando questi erano avanzati in gruppo, colpendoli violentemente. Dopo un giorno di combattimenti corpo a corpo, la sera del 15 aprile il 4º marines si trovò nella posizione adatta per l'attacco finale a Yae Take, ormai circondata.

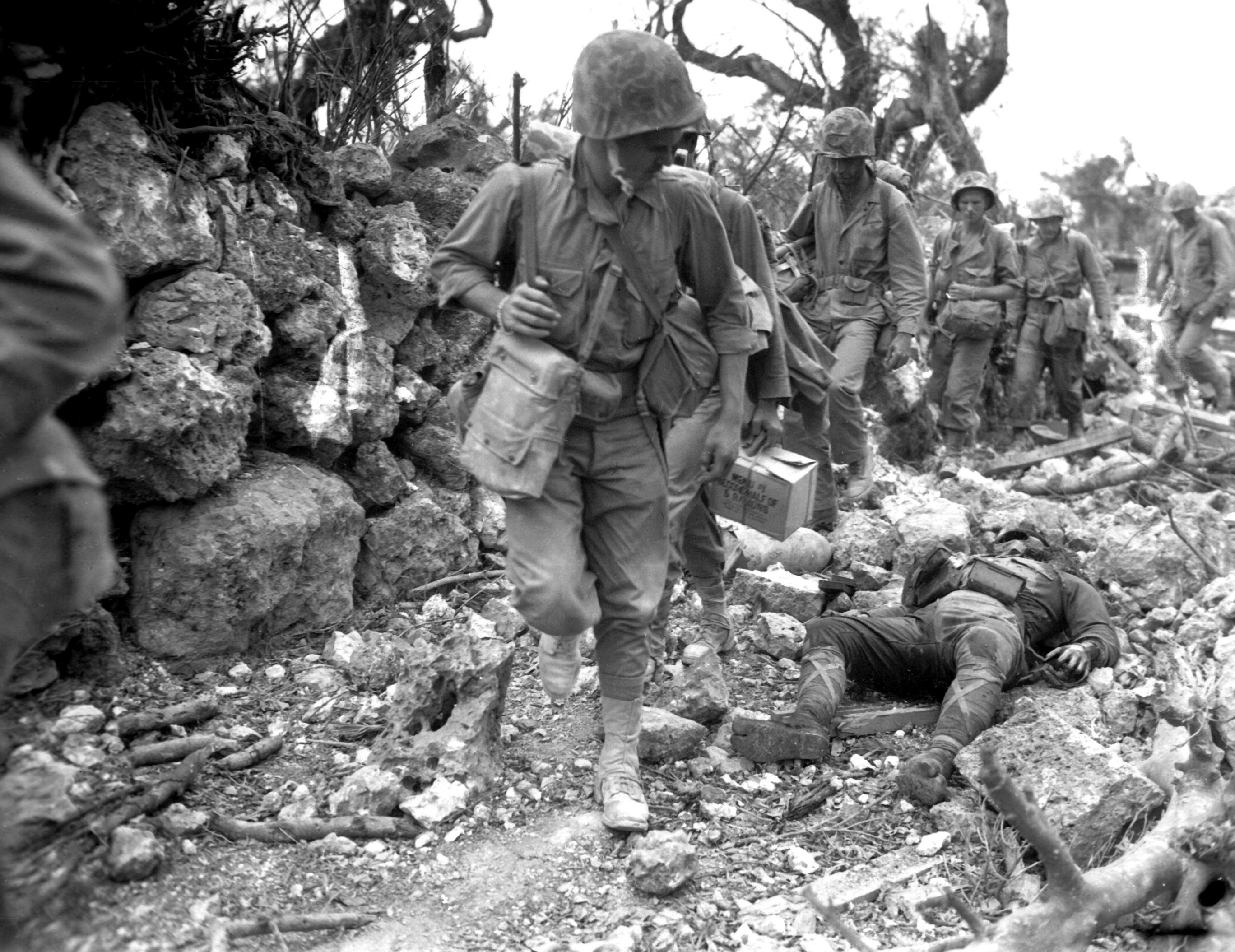
Marines avanzano sul terreno impervio, disseminato di nemici caduti

All'alba del 16 aprile, con l'aiuto di tutta l'artiglieria terrestre, navale e aerea disponibile, il 1º Battaglione del 4º Reggimento marines (1/4) attaccò i contrafforti sud-occidentali di Yae Take, che resistette fino alle 18:30 circa quando i giapponesi contrattaccarono subendo gravi perdite. La guarnigione di Udo era ormai sconfitta, ma nei due giorni seguenti le forze rimaste crearono notevoli problemi ai marines, infiltrandosi attraverso le linee nemiche per dirigersi a nord e far divampare la guerriglia. Mentre le principali posizioni giapponesi di Motobu erano state occupate, la parte settentrionale della penisola era ancora nelle mani del nemico, ma il 17 l'1/29 si impadronì del territorio restante, mentre il 4º marines eliminò in una risoluta azione di rastrellamento i circa 700 giapponesi dell'ultimo caposaldo difensivo a Yae Take. Il posto di comando di Udo, ormai abbandonato, fu scoperto e il 19 aprile il 4º e il 29º marines iniziarono la marcia finale verso la costa settentrionale della penisola per eliminare definitivamente ogni presenza giapponese a Motobu. I marines appoggiati dai caccia Corsair muniti di razzi e bombe al napalm avanzarono speditamente eliminando ogni resistenza nemica, e il giorno seguente Sheperd poté comunicare a Buckner che nella penisola era cessata ogni resistenza nemica. In 14 giorni la 6ª Divisione era avanzata fino all'estremità settentrionale di Okinawa distante 85 chilometri dalle spiagge e occupato il principale centro di resistenza giapponese a nord, subendo perdite relativamente basse, calcolabili in 207 uomini e 757 feriti e sei dispersi, contro l'eliminazione totale delle forze di Udo.

### L'occupazione di Tsugen e Iejima
Il 6 aprile, mentre la 6ª Divisione si apriva la strada verso nord, la 1ª Divisione marines si dirigeva attraverso il centro dell'isola fino alla costa orientale, occupando la penisola di Katchin e la piccola isola di Yabuchi Shima senza incontrare resistenza. Nel frattempo le divisioni del XXIV Corpo continuarono ad avanzare verso sud, incontrando il 6 aprile la prima delle linee difensive davanti a Shuri. Questa linea collegava Machinato sulla costa occidentale e Tsuwa sulla costa orientale attraverso i villaggi di Kakazu, Kaniku e Minami-Uebaru, si snodava lungo tutta la larghezza dell'isola ed era difesa dalle esperte truppe della 62ª Divisione di fanteria giapponese. I comandi americani si resero subito conto che su questo fronte i nemici intendevano opporre una strenua resistenza, tanto che il generale Hodges affermò che le truppe giapponesi erano schierate «per una battaglia su larga scala».

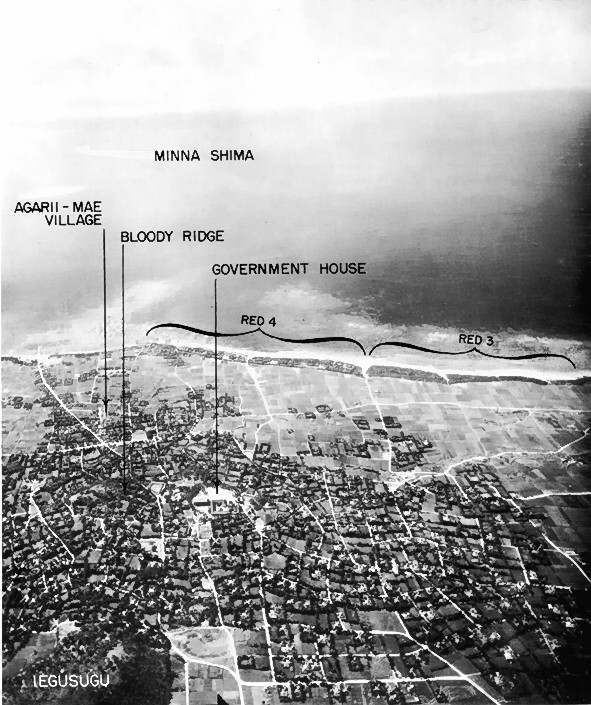
Foto aerea con le indicazioni dei punti di sbarco e gli obiettivi di Iejima

Prima di proseguire con l'assalto, i comandi della 10ª Armata decisero di rendere sicuri i propri fianchi neutralizzando le difese delle piccole isole costiere orientali, di fronte alla Baia di Chimu, e quelle dell'isolotto di Iejima situato di fronte alla penisola di Motobu: poiché la rapida avanzata iniziale aveva permesso di ripulire la linea costiera della Baia di Chimu e la maggior parte della baia di Nakagusuku, l'ammiraglio Turner decise di utilizzare quelle coste per le operazioni di rifornimento delle truppe sull'isola e, benché i dragamine avessero aperto varchi sicuri, era necessario conoscere l'entità delle forze giapponesi nelle piccole isole di fronte ad esse prima di iniziare lo sbarco dei rifornimenti. Il battaglione anfibio da ricognizione della TF 54 che già aveva operato sulle Kerama fu quello prescelto per l'esplorazione delle isole della baia di Nakagusuku: alle 02:00 del 6 aprile i marines da ricognizione sbarcarono a Tsugen Shima pensando che fosse l'isola meglio difesa, incontrando infatti un intenso fuoco di mortaio e mitragliatrici che li costrinse a tornare a bordo dei veloci APD per continuare l'esplorazione delle altre isole del gruppo. Nelle due notti seguenti altre cinque isole furono visitate e trovate sguarnite di difese, per cui il 3/105 della 27ª Divisione di fanteria (fino ad allora rimasta sulle navi) fu incaricato di sbarcare e conquistare Tsugen Shima. La resistenza giapponese fu accanita e ben organizzata, e gli uomini sbarcati al mattino del 10 aprile dovettero combattere violentemente per tutto il giorno e la notte seguente, subendo gravi perdite. La resistenza terminò intorno alle 15:30 dell'11 aprile, quando i pochi superstiti furono catturati e condotti con gli altri prigionieri sulle Kerama. Alla fine di questa azione si contarono 11 americani e 235 giapponesi caduti in combattimento, mentre l'occupazione dell'isolotto permise al XXIV Corpo di ricevere rifornimenti anche da est, riducendo il concentramento sulle spiagge di Hagushi e accelerando la costruzione di basi rifornimento sulla costa bagnata dal Pacifico.

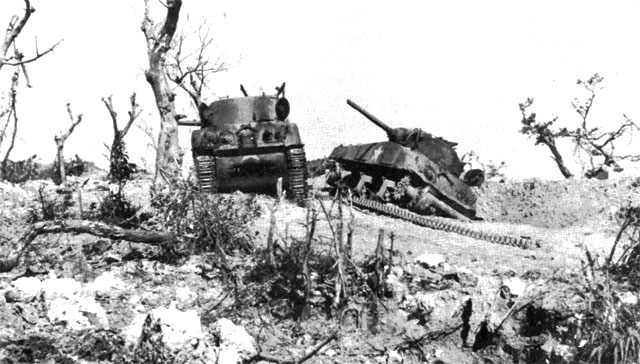
Due carri M4 Sherman messi fuori combattimento dall'artiglieria giapponese durante gli scontri per il "Bloody Ridge"

L'occupazione di Iejima fu un'operazione più complessa e impegnativa dato che sull'isolotto i giapponesi controllavano tre piste di volo che sarebbero state molto utili agli americani per il prosieguo della loro campagna nelle Ryūkyū. A capo dell'operazione fu messo il contrammiraglio Reifsnider con la sua 77ª Divisione di fanteria che, dopo le azioni a Kerama, era ormai da due settimane inattiva a bordo delle navi. Il 13 aprile un battaglione da ricognizione precedette gli sbarchi occupando Minna Shima, una piccola isola a sei chilometri a sud-est dell'obiettivo, dove fu installata l'artiglieria divisionale. All'alba del 16 aprile iniziò il fuoco preparatorio e alle 07:25 iniziarono gli sbarchi che incontrarono fin da subito un'accanita resistenza da parte della guarnigione giapponese. Questa, concentrata nella zona di Iegusugu Yama e nel villaggio di Ie, era rimasta nascosta grazie ad un efficace lavoro di mimetizzazione che impedì agli americani di individuare con precisione le postazioni dei circa 7 000 difensori dell'isola. Il villaggio di Ie era stato trasformato in una fortezza e la strada che portava al centro delle difese, attraverso un terreno aperto, era dominata da numerose piazzole difensive posizionate sulle alture proprio di fronte agli attaccanti. La fanteria americana denominò questa installazione «Government House» e il territorio «Bloody Ridge». Ci vollero sei giorni di furiosi combattimenti per raggiungere la sommità di Bloody Ridge e occupare Government House; nell'azione le perdite della 77ª Divisione furono molto alte: 239 uomini uccisi, 879 feriti e 19 dispersi tra cui il famoso corrispondente di guerra Ernie Pyle, veterano della campagna d'Italia, che il 18 aprile durante un trasferimento con la jeep assieme ad un comandante di reggimento cadde sotto il fuoco di una mitragliatrice giapponese sistemata nelle vicinanze del villaggio di Ie. Durante la difesa dell'isola i giapponesi persero praticamente tutti i loro uomini e, dopo gli ultimi rastrellamenti del 25 aprile, la 77ª Divisione fu trasferita a sud in appoggio al XXIV Corpo che si preparava ad attaccare Shuri.

### L'avanzata nel settore meridionale

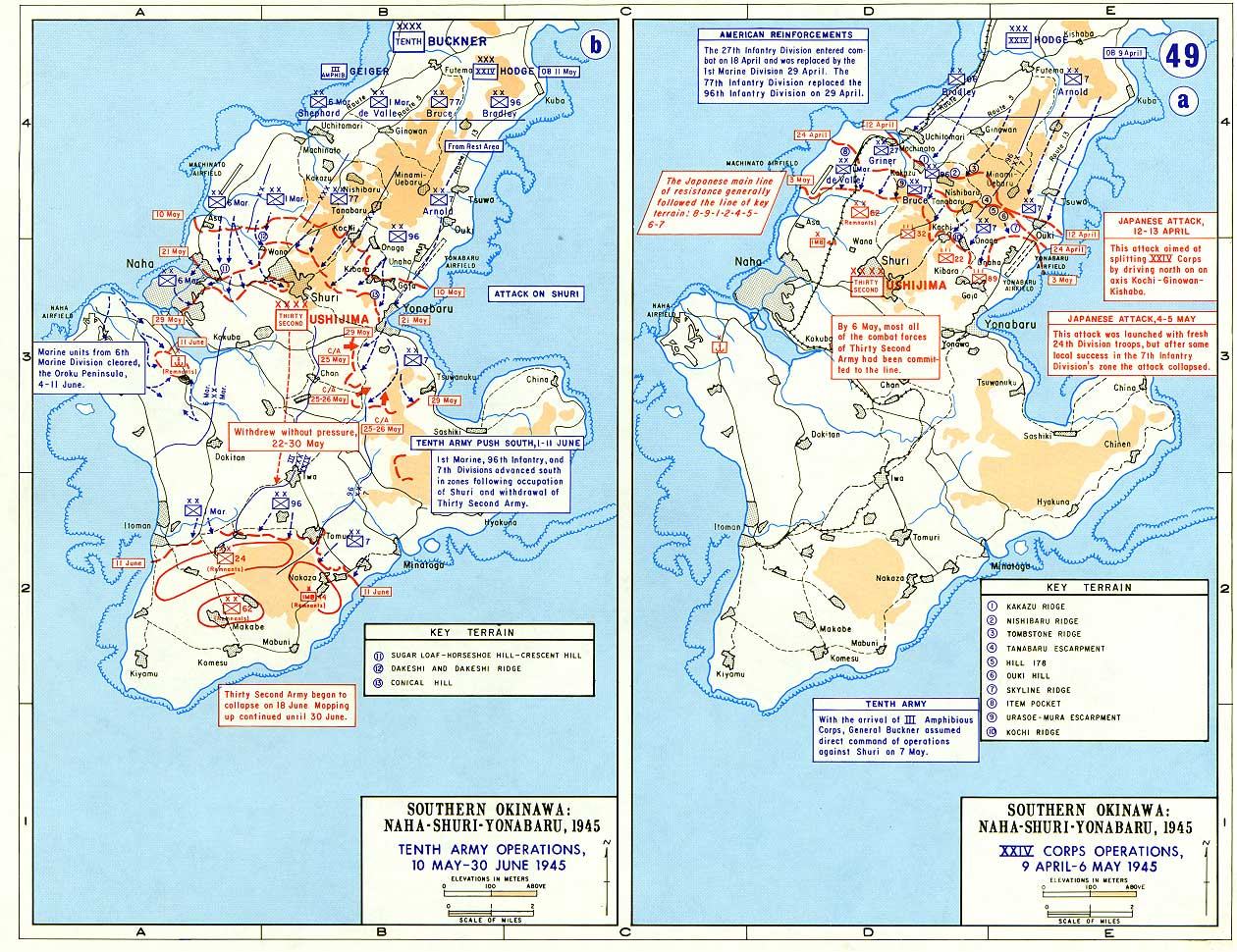
Mappe con l'avanzata nel sud di Okinawa: a destra l'avanzata tra il 9 aprile e il 6 maggio, a sinistra l'avanzata tra il 10 maggio e il 30 giugno

I progressi della 96ª Divisione dopo il 6 aprile divennero lenti e sanguinosi; il caposaldo di Kakazu, ritenuto il punto chiave del sistema difensivo di Shuri, fu assaltato dai fanti americani per diversi giorni senza successo, nonostante il pesante supporto dell'artiglieria navale. I giapponesi poterono sfruttare il loro sistema di gallerie sotterranee e postazioni accuratamente mimetizzate per contrastare gli attacchi degli uomini di Hodges il quale, resosi conto della solidità delle linee difensive della 32ª Armata, tra il 9 e il 12 richiese ulteriori bocche da fuoco del III Corpo anfibio, con le quali avrebbe effettuato un attacco in massa con tre divisioni di fanteria per il 19. Nei giorni precedenti l'attacco gli aerei della TAF e della TF 51, 52 e 58 compirono un totale di 905 missioni di appoggio diretto al XXIV Corpo, utilizzando 482 tonnellate di bombe, 3 400 razzi e oltre 700 000 proiettili da 12,7 e 20 mm contro le installazioni giapponesi, a cui si aggiunse il fuoco delle navi da battaglia, degli incrociatori e dei caccia della TF 51.

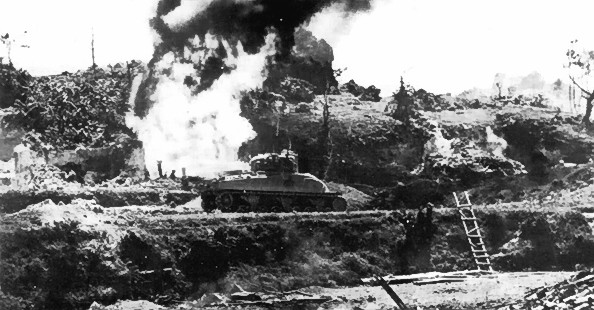
Uno Sherman lanciafiamme in azione per stanare i difensori giapponesi

Prima dell'attacco la 1ª Divisione marines e la 27ª Divisione di fanteria si unirono alle forze di Hodges, e il maggior generale Griner, comandante della 27ª Divisione, si assunse la responsabilità dell'estremo fianco destro dello schieramento. Il 16 aprile, dopo i combattimenti di Tsugen, sopraggiunse anche il 105º fanteria, e il 17 tutte le forze presero posizione. Alle 06:00 del 19 aprile 27 battaglioni di artiglieria effettuarono il bombardamento preparatorio supportati dall'artiglieria navale e da un'efficiente copertura aerea di 375 aerei che controllarono il fronte di circa 15 chilometri su cui doveva svolgersi l'attacco. Le forze giapponesi però riuscirono a sfuggire al bombardamento nascondendosi sottoterra, e quando partì l'attacco gli americani della 27ª Divisione furono contrastati molto duramente. Gli americani che si erano lanciati contro Kakazu tentarono di sfondare lungo la strada tra Ginowa e Shuri, cercando di aggirare l'altura, ma i giapponesi prevedendo questa mossa piazzarono lungo la strada diversi centri di resistenza che riuscirono a separare la fanteria americana dai propri carri armati, i quali, privi di appoggio, dopo essere giunti sotto la cresta dovettero ritirarsi precipitosamente attraverso il fitto fuoco nemico; solo 8 Sherman tornarono alle proprie linee mentre 22 furono distrutti, e la 27ª Divisione si arrestò davanti a Kakazu senza riuscire ad avanzare ulteriormente. Parimenti poche pattuglie penetrarono sulla sinistra dell'altura raggiungendo l'estremità occidentale della scarpata Urazoe-Mura, mentre la 96ª Divisione al centro avanzò attraverso Kaniku raggiungendo alcune postazioni alle pendici delle colline Nishibaru e la 7ª Divisione sulla costa orientale veniva fermata dal violento fuoco e dalla fanatica resistenza dei difensori.

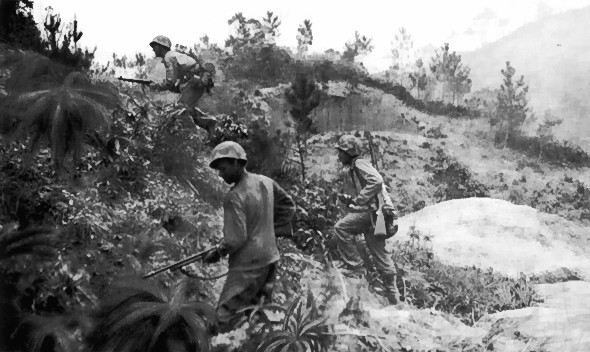
Alcuni marines avanzano lungo uno dei pendii nella parte sud di Okinawa

Tra il 20 e il 24 aprile furono effettuati esclusivamente attacchi locali contro i capisaldi giapponesi; il 24 Hodges rinnovò l'attacco con il XXIV Corpo e, poiché Ushijima aveva prudentemente ritirato nella notte tra il 23 e il 24 le unità giapponesi dalla linea difensiva che aveva arrestato la 7ª e la 96ª per due settimane, le forze americane riuscirono ad avanzare su tutto il fronte fino alle alture di Kakazu, in attesa dell'arrivo in linea dei marines. Il 26 aprile i marines erano ormai a disposizione e il JCS cancellò la terza fase di Iceberg che prevedeva l'invasione di Miyako Shima, nel gruppo delle Sakishima a est di Formosa: si era stabilito infatti che l'obiettivo non era strettamente necessario. Il III Corpo non avendo ulteriori impegni fu completamente messo a disposizione di Buckner, che sostituì immediatamente la 27ª Divisione con la 1ª Divisione marines, mentre la 77ª Divisione di fanteria il 28 aprile andò a sostituire la 96ª ormai stremata. Quello stesso giorno il comandante della 10ª Armata comunicò al III Corpo di Geiger che le sue forze avrebbero preso il controllo della zona affidata alla 1ª Divisione marines e, allo stesso tempo, l'armata avrebbe assunto il controllo tattico delle due unità e preparato un attacco coordinato. Il 29 aprile la 77ª Divisione continuò l'attacco con il quale la 96ª si era portata verso la scarpata Urasoe, che divenne il punto focale di feroci combattimenti poiché i giapponesi considerarono il possesso della posizione di vitale importanza. Il 1º maggio i marines di Del Valle saggiarono per la prima volta la tenace resistenza del nemico, che distrusse molti carri armati lanciati in una prima sortita, e il 2 maggio i marines tentarono una prima azione offensiva nel tentativo di superare il fiume Asa Gawa, in un'azione coordinata con le due divisioni del XXIV Corpo che tentarono l'assalto alle alture Urasoe. L'azione fallì e si ebbero unicamente brevi avanzate che costarono 54 morti, 233 feriti e 11 dispersi alla sola 1ª Divisione, mentre la 27ª Divisione non avanzò nemmeno di un metro. La ferocia della resistenza giapponese continuava imperterrita, e non appena alcune unità venivano distrutte erano velocemente rimpiazzate con truppe della riserva. Questa accanita resistenza ebbe però risvolti negativi per la 62ª Divisione giapponese, che pagò un alto tributo di perdite pari a circa la metà degli effettivi in appena un mese di scontri.

### Il contrattacco giapponese
Dopo aver conferito con gli altri comandanti, il generale Ushijima, convinto dall'insistenza di Chō e di altri ufficiali, a fine aprile decise di contrattaccare in grande stile, utilizzando la 24ª Divisione ancora intatta, che sarebbe partita all'attacco dopo una possente preparazione di artiglieria appoggiata da una violenta offensiva kamikaze preparata per l'occasione. Il contrattacco avrebbe avuto inizio all'ora Y, ossia alle 05:00 del 5 maggio (l'X-Day), quando l'89º Reggimento sul fianco destro avrebbe attaccato le linee della 7ª Divisione, con l'obiettivo di conquistare Tanabaru; a questo punto sarebbero partiti dal centro gli elementi del 22º Reggimento, che avrebbero seguito le orme del 32º Reggimento che a sua volta all'ora Y si sarebbe lanciato contro la 77ª Divisione a sud-est di Maeda verso Tanabaru. Il tutto sarebbe stato appoggiato dai carri armati del 27º Reggimento corazzato, mentre la 44ª Brigata mista avrebbe preso posizione a nord-ovest di Shuri fino allo sfondamento delle forze giapponesi per poi partire all'attacco della 1ª Divisione marines per isolarla e distruggerla. I piani giapponesi prevedevano inoltre di colpire i fianchi della 10ª Armata con due sbarchi, uno dietro alle linee della 1ª Divisione marines e l'altro dietro alle linee della 7ª Divisione, attaccandone i posti di comando per poi dirigersi verso il centro e agevolare lo sfondamento della 24ª Divisione.
L'azione fu preceduta dal quinto massiccio attacco kamikaze dall'inizio della battaglia per Okinawa, che il 3 maggio causò ingenti danni alle unità della flotta americana, e anticipata dallo sbarco di gruppi d'assalto anfibio, che all'alba del 4 maggio presero terra sulla spiaggia di Kuwan alle spalle della 1ª Divisione. La risposta dei marines agli sbarchi fu immediata e le teste di ponte furono presto neutralizzate, mentre sulla costa orientale gli sbarchi giapponesi ebbero risultati disastrosi, poiché la forza navale americana e la 7ª Divisione li contrastò tenacemente mettendo anticipatamente la parola fine al velleitario contrattacco giapponese. Nonostante l'attacco kamikaze, ben 134 aerei all'alba del 4 si alzarono in volo per appoggiare il XXIV Corpo bombardando le postazioni giapponesi, mentre sul fronte centrale gli attacchi della 24ª Divisione fallirono nel modo più completo e alla sera dello stesso giorno gli uomini della 10ª Armata erano ancora attestati saldamente sulle loro posizioni. Durante la controffensiva la 7ª e la 77ª Divisione persero complessivamente 714 uomini mentre la 1ª Divisione marines 649, ma quest'ultima aveva continuato la sua offensiva verso sud durante il contrattacco guadagnando terreno. I giapponesi dal canto loro persero 6 237 uomini, mediamente il 75% degli effettivi di ogni unità andata all'attacco, e la 32ª Armata dovette abbandonare ogni velleità offensiva e ritirarsi sulle proprie posizioni difensive ad oltranza.

### L'assalto alla linea Shuri

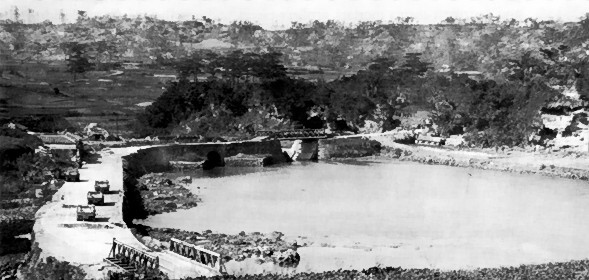
Il fiume Asa Gawa nei pressi di Machinato, e sullo sfondo l'altura Urasoe che fu il centro dei combattimenti della 77ª Divisione

Il mattino del 4 maggio, mentre la battaglia infuriava al centro dello schieramento, i marines passarono all'attacco lungo la costa ovest, superando l'aeroporto di Machinato e il fiume Asa Kawa, fino a raggiungere il fondo della seguente valle, nella quale si trovava il villaggio Nakanishi dove incontrarono una tenace resistenza che portò a violentissimi scontri nelle vie della cittadina, sotto il fuoco dell'artiglieria nipponica. Il 5 Buckner ordinò di continuare l'attacco verso sud ad entrambi i corpi col III sulla destra e il XXIV sulla sinistra, mentre la 1ª Divisione marines avrebbe protetto la 7ª durante un attacco che sarebbe stato il preludio di quello più importante programmato per il giorno 8. La 1ª Divisione era fronteggiata da una forte linea difensiva che correva tra Jichaku e Uchima, sulle alture nord di Dakeshi e Awacha, e il 6 maggio il fuoco laterale proveniente da questa linea bloccò i marines che cercavano di avanzare sotto la pioggia battente che impediva agli aerei di decollare. L'attacco fu rinnovato a mezzogiorno del 7, anticipato da un enorme bombardamento d'artiglieria terrestre e navale, quando i marines partirono all'assalto utilizzando la tecnica che il generale Buckner chiamò «Blowtorch-Corkscrew», consistente nell'impiego di lanciafiamme ed esplosivo per stanare dai rifugi sotterranei i giapponesi. Ma alle 17:00, quando l'attacco venne sospeso, i risultati furono scarsi.

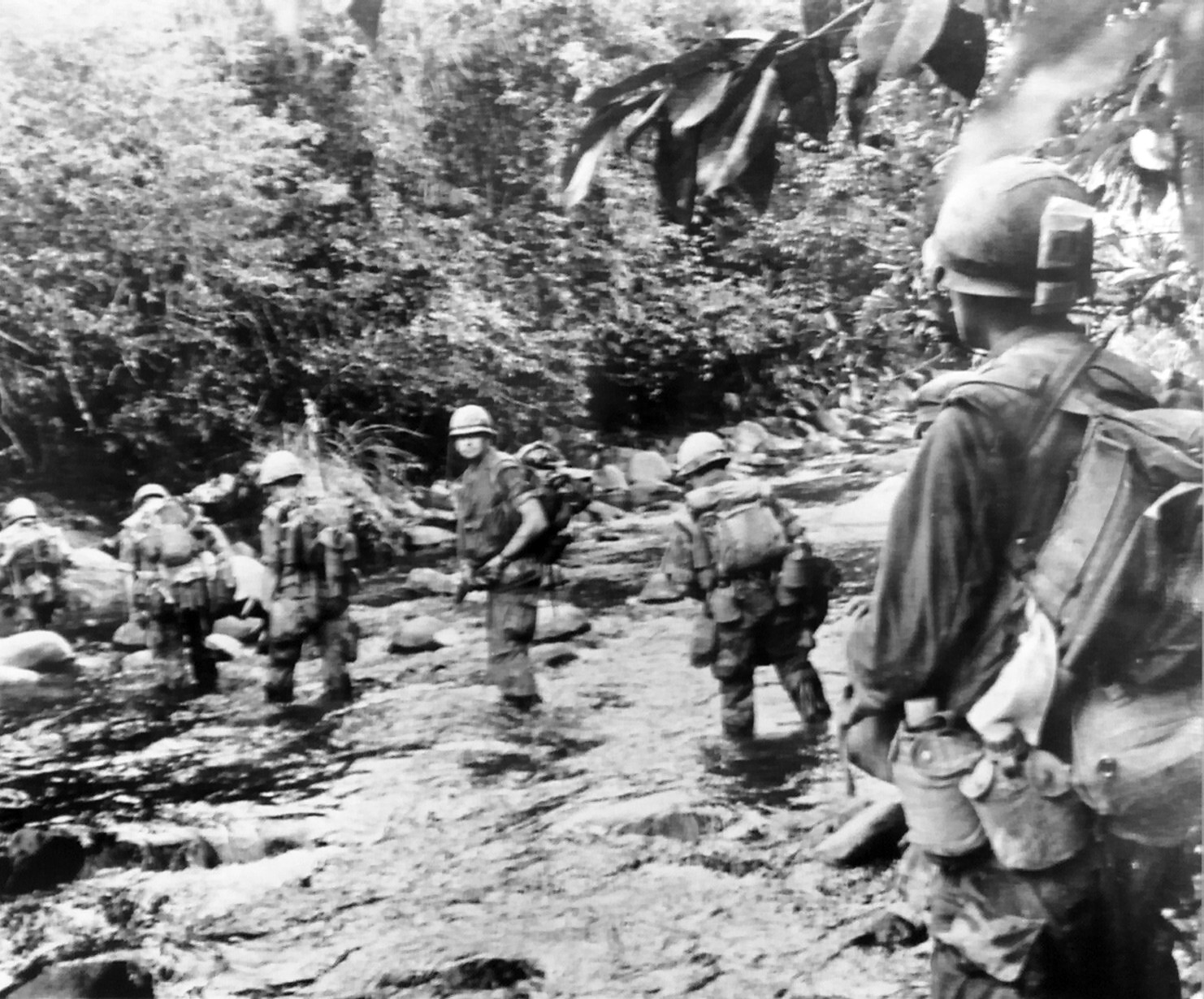
Marines della 1ª Divisione avanzano nella giungla fangosa di Okinawa

Nel frattempo il 6 maggio la 6ª Divisione marines giunse al fronte e l'8 venne diffusa la notizia della resa della Germania. Durante il 9 e il 10 la 6ª Divisione si diresse verso il fiume Asa Kawa per prepararsi a superarlo e attaccare in forze la fortezza di Shuri in un attacco combinato e massiccio. Dal centro dello schieramento la 96ª Divisione (che il 10 maggio sostituì la 7ª Divisione) avrebbe attaccato Conical Hill, nell'immediata destra di Shuri, la 77ª avrebbe attaccato frontalmente, la 1ª marines avrebbe attaccato Wana Ridge sulla sinistra di Shuri, mentre Sugar Loaf ("Pan di zucchero"), difesa dalla 44ª Brigata giapponese, era l'obiettivo della 6ª Divisione, che in questo modo avrebbe tentato di aggirare Shuri da ovest. Le piogge insistenti di maggio crearono moltissimi problemi all'avanzata dei marines; l'isola ormai butterata dalle esplosioni si trasformò in una enorme palude di fango e la costante minaccia dell'artiglieria nemica rendeva la situazione penosa per gli invasori di Okinawa. Dopo un attacco kamikaze tra il 9 e il 10, all'alba dell'11 maggio scattò l'offensiva americana lungo tutto il fronte; i combattimenti furono subito durissimi, e l'artiglieria nipponica, che a quanto pare non era stata toccata dai bombardamenti preparatori, fu un fattore determinante nello spezzare lo slancio degli attaccanti.

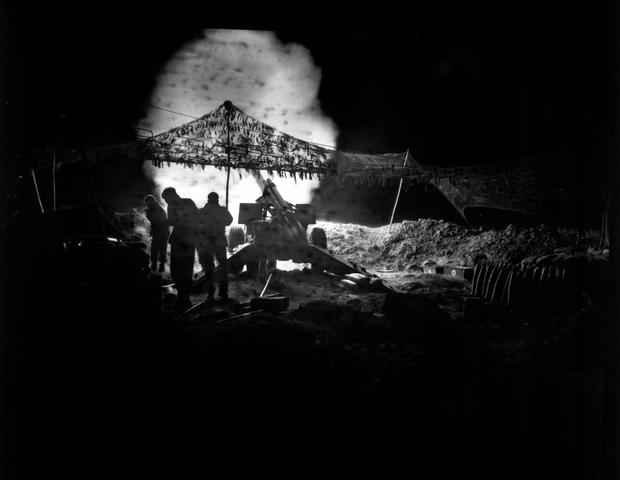
Artiglieria americana in azione durante il bombardamento preliminare l'attacco dell'11 maggio

La spinta americana però fu molto determinata e tutte le unità utilizzate iniziarono a convergere verso Shuri, dove la battaglia si fece ancora più accanita e violenta a causa dell'artiglieria e dei numerosi contrattacchi giapponesi che sfociarono spesso in selvaggi corpo a corpo. Per alleggerire la pressione sul fronte, lo stesso giorno l'ammiraglio Ugaki lanciò un'offensiva kamikaze contro la flotta alleata, ma la reazione della contraerea anglo-americana fu decisa e 91 aerei furono abbattuti. Durante quell'azione gli americani subirono gravi danni alla portaerei USS Bunker Hill, la nave ammiraglia di Mitscher, che fu colpita da un doppio attacco suicida che causò la morte di oltre 350 uomini e ridusse la nave ad un relitto galleggiante, gravi danni che riportò anche la corazzata USS New Mexico. In questa occasione la Royal Navy registrò danni alle portaerei HMS Formidable e HMS Victorious che, sebbene colpite, sopportarono il colpo grazie alla presenza di solide blindature sui ponti. Al mattino del 12 gli scontri a terra ripresero con vigore, con numerosi contrattacchi dall'una e dall'altra parte, senza che questi sortissero guadagni per nessuna delle due parti: solo la 1ª Divisione riuscì ad impadronirsi del villaggio Dakeshi, e solo dopo due giorni di intensi combattimenti gli americani del fronte ovest raggiunsero il dispositivo difensivo giapponese di Shuri.

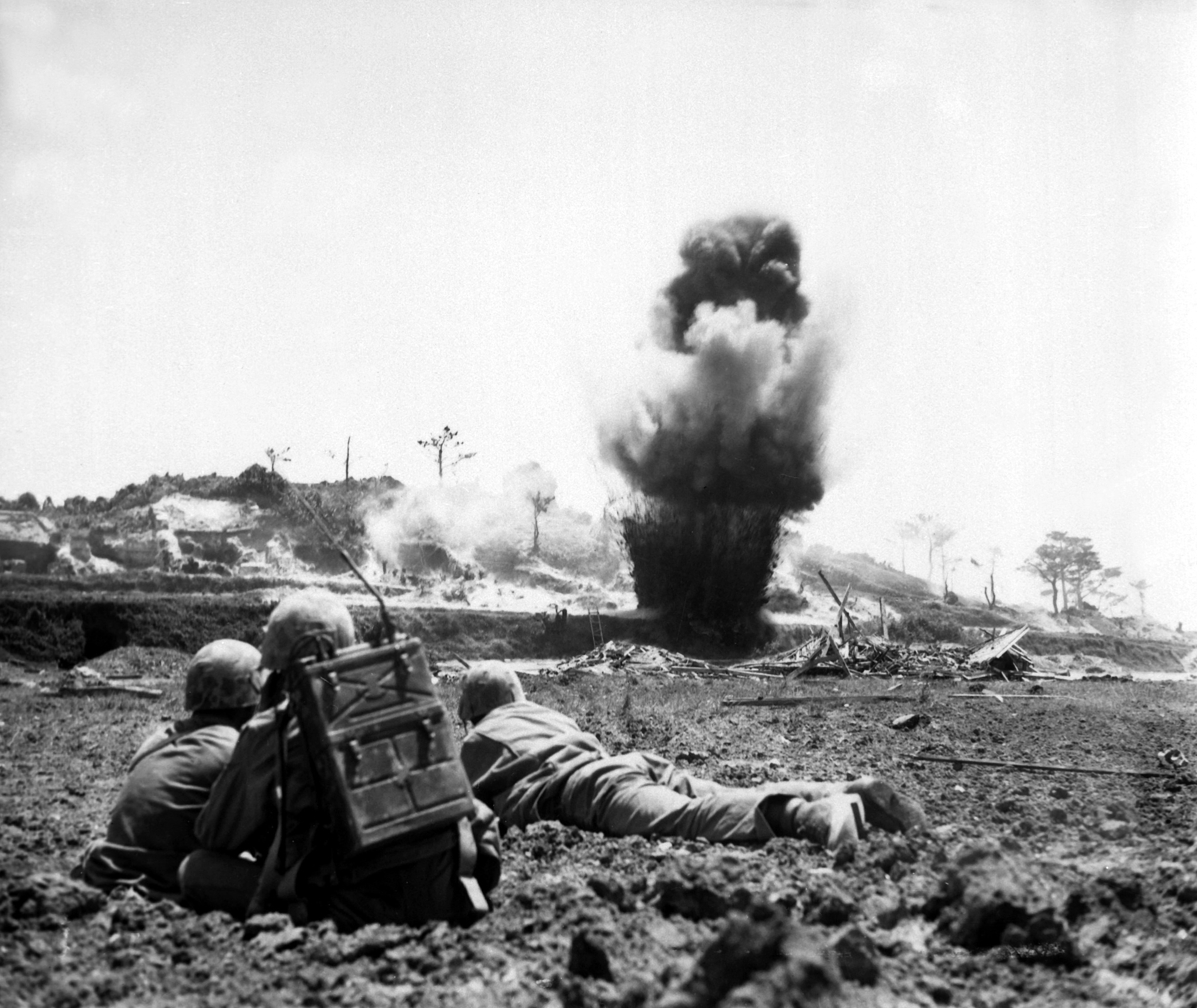
Squadra di demolizione della 6ª Divisione Marine durante un'operazione di rastrellamento delle grotte giapponesi nel maggio 1945

Più i combattimenti si avvicinavano a Shuri più la resistenza giapponese aumentava in proporzione; quando il 22º marines della 6ª Divisione raggiunse Sugar Loaf, le linee del reggimento erano sparse e le perdite subite avevano ridotto la potenza combattiva al 60% circa, così Sheperd fece avanzare in supporto all'azione il 2/22, con l'ordine di difendere Sugar Loaf ad ogni costo. Questa posizione era di vitale importanza per gli americani in quanto rappresentava il vertice settentrionale del triangolo difensivo giapponese costituito dalle alture Half Moon a sud-est e di Horseshoe a sud-ovest: qualsiasi tentativo di occupare le altre due alture sarebbe stato vano se Sugar Loaf fosse tornato in mano giapponese, e questi contrattaccarono diverse volte per riconquistare l'altura. Su un fronte di appena 900 metri i giapponesi scagliarono contro gli americani tutto il loro impeto con cariche banzai che causarono enormi perdite al 22º marines, tra le quali quella del maggiore Henry Courtney, Jr. che al comando del 2/22 resistette con i suoi uomini fino alla morte. All'alba del 15 solo 25 marines del gruppo di Courtney, e della compagnia fucilieri mandata a rinforzo nella notte, erano ancora vivi, e resistettero ancora fino alle 15:00 quando altre compagnie del 29º marines furono mandate in linea con l'ordine di conquistare le altre due alture. Nel tardo pomeriggio le unità del 1/29, nonostante la resistenza e il fitto fuoco proveniente da Shuri, giunsero su Half Moon, mentre il 3/29 combatteva per Horseshoe. In questo settore i giapponesi ebbero la meglio e costrinsero gli attaccanti a tornare sulle linee di partenza, e il giorno seguente un massiccio contrattacco fece indietreggiare tutta la linea americana ai punti di partenza. Il 16 maggio fu uno dei giorni più terribili per la 6ª Divisione in tutta la campagna di Okinawa: il 22º marines fu ridotto al 40% e fu in parte rimpiazzato dal 29º Reggimento, che prese in consegna il difficile ordine di attaccare sia Sugar Loaf sia Half Moon.

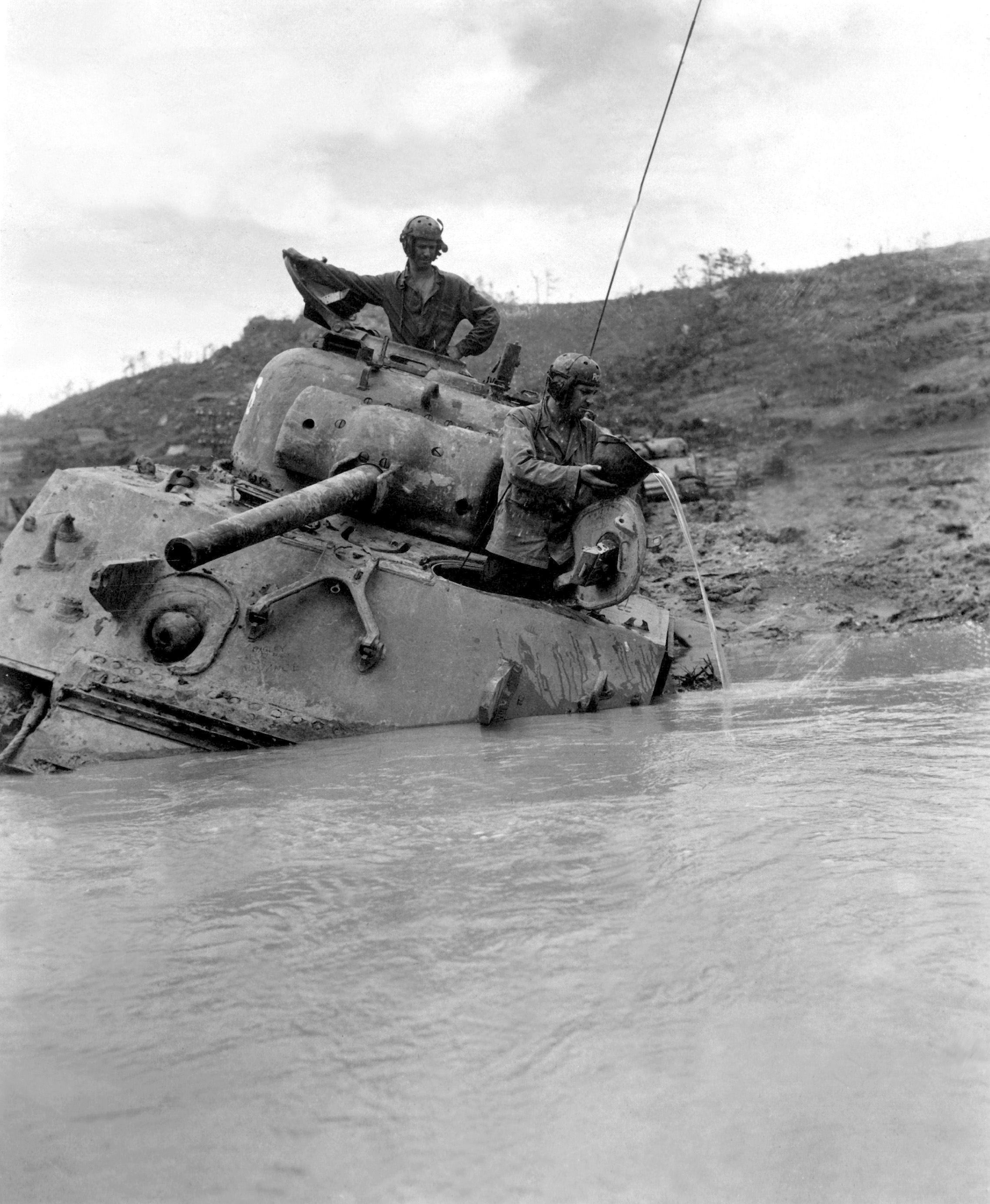
Uno Sherman impantanato nel terreno paludoso

Il 17 partì il nuovo attacco dei marines a Sugar Loaf preceduto da un intenso tiro di tutte le artiglierie disponibili, ma le difese integrate giapponesi furono un ostacolo quasi insormontabile per gli attaccanti, che si trovavano spesso sotto il fuoco dei mortai e delle mitragliatrici nemiche piazzate sulle vette delle colline. Durante questa battaglia l'efficienza del 29º e del 22º Reggimento furono notevolmente messe alla prova: nei dieci giorni di offensiva della 10ª Armata, la 6ª Divisione subì 2 662 perdite in battaglia e 1 289 fuori dai combattimenti, quasi tutte concentrate nei ranghi di questi due reggimenti, e il 19 maggio il 4º marines fu sganciato dalla riserva del III Corpo per dare il cambio al 29º. La prova del fuoco per il nuovo reggimento arrivò quello stesso giorno quando gli uomini furono mandati all'attacco di Half Moon e Horseshoe, dove a fine giornata si attestarono saldamente. Il contrattacco notturno fu violentissimo: alle 22:00 mortai e artiglierie cariche con proiettili al fosforo bianco colpirono le posizioni americane come preludio all'assalto giapponese, che terminò dopo due ore e mezza di durissimi combattimenti in cui gli americani resistettero tenacemente; i giapponesi lasciarono sul campo 500 uomini. Il 21 partì l'ennesimo attacco verso Sugar Loaf, con il 4º marines, appoggiato sulla destra dal 22º, che assaltò il declivio meridionale della collina verso il limite orientale di Horseshoe. L'avanzata fu rallentata da sanguinosi combattimenti e dalla pioggia caduta in mattinata che trasformò le buche delle esplosioni in enormi acquitrini, rendendo impossibile l'invio di rifornimenti e l'evacuazione dei feriti. Nonostante le difficoltà il 4º marines avanzò di oltre 200 m distruggendo la maggior parte delle installazioni difensive all'interno del rilievo, e attestandosi saldamente su una linea che andava da Horseshoe al fiume Asato Gawa, sul bordo sinistro dell'abitato costiero di Naha. A quel punto Sheperd accantonò l'idea di continuare i combattimenti contro Half Moon e diresse il suo attacco a sud e sud-ovest, cercando di alleggerire la pressione sulle truppe e allo stesso tempo favorire un aggiramento di Shuri.

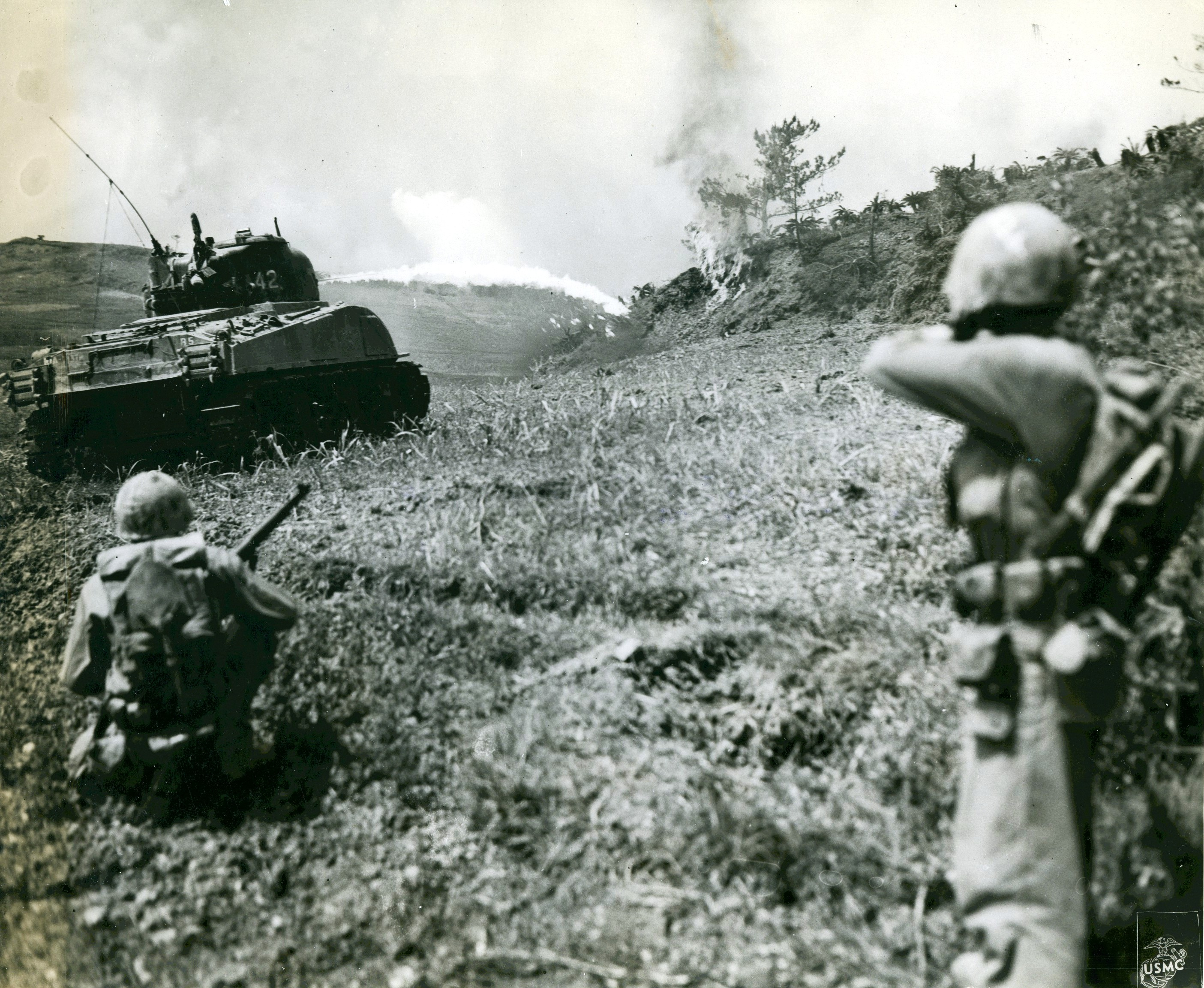
Carro lanciafiamme appoggiato da alcuni marines durante un'operazione di distruzione delle difese giapponesi

Nel frattempo, nel settore della 1ª Divisione marines, i combattimenti per far breccia nelle difese di Wana Ridge furono altrettanto duri e sanguinosi. L'assalto a Wana fu eseguito anche dalla 77ª Divisione di fanteria del XXIV Corpo, mentre la 96ª Divisione tentava un aggiramento sulla destra dello schieramento giapponese. Ushijima, utilizzando egregiamente le difese naturali a sua disposizione, organizzò le difese in modo tale da costringere gli assalitori a penetrare direttamente al centro delle difese della 32ª Armata, sfruttando un affluente dell'Asa Kawa, il Wana Draw, che si snodava in una stretta valle dominata dalla collina 55. Dopo un intenso bombardamento preparatorio, il 16 maggio 30 carri, quattro dei quali lanciafiamme, appoggiarono un attacco preliminare del 2/5 marines, che snidò e annientò le postazioni giapponesi; ma appena si affacciarono nella valle del Wana Draw i marines furono accolti da un intenso tiro d'artiglieria nipponica che costrinse i carri a ritirarsi. Il 17 partì l'attacco principale, e dopo aver annientato le difese sui fianchi dell'imboccatura di Wana Draw una compagnia di fanteria riuscì a stabilire un caposaldo sul versante nord della collina 55, mentre dall'altro versante i giapponesi li martellavano costantemente. La posizione di Wana Ridge fu quindi attaccata dal 3/7 del 5º marines, ma la resistenza giapponese aumentava via via che la fanteria avanzava nella gola, e la postazione denominata collina 110, che dominava le zone su cui avanzavano i marines e gli uomini della 77ª Dvisione, consentì ai giapponesi di opporsi efficacemente ai nemici. I combattimenti proseguirono sanguinosi fino al 21 maggio, quando il 2/1 avanzò impossessandosi della collina 110 e di Wana Ridge, mentre forze corazzate e di fanteria d'assalto occuparono interamente anche collina 55. A quel punto la pioggia rese impossibile agli uomini di Del Valle di avanzare ulteriormente.

### Lo sfondamento

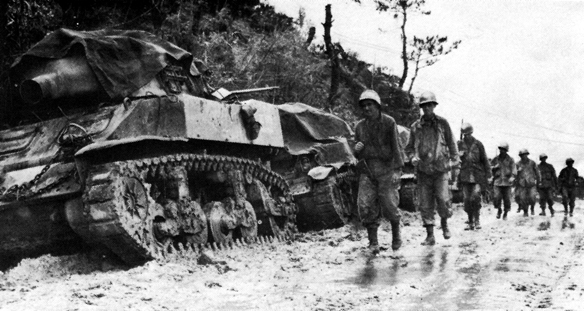
Uomini della 77ª Divisione avanzano nel fango; i veicoli sulla sinistra sono tre semoventi M8, ricavati dal carro leggero M3/M5 Stuart

Tra il 15 e il 21 maggio dunque, il III Corpo di Geiger fu impegnato nella dura lotta per il possesso di due importanti capisaldi, Sugar Loaf e Wana Ridge, mentre le unità del XXIV Corpo presero parte ad una serie di difficili battaglie per conquistare una serie di capisaldi che bloccavano la via verso Yonabaru, sulla costa orientale, e Shuri. Queste barriere, chiamate curiosamente Chocolate Drop, Flat Top, Hogback, Love, Dick, Oboe e Sugar, divennero teatro di duri e violenti scontri che impegnarono le divisioni 77ª e 96ª, impegnate rispettivamente ad attaccare frontalmente Shuri e ad aggirarlo sul versante orientale. La 77ª Divisione dal 15 maggio aveva ripreso la sua avanzata al centro del fronte contro Flat Top, in direzione delle difese centrali della 32ª Armata, mentre la 96ª Divisione si lanciò contemporaneamente contro Dick. Le posizioni collinose su cui erano trincerati i giapponesi caddero l'una dopo l'altra portando l'esercito a poche centinaia di metri da Shuri già il 17 maggio; a quel punto gli americani dovettero iniziare un'opera di rastrellamento e distruzione delle innumerevoli caverne e gallerie superate durante l'azione, e parallelamente le avanguardie della 77ª Divisione continuarono la loro cauta avanzata verso le difese di Shuri.

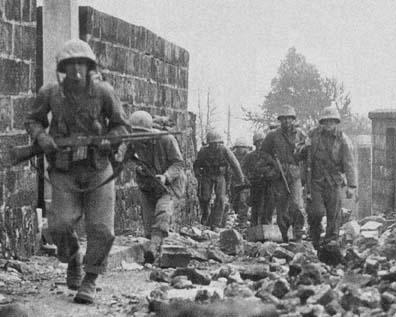
Pattuglia della 6ª Divisione marines tra le macerie di Naha

Il 19 la divisione passò all'attacco aprendo il fuoco con ogni arma a disposizione, e la fanteria si lanciò in una serie di attacchi che aumentarono d'intensità al sopraggiungere della notte. I giapponesi furono sloggiati il giorno seguente, quando il sorgere del sole consentì a tutta l'artiglieria di scaricare il proprio fuoco contro i pochi nemici sopravvissuti. Dopo questi terribili scontri gli americani si trovavano ora dietro alle linee esterne di Shuri, e sfruttando i progressi della 96ª Divisione lungo la costa orientale Hodges stabilì che Shuri doveva essere attaccata dal fianco destro, così il 20 ordinò alla 7ª Divisione di tornare in linea e dirigersi contro le alture nord di Yonabaru. Ma la pioggia che iniziò il 21 maggio favorì i difensori sia sulla costa occidentale che su quella orientale; le condizioni meteorologiche rallentarono penosamente le operazioni della 7ª Divisione, la quale riuscì lo stesso a ripulire alcune postazioni nemiche sulle colline di Ozato, un massiccio complesso parallelo alla Baia di Nakagusuku tra Yonabaru e la penisola di Chinen.

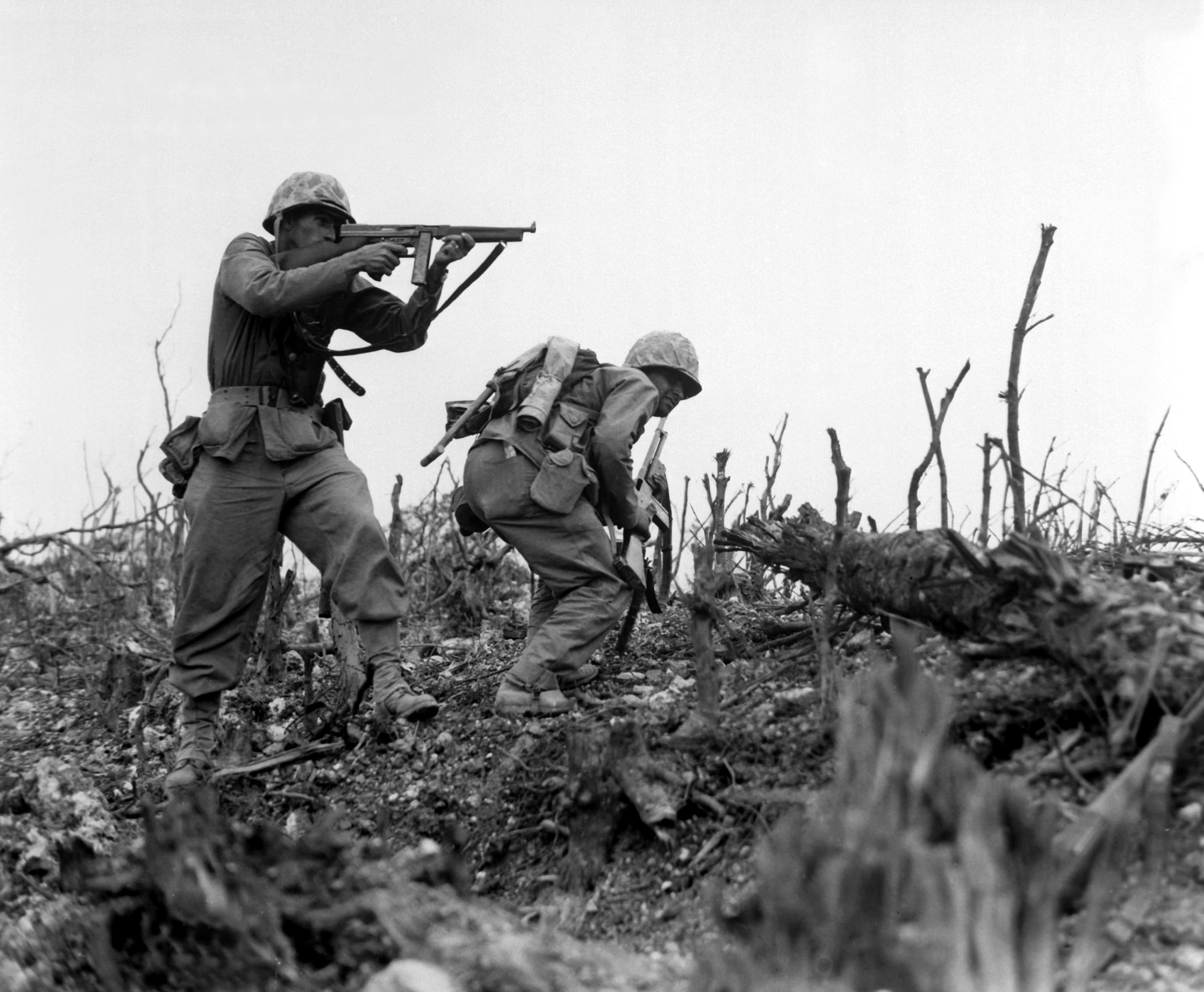
Un fante del 2º Battaglione del 1º Reggimento Marines, affiancato da un suo commilitone armato di fucile automatico M1918 BAR, punta il suo mitra M1A1 Thompson contro un cecchino nipponico durante i combattimenti per il settore "Wana Ridge" il 18 maggio

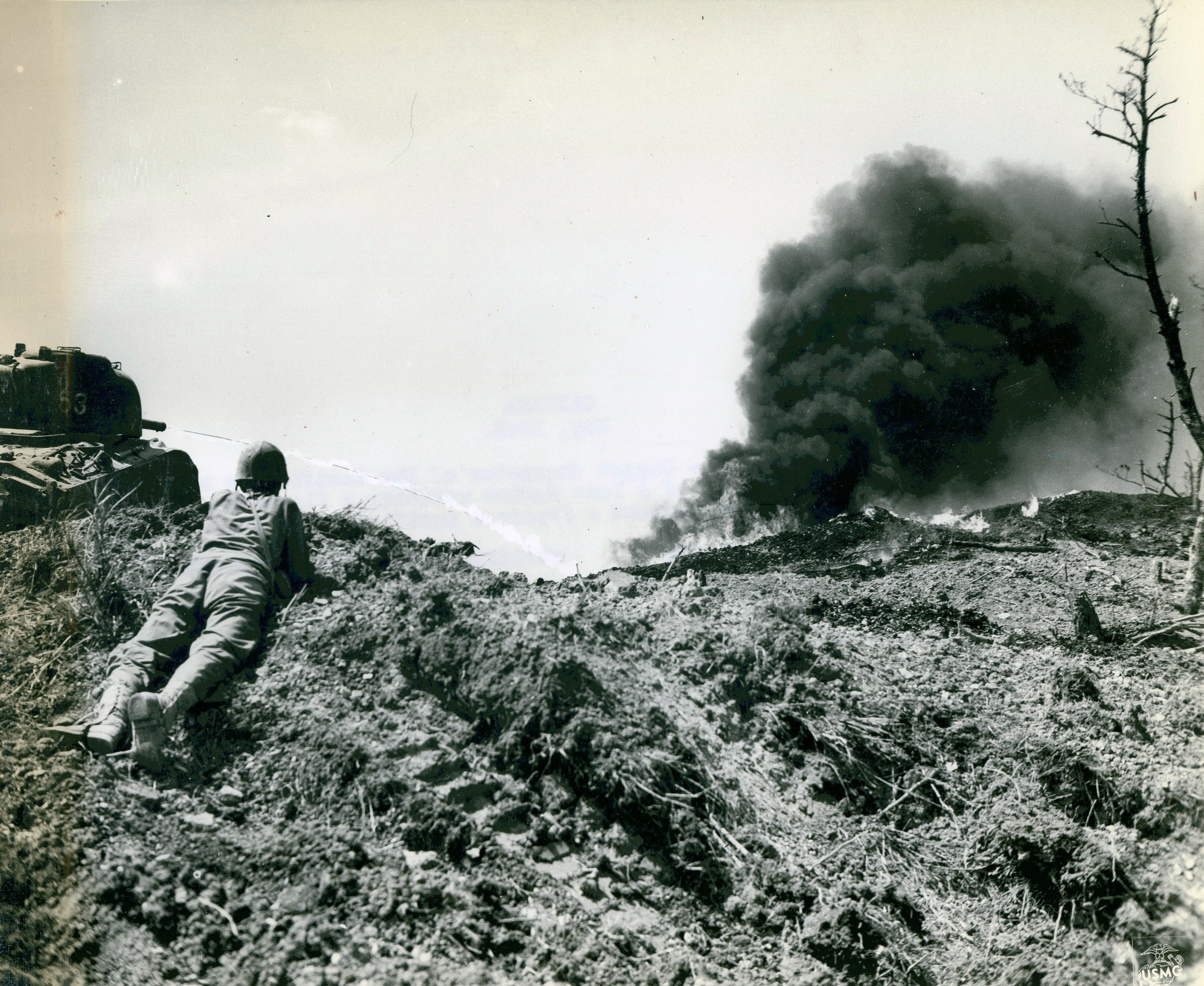
Carro lanciafiamme in azione

Benché le divisioni sui fianchi della 10ª Armata avessero fatto notevoli progressi, la 1ª Divisione marines e la 77ª e la 96ª Divisione di fanteria impiegate al centro del fronte non ottennero alcun risultato positivo. La fanatica resistenza giapponese, a cui si erano aggiunti pioggia e fango, ostacolava fortemente le truppe attaccanti, e gli americani poterono solo dedicarsi a rafforzare le zone già sotto il loro controllo. La pioggia continuò per nove giorni rendendo Okinawa un immenso pantano che risucchiava uomini e mezzi, e poiché gli aerei della TAF non potevano alzarsi in volo i rifornimenti poterono giungere alle truppe di terra solo a braccia e grazie all'enorme lavoro del genio; il traffico continuo di mezzi di sussistenza rese impraticabili le strade, e la 10ª Armata si bloccò. La situazione ebbe nuovo impulso il 26 maggio quando giunse la notizia che il nemico si stava preparando a uscire da Shuri: un aereo da ricognizione fu subito lanciato in volo su richiesta di Del Valle, e giunto sull'obiettivo confermò che un gran numero di giapponesi si stava ritirando da Shuri. Poco dopo l'incrociatore New Orleans sparò le prime salve contro il nemico in ritirata, seguito da tutte le altre navi e dall'aviazione dei marines che uscì in volo nonostante le condizioni meteo avverse. Il tentativo di Ushijima di ritirarsi di nascosto col favore del tempo venne frustrato dalla massiccia reazione americana, che massacrò circa 4 000 uomini e distrusse centinaia tra carri, veicoli e pezzi d'artiglieria. Il 27 Buckner ordinò alle batterie navali di proseguire senza sosta il loro tiro contro il nemico e contro ogni strada e postazione nelle retrovie giapponesi, in modo tale da non dare tregua a Ushijima, mentre allo stesso tempo diede ordine ai suoi comandanti di divisione di continuare la pressione per non consentire ai giapponesi di riattestarsi sulla difensiva.

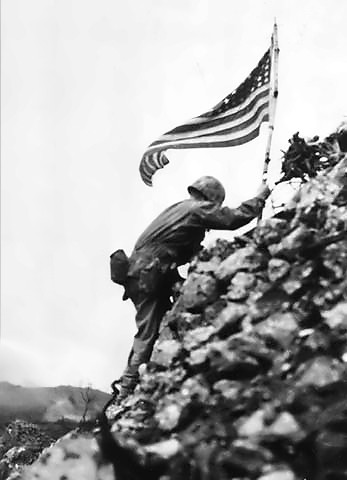
Il tenente colonnello Richard P. Ross Jr., comandante del 3º Battaglione del 1º Reggimento Marines, affronta il fuoco dei cecchini giapponesi issando la bandiera americana sul parapetto del castello di Shuri il 30 maggio

Allo scopo di coprire la ritirata delle forze terrestri di Ushijima, l'ammiraglio Ugaki fece effettuare nella notte tra il 27 e il 28 maggio un nuovo attacco di aerei speciali accompagnati per l'occasione da una grossa scorta di caccia con l'obiettivo di colpire le navi da trasporto americane, le quali durante gli ultimi giorni, per ovviare alle difficoltà logistiche a terra, avevano preso a sbarcare uomini e mezzi su entrambe le spiagge ai fianchi della 10ª Armata. La reazione dei cacciatorpediniere americani fu tremenda e inflisse enormi perdite agli aerei giapponesi, ma non riuscì a impedire alcuni attacchi kamikaze che colpirono il caccia Drexler, che affondò, e danneggiarono altre 15 navi.
Il 27 maggio sulla costa orientale la 7ª Divisione raggiunse Inasomi, circa 3 chilometri a sud-ovest di Yonabaru, mentre la 6ª Divisione occupò Naha sull'altra costa. Il 28 maggio la 77ª e la 1ª Divisione presero le alture a nord-est di Shuri e il giorno seguente il 5º marines alle 07:30 attaccò il castello con il 1º Battaglione a sinistra e il 3º sulla destra. Gli ultimi accaniti difensori giapponesi non poterono nulla contro le truppe d'assalto americane; due ore dopo il tenente colonnello Shelburne e il suo 1/5 si mossero occupando la sommità delle alture Shuri in prossimità del castello. Da quella posizione il comandante chiese a Del Valle il permesso di lanciare una compagnia d'assalto contro la fortezza, nonostante il castello fosse nella zona della 77ª Divisione; il generale acconsentì, e alle 10:15 la compagnia A del capitano Dusenbury conquistò il castello. Finalmente il caposaldo di Shuri era caduto, ma i giapponesi continuavano a difendere le colline a nord della città: la loro resistenza era ancora viva in quasi tutto il fronte, eccezion fatta che nella penisola di Chinen.

### Inseguimento verso sud e fine dei combattimenti

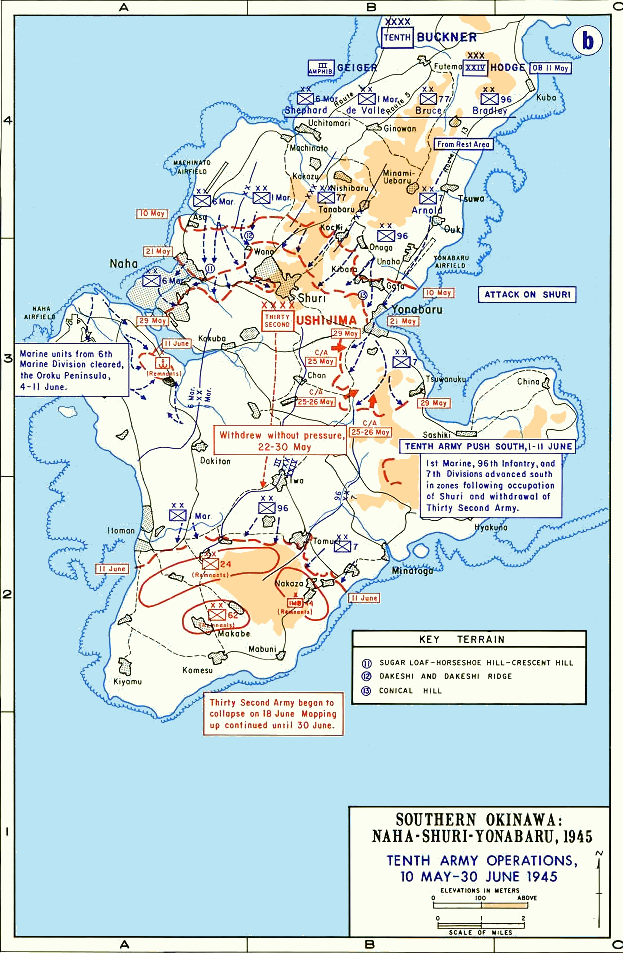
Lo sfondamento americano a sud e le ultime posizioni difensive giapponesi

Già dal 22 maggio il comando della 32ª Armata giapponese decise di abbandonare le postazioni di Shuri e rivedere i piani di battaglia. Il problema principale era la minaccia di un accerchiamento, e per scongiurare la possibilità che i circa 50 000 difensori ancora in grado di combattere venissero circondati e annientati dall'artiglieria americana si decise di spostare il principale caposaldo di resistenza nella penisola di Kiyamu. La penisola all'estremità meridionale di Okinawa si presentava adatta allo scopo soprattutto per le sue caratteristiche naturali, ed era dominata dalla scarpata Yaeju Dake - Yazu Dake dove si trovavano molte caverne naturali e artificiali in cui i giapponesi potevano riorganizzarsi e proteggersi dai bombardamenti. A questa decisione si oppose il comandante della 62ª Divisione, il tenente generale Fujioka, che avrebbe voluto resistere assieme ai suoi soldati fino all'ultimo uomo nella posizione di Shuri, ma Ushijima fu irremovibile e ordinò che la divisione si ritirasse a sud assieme al resto dell'armata.
Secondo il nuovo piano di difesa la 44ª Brigata mista avrebbe difeso la linea che andava da Hanagusuku, sulla costa orientale, fino a Yaeju Dake, la 24ª Divisione avrebbe occupato le alture dominanti la scarpata, le alture di Mezado e Kunishi e Nakagusuku sulla costa occidentale, mentre le decimate unità della 62ª Divisione dovevano occupare le posizioni lungo la costa meridionale dietro al fronte principale, da dove in caso di necessità avrebbero fornito copertura alle unità in prima linea. Infine la riserva dell'armata, composta da soldati della base navale di Okinawa nella penisola di Oroku, che avrebbero protetto il lato occidentale lungo la linea della ritirata. La prima colonna diretta a sud lasciò Shuri alla mezzanotte del 23 maggio, mentre la maggior parte del contingente si mise in marcia il 29 per giungere a Mabuni, a 15 chilometri a sud di Shuri, dove Ushijima stabilì il nuovo quartier generale in una caverna della collina 89.

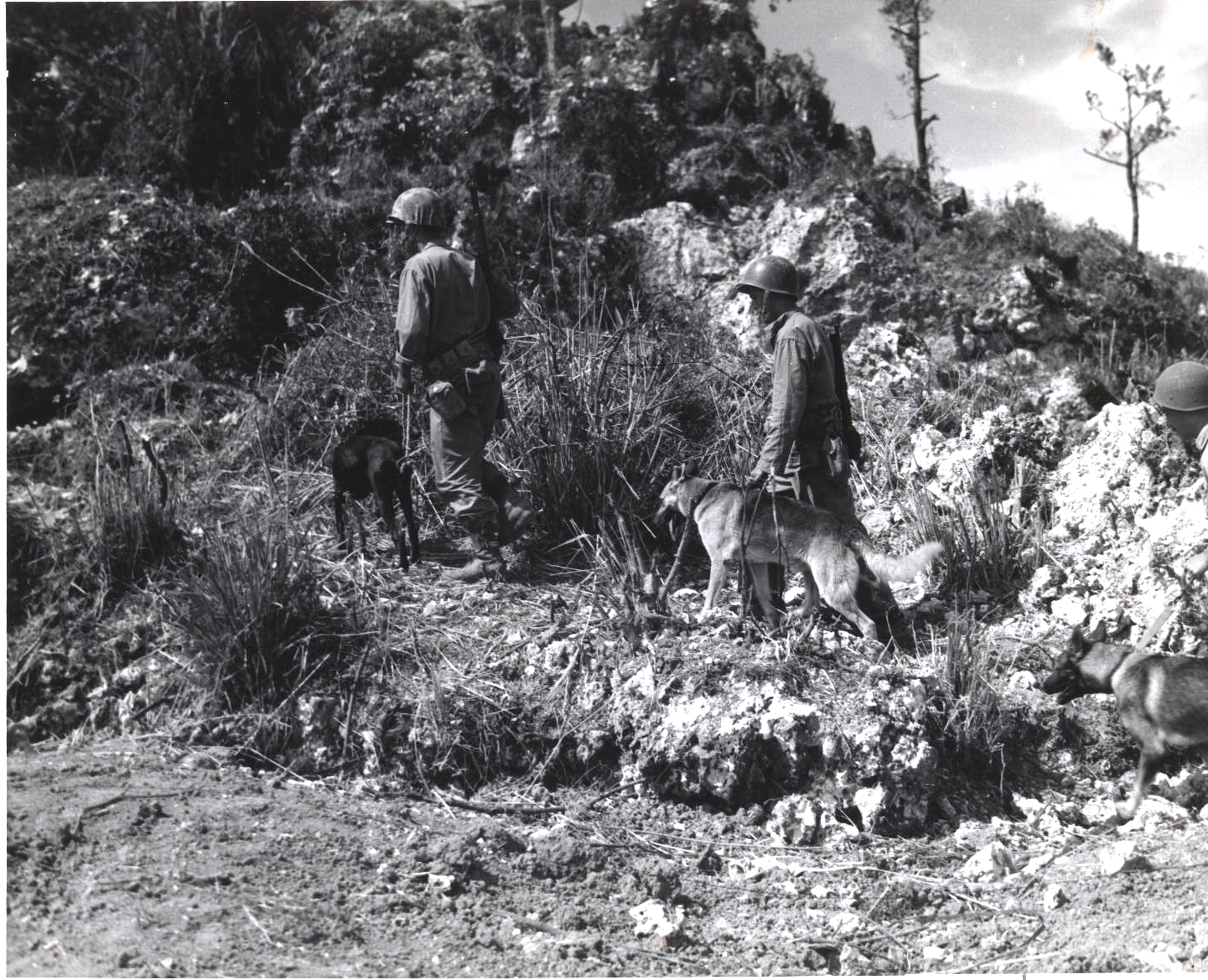
Marines in pattuglia con cani a seguito

Le intense piogge favorirono Ushijima, anche se gli attacchi di Buckner non si fermarono mai del tutto, e il 31 maggio alcuni elementi della 7ª Divisione di fanteria e della 6ª Divisione marines si imbatterono in una tenace linea difensiva lungo il fiume Kokuba sulla costa occidentale. Dal giorno degli sbarchi le forze americane avevano ucciso 62 548 uomini e fatto solo 465 prigionieri in 61 giorni di lotta; la 10ª Armata aveva occupato tutta l'isola tranne una zona di 12 km² circa che rappresentava l'ultima sacca di resistenza giapponese, e fin dal primo giorno di avanzata oltre Shuri i comandi americani si accorsero che Ushijima e le sue truppe avrebbero offerto una resistenza caparbia fino all'ultimo uomo. Mentre il resto delle forze americane proseguiva verso sud, il 1º giugno Sheperd e la 6ª Divisione ricevettero l'ordine di prepararsi a sbarcare a Oroku in 36 ore, e la 1ª Divisione di Del Valle si assunse la responsabilità della zona già di Sheperd. Il giorno dello sbarco (K-Day) fu il 4 giugno, quando dopo un'ora di intenso bombardamento preparatorio i marines sbarcarono a Ono Yama alle 05:00. Lo sbarco avvenne senza grossi problemi, ma subito dopo la spiaggia il terreno collinoso offrì ai difensori un ottimo appoggio per resistere e i marines dovettero lottare per dieci giorni prima di battere la guarnigione giapponese. I circa 1 500 difensori sfruttarono le caratteristiche del terreno, e il 4º marines sulla destra del fronte e il 29º sulla sinistra trovarono grosse difficoltà ad avanzare. Sheperd ordinò quindi al 4º marines, che era avanzato molto più del 29º, di compiere una manovra d'aggiramento e congiungersi con il 22º marines proveniente da Naha, con il quale avrebbe spinto e attaccato la guarnigione a Oroku da sud, mentre il 29º marines avrebbe aumentato la pressione da nord. Consapevole dell'imminente sconfitta, Ota si preparò a organizzare la resistenza finale congedandosi con Ushijima e con i superiori a Tokyo, e il 13 i marines sferrarono il loro ultimo e risolutivo attacco. Alle 17:50 del 13 giugno Sheperd poté riferire a Geiger che ogni resistenza nella penisola era ormai cessata: nei dieci giorni di combattimenti circa 5 000 giapponesi erano stati uccisi e 200 fatti prigionieri, contro le 1 608 perdite registrate tra i marines.

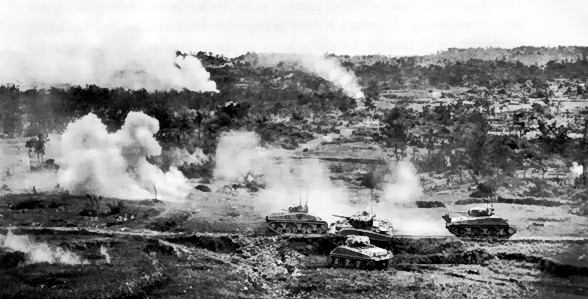
Carri lanciafiamme durante un'azione di rastrellamento

Mentre la 6ª Divisione si preparava a sbarcare a Oroku, l'attacco verso sud era aumentato d'impeto e di potenza. La sera del 3 giugno la 7ª Divisione di fanteria aveva raggiunto la costa orientale sotto Kakibana per tagliare fuori la penisola di Chinen, mentre sulla destra della 7ª Divisione anche la 96ª Divisione avanzò occupando Kamizato, Tero e Inasomi senza incontrare eccessiva resistenza. Anche la 1ª Divisione avanzò con relativa facilità senza però riuscire ad arrestare la ritirata del nemico verso Kiyamu, che nel frattempo riusciva ad attuare una efficace ritirata combattuta tramite piccole postazioni difensive organizzate da esigui gruppi di uomini che cercavano di intralciare i marines in avanzata. Il 6 giugno le piogge cessarono ma il terreno era ormai un enorme e intricato pantano che poneva le truppe d'invasione di fronte a grosse difficoltà di approvvigionamento. Il 7 giugno la 1ª Divisione, ora sul fianco destro del III Corpo, avanzò verso la costa orientale a nord di Itoman e raggiunse la 6ª Divisione isolando la guarnigione giapponese di Oroku dal resto delle truppe di Ushijima. L'11 giugno il 7º marines avanzò fino alla formazione rocciosa di Kunishi, dove si trovavano le posizioni nemiche del limite occidentale dell'ultima linea di difesa di fronte a Kiyamu.

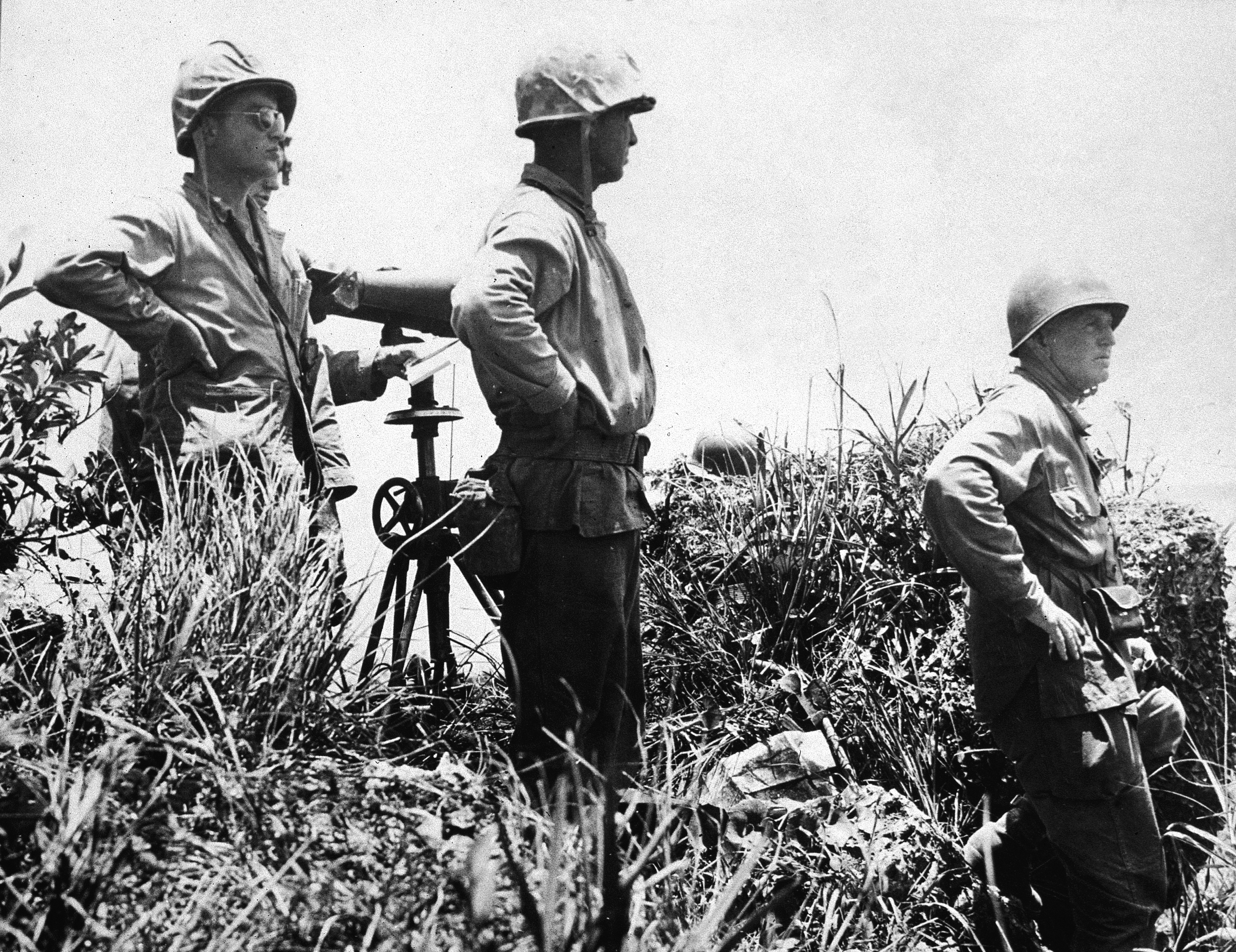
L'ultima immagine del generale Buckner sulla cresta Mezado

Qui il 7º marines ingaggiò un furioso combattimento contro le difese giapponesi, le quali potevano sfruttare le colline di Mezado e Yuza, a est e ovest di Kunishi, dalle quali i difensori potevano scatenare un intenso fuoco contro i marines allo scoperto. Solo l'appoggio di carri armati che trasportavano i rinforzi e offrivano fuoco di supporto ai marines avvinghiati alla cima di Kunishi riuscì a sbloccare la situazione, e dopo tre giorni e tre notti di combattimenti la collina fu definitivamente conquistata la notte del 16 giugno. Mentre il 7º marines terminava la progressiva occupazione di Kunishi, l'8º marines della 2ª Divisione che era giunto a rinforzo della 1ª Divisione marines si portò in prima linea per l'attacco finale, sferrato il 17 giugno all'alba insieme al 22º Reggimento e che portò alla conquista di cima Mezado. Il generale Buckner, desideroso di ispezionare le truppe e rendersi conto della situazione, il 18 giugno si recò sulla cresta del Mezado per osservare col binocolo i progressi dei marines in avanzata; verso le 13:00 cinque proiettili giapponesi si abbatterono sulla cresta, e dopo che la nuvola delle esplosioni si disperse gli uomini in cima si accorsero che Buckner era stato colpito al petto da una scheggia. Egli morì dieci minuti dopo, e Geiger fu promosso tenente generale e nuovo comandante della 10ª Armata: era la prima volta che un ufficiale dei marines prendeva il comando di una tale unità, anche se il suo comando durò appena cinque giorni, dopodiché la 10ª Armata passò agli ordini del generale Joseph Stilwell.

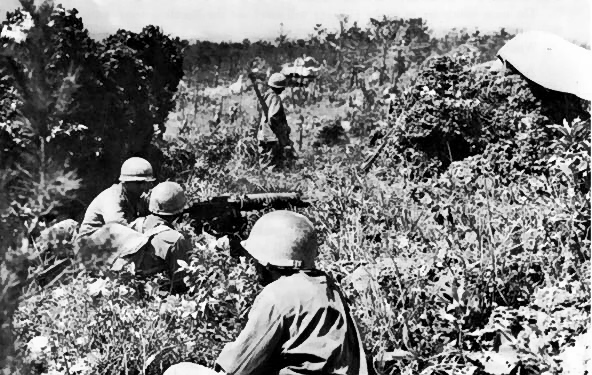
Marines in cima alla scarpata Yaeju Dake

Il 4 giugno i superstiti della 32ª Armata che presidiavano l'ultima linea difensiva di Kiyamu erano stati ridotti di 20 000 unità e tale perdita, secondo le dichiarazioni ufficiali giapponesi, fu motivata dalla resistenza opposta nelle operazioni di ritirata. Quello stesso giorno Buckner aveva spostato verso ovest le linee di demarcazione fra il XXIV Corpo e il III Corpo anfibio, e il compito affidato alle truppe di Hodges non fu più facile di quello che dovettero affrontare la 6ª e la 1ª Divisione marines. La 7ª e la 96ª Divisione avrebbero dovuto conquistare la scarpata Yuza Dake-Yaeju Dake, e i combattimenti per questa posizione continuarono sanguinosi per ben due settimane prima che queste due divisioni di fanteria riuscissero a eliminare la resistenza giapponese. Nel periodo 4-8 giugno gli americani si raggrupparono e tentarono di guadagnare posizioni favorevoli per l'attacco del 9 giugno, ma nonostante l'impiego di carri lanciafiamme, carri armati, cannoni d'assalto e delle nuove armi da 57 e 75 mm senza rinculo mandate a Okinawa per essere sperimentate in combattimento, le truppe della 44ª Brigata mista e della 24ª Divisione giapponese resistettero accanitamente. L'11 giugno l'attacco penetrò in una breccia attraverso le truppe della 44ª Brigata e le posizioni giapponesi iniziarono a cedere; Ushijima ordinò alla 62ª Divisione di avanzare in prima linea ma il fuoco dell'artiglieria americana ostacolò il suo spostamento, con il risultato che solo pochi soldati giapponesi poterono arrivare a destinazione. Sfruttando la confusione la 96ª Divisione avanzò nel perimetro di Yuza Dake sul fianco sinistro della 10ª Armata mentre la 7ª Divisione avanzò abbandonando la costa, e la sera del 17 giugno i reggimenti del XXIV Corpo potevano controllare tutto il terreno sopraelevato nella loro area.

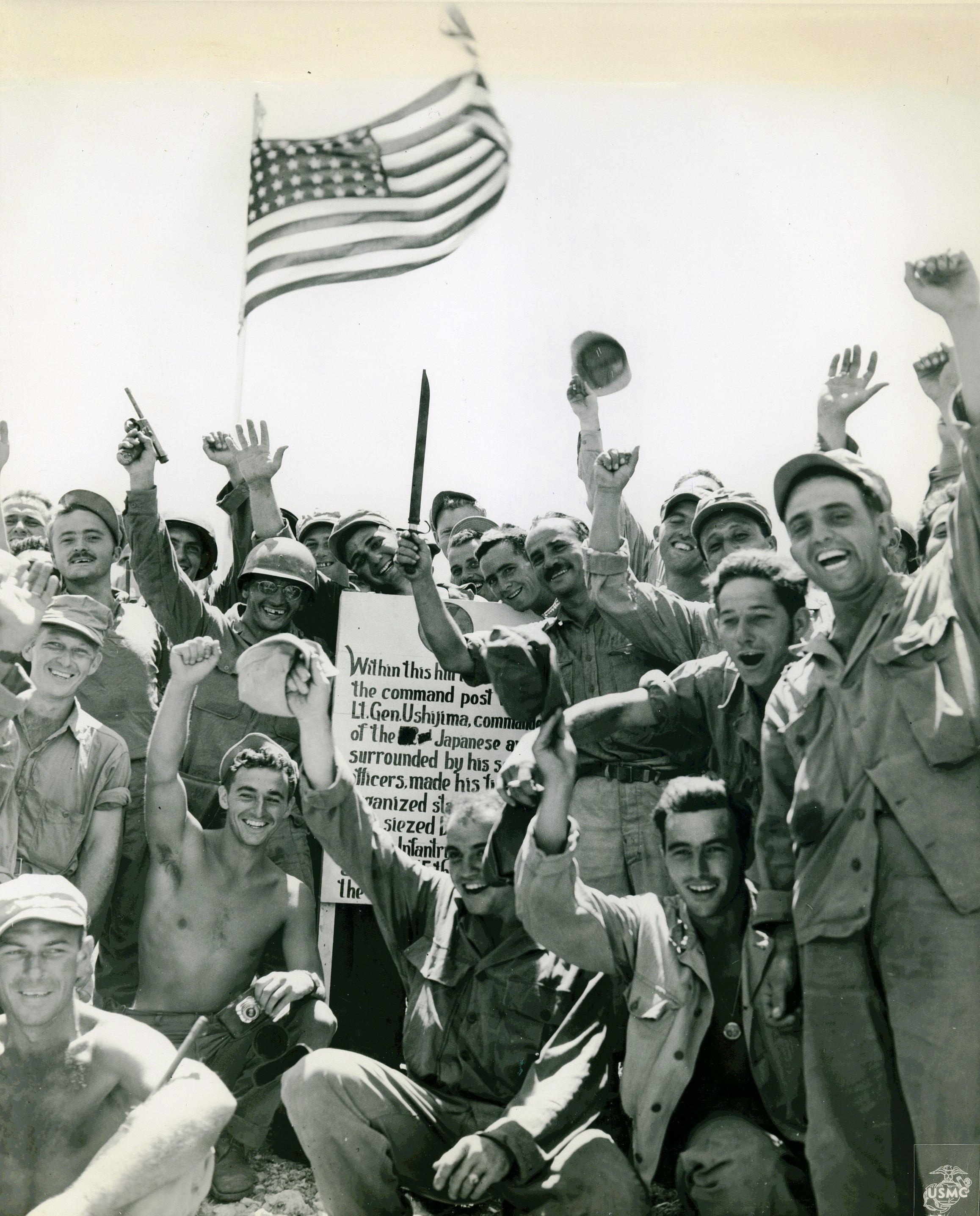
Marines della 1ª Divisione e fanti della 7ª, festeggiano la vittoria in cima alla collina 89 il 27 giugno

Tutto ciò che restava della 32ª Armata, unità regolari e sbandati, si trovava ora bloccato fra il fronte dell'esercito americano e il mare. I giapponesi organizzarono quindi due centri isolati di resistenza finali, uno attorno a Medeera e l'altro nell'area di Mabuni, il primo tenuto dalla 24ª Divisione e il secondo, in prossimità della collina 89, difeso da elementi del quartier generale e da soldati sbandati. Il 19 giugno la 6ª Divisione iniziò il rastrellamento del settore sud-ovest che portò a termine il 21, mentre i giapponesi rinchiusi nelle posizioni di Yaeju e Yuza e tartassati dalle due divisioni di fanteria americane iniziarono ad arrendersi in piccoli gruppi. Attorno al quartier generale e a Medeera la resistenza continuò imperterrita fino al 21 giugno quando le truppe dei due corpi americani dichiararono cessata ogni forma di resistenza organizzata. Alle 13:05 del 21 giugno Geiger annunciò che l'isola di Okinawa era completamente occupata dalle forze americane, e il giorno dopo si tenne una cerimonia formale di alzabandiera della 10ª Armata, alla presenza di tutte le unità che avevano preso parte a Iceberg. Lo stesso 22 giugno Ushijima e Chō si tolsero la vita secondo il codice Bushidō, come la maggior parte delle loro truppe aveva fatto per evitare il disonore di cadere prigioniera. Il 25 giugno anche il quartier generale imperiale annunciò la fine delle operazioni e concentrò i suoi sforzi nella preparazione difensiva delle isole della madre patria. Per salvaguardare i reparti americani impegnati a trasformare Okinawa in una base fissa per ulteriori azioni contro il Giappone, il 23 il generale Stilwell ordinò alle cinque divisioni che avevano compiuto l'avanzata finale di effettuare un massiccio e coordinato rastrellamento della parte meridionale di Okinawa, che si concluse sette giorni dopo terminando definitivamente i combattimenti ad Okinawa.

## Le operazioni aeronavali

### L'offensiva kamikaze

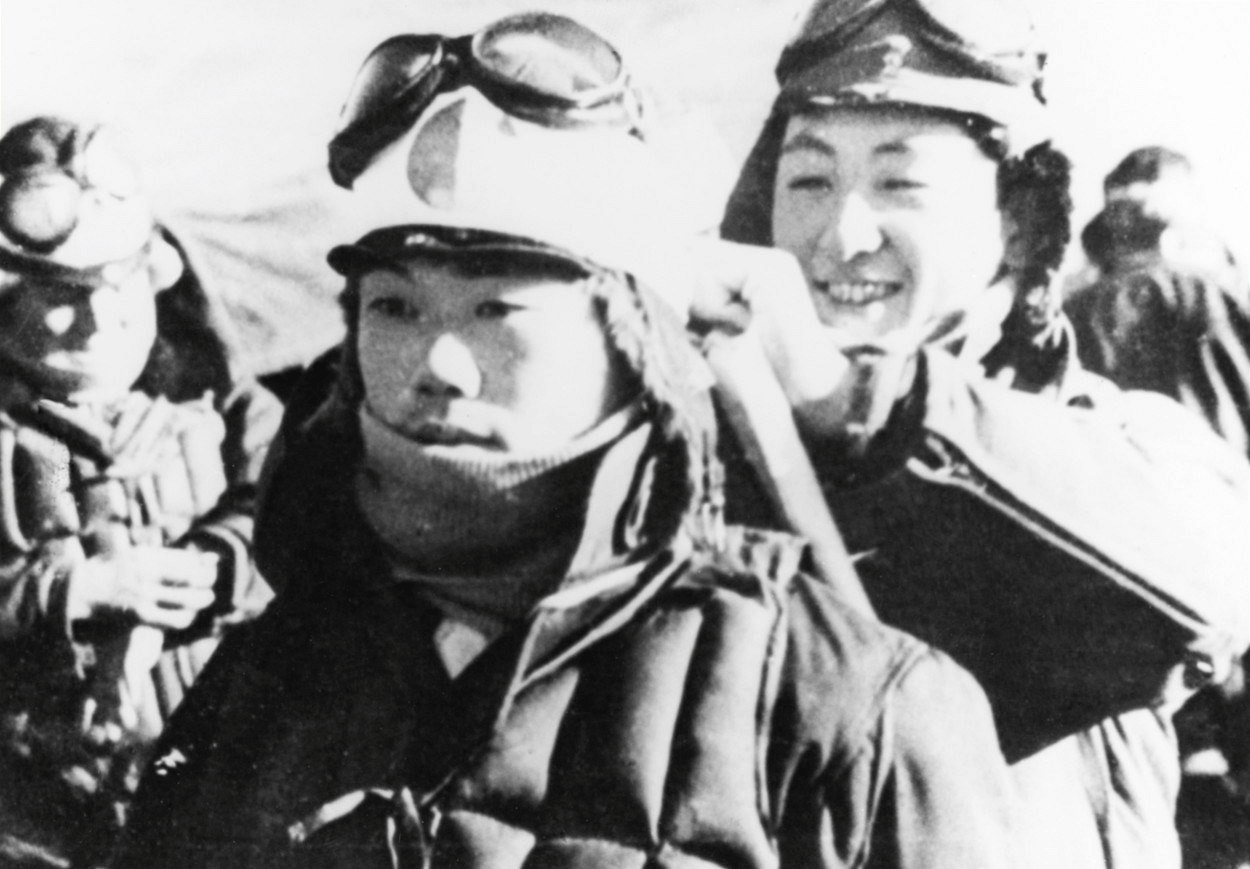
Un giovane pilota kamikaze riceve l'hachimaki prima di partire per la missione di attacco suicida.

Durante la battaglia di Okinawa i piloti kamikaze compirono tra l'11 marzo e la fine di giugno circa 1 700 missioni suicide nella zona, ma nonostante questo sacrificio non fu possibile per i giapponesi cambiare il corso della battaglia. Il primo attacco del 6 aprile («Kikusui n°1») fu il più numeroso e violento di tutta la campagna, dove un totale di circa 700 aerei lasciò Kyūshū per il primo di dieci attacchi coordinati che causò alla flotta americana al largo di Hagushi l'affondamento di 26 navi e il danneggiamento di altre 164, anche se le unità maggiori non subirono danni tali da essere costrette a ritirarsi definitivamente.

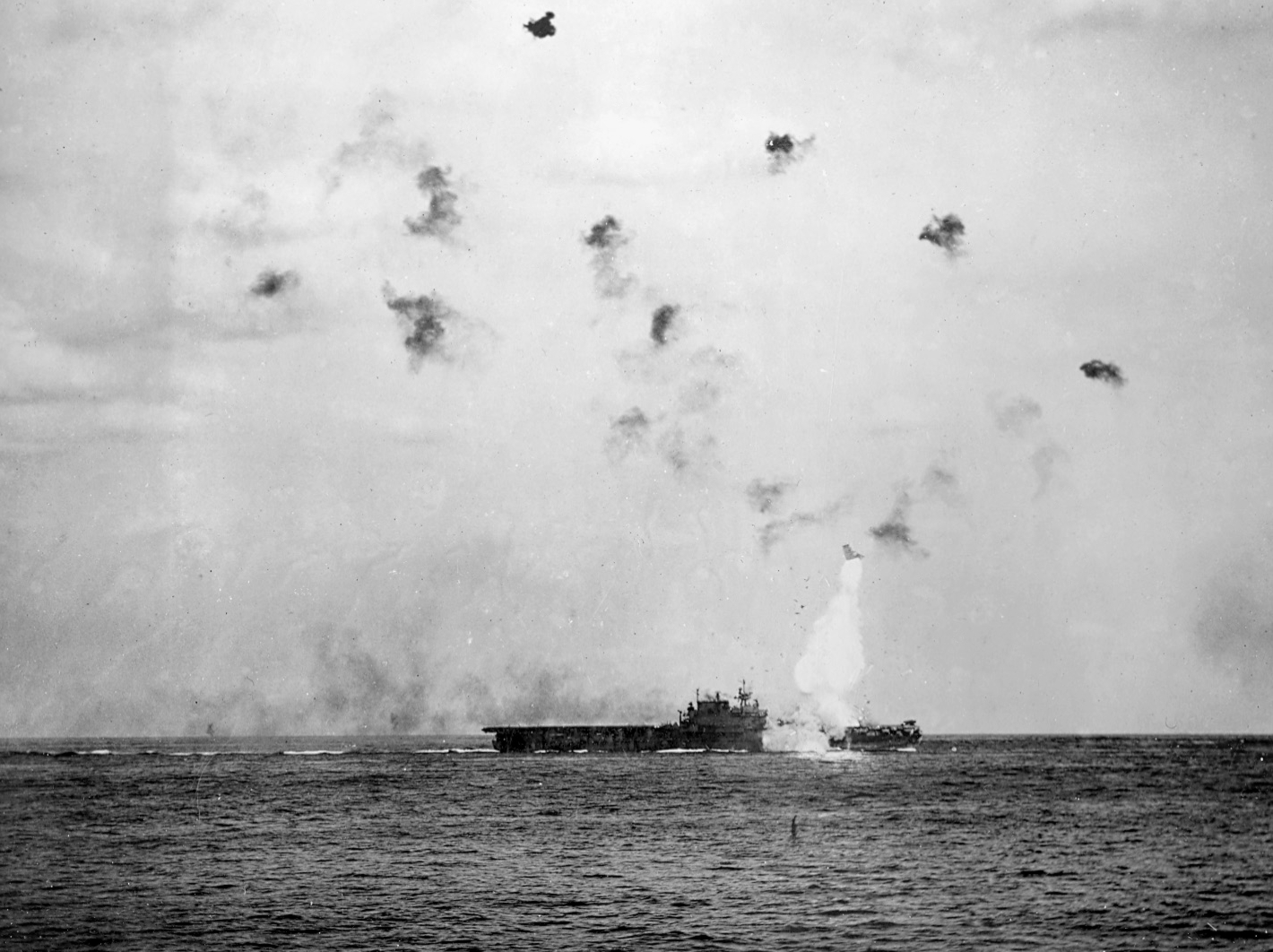
La USS Enterprise appena colpita da un kamikaze

L'ammiraglio Ugaki organizzò numerose incursioni su Okinawa e, tra queste, quella del 12 e 13 aprile con circa 320 apparecchi (tra cui 165 kamikaze, 150 aerei convenzionali e qualche bimotore trasportante bombe pilotate "Ohka") che verso mezzogiorno si lanciarono contro la flotta americana. La caccia e la contraerea reagirono prontamente e abbatterono un gran numero di attaccanti, ma gli aerei che riuscirono a superare le difese della flotta causarono gravissimi danni, danneggiando pesantemente la portaerei USS Enterprise che dovette ritirarsi per le riparazioni, le corazzate USS Missouri, USS Tennessee, USS Idaho e New Mexico, otto cacciatorpediniere, due dragamine, un grande mezzo da sbarco e due cacciatorpediniere di scorta. In ultimo nel settore nord di Okinawa i kamikaze affondarono anche il posamine Abele e due cannoniere, mentre l'incrociatore leggero USS Oakland, cinque cacciatorpediniere, un caccia di scorta e un dragamine riportarono gravi danni.

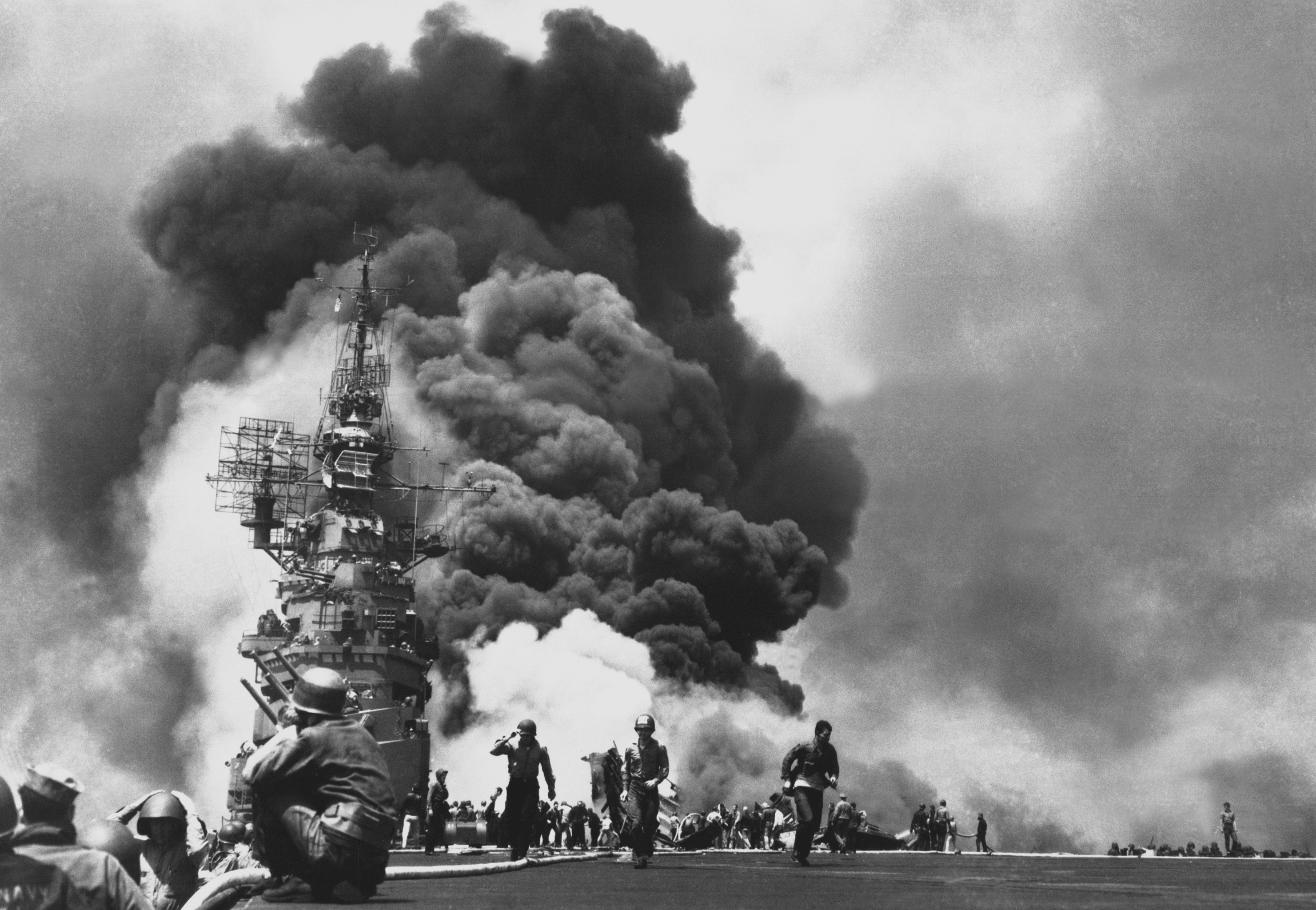
La portaerei USS Bunker Hill in fiamme dopo un doppio attacco kamikaze dell'11 maggio, dove perirono 372 marinai

Dinanzi a questa minaccia la Quinta Flotta effettuò numerose e pesanti incursioni tra il 15 e il 16 aprile contro gli aeroporti di Kyūshū, distruggendo molti aerei al suolo, ma Ugaki rispose il 16 aprile lanciando un nuovo attacco kamikaze con 155 aerei che affondarono il cacciatorpediniere Pringle e danneggiarono la portaerei USS Intrepid che dovette rientrare a Ultihi, mentre altri tre caccia, due dragamine, due cannoniere e una petroliera subirono gravissimi danni. Le perdite causate dai kamikaze incominciarono ad essere drammatiche perché non solo le navi in avaria dovevano lasciare la posizione per essere riparate a Ulithi o addirittura tornare negli Stati Uniti, ma altre unità dovevano essere adibite alla loro scorta e alla loro protezione, riducendo sempre di più gli effettivi della flotta. Sebbene il numero di navi a Okinawa fosse notevolissimo, questi attacchi causarono molti problemi e si calcolò che, se gli attacchi avessero continuato con quella forza e con lo stesso ritmo, nel giro di 15 giorni la flotta sarebbe stata costretta a lasciare le acque di Okinawa. Ma i giapponesi scarseggiavano ora sia di piloti che di aerei e in maggio il numero di velivoli kamikaze utilizzati nelle missioni «Kikusui» calò drasticamente, mentre in giugno le missioni furono solo due con meno di un centinaio di velivoli in totale che non causarono nessun grave danno. Nel frattempo gli aerei della TAF, che gradualmente avevano sostituito gli aerei delle Task Force nella difesa dell'isola, erano ormai diventati i padroni dei cieli e con le loro 3 521 missioni di pattugliamento in aprile abbatterono 143 aerei nemici prima che questi potessero avvicinarsi alla flotta.

### Operazione Ten-Go

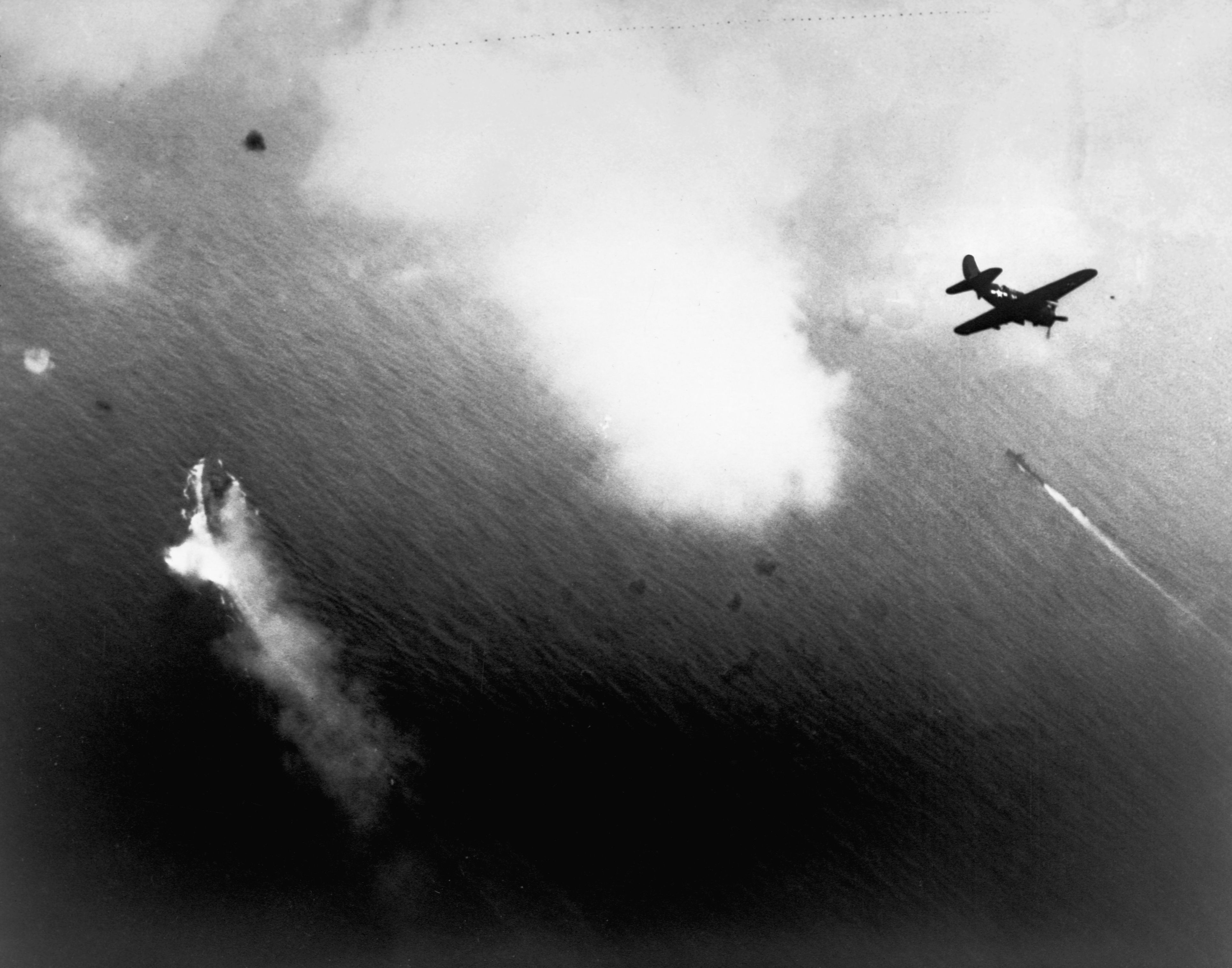
Un bombardiere in picchiata Curtiss SB2C Helldiver attacca la Yamato, a sinistra

Dopo la disastrosa battaglia del Golfo di Leyte la marina imperiale aveva perso ogni effettiva capacità di imbastire operazioni di ampio respiro, deficienza aggravata dalla penuria di nafta. Il 26 marzo 1945, dinanzi alla massiccia offensiva statunitense al suolo nazionale, gli ammiragli Mitsumasa Yonai e Soemu Toyoda furono costretti a tentare una qualche contromossa: l'11ª Squadriglia cacciatorpediniere lasciò due giorni dopo gli ancoraggi per incontrarsi con la 2ª Flotta a Kure (la principale formazione da battaglia nipponica nel corso del conflitto) e tutte le unità si sarebbero dirette verso Kabuto Jima: la squadra sarebbe quindi uscita oltre il canale di Bungo, costeggiato le spiagge meridionali di Kyūshū e diretto a nord verso Sasebo, al solo scopo di attirare navi nemiche nel raggio d'azione dei velivoli a terra. Inizialmente, dunque, la 2ª Flotta avrebbe agito da flotta-civetta, ma gli imponenti sbarchi su Okinawa decretarono un netto cambiamento nei piani giapponesi: la flotta doveva uscire in mare aperto e ingaggiare battaglia con il favore di un grande attacco aereo.

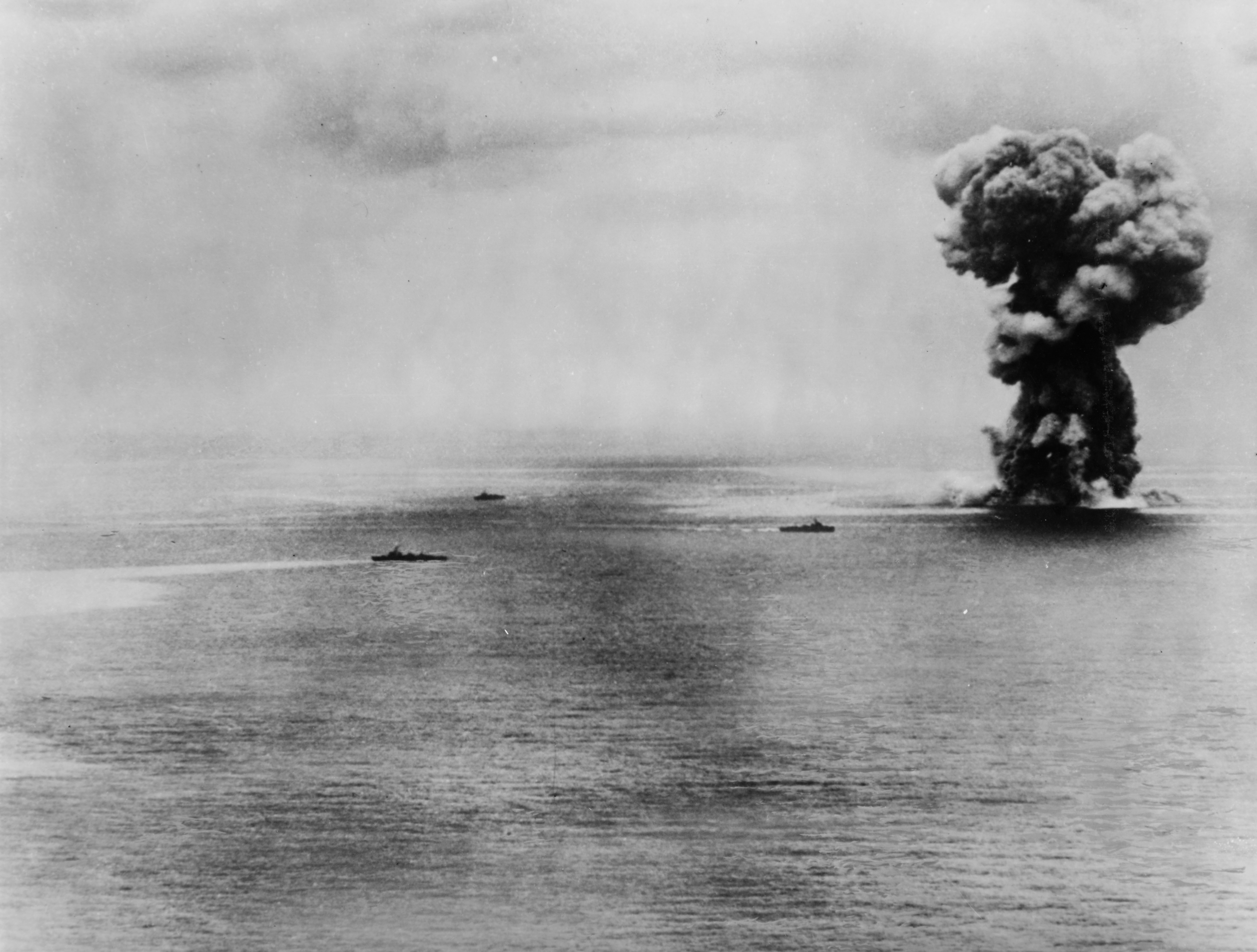
La corazzata Yamato salta in aria, ripetutamente centrata dalle bombe statunitensi

La 2ª Flotta era guidata nell'aprile 1945 dal viceammiraglio Seiichi Itō, un competente ufficiale che però aveva ben poca esperienza di comandi in guerra. Egli issò le sue insegne sulla grande corazzata e nave ammiraglia Yamato ed ebbe ai suoi ordini anche gli otto cacciatorpediniere della 17ª, 21ª e 41ª divisione, condotti dall'incrociatore leggero Yahagi. Queste navi partirono da Ube il 6 aprile alle 06:00, con l'ordine tassativo di arenarsi sulle spiagge di Okinawa e sostenere fino all'esaurimento delle munizioni la guarnigione dell'isola. La traversata fu tranquilla fino alle 11:30 del 7 aprile, quando i caccia Mitsubishi A6M "Zero" di scorta avvistarono un idrovolante statunitense; subito dopo la stazione radio di Amami Ōshima (l'isola più settentrionale delle Ryūkyū) segnalò il passaggio in massa di oltre 250 velivoli imbarcati con rotta nord-ovest. A mezzogiorno circa i radar delle navi nipponiche localizzarono lo stormo nemico in rapido avvicinamento e, in pochi minuti, aerosiluranti e bombardieri in picchiata si gettarono sulla 2ª Flotta nel punto esatto 31°N, 128°E, approfittando di persistenti coltri di nubi. La contraerea si scatenò in leggero ritardo e, nonostante gli sbarramenti, i velivoli nemici non furono sviati e pochi furono centrati; anche le successive ondate non trovarono eccessive difficoltà nel tempestare di bombe e siluri le navi giapponesi, che nel frattempo avevano perduto ogni coordinazione e sparavano con tutte le armi di bordo pur di salvarsi. Gli sforzi furono comunque vani e alle 14:20 la Yamato era già stata troncata in due dalla formidabile esplosione delle riserve di granate da 457 mm; anche l'incrociatore Yahagi e i cacciatorpediniere Asashimo e Hamakaze erano stati affondati. Lo Isokaze e il Kasumi, invece, immobilizzati in pieno mare, furono affondati dalle navi sorelle dopo che gli equipaggi furono tratti in salvo. I quattro caccia superstiti si ritirarono a Sasebo; l'operazione costò al Giappone sei navi da guerra su dieci, e la vita di oltre 2 500 marinai. L'ultima uscita della marina giapponese si concluse con un completo fallimento.

## Analisi e conseguenze

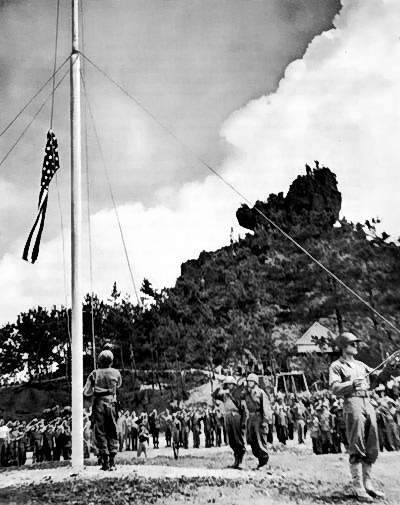
La bandiera statunitense viene issata al termine di ogni resistenza organizzata ad Okinawa, 22 giugno 1945

Gli americani il 1º aprile sbarcarono praticamente senza subire perdite, dividendo immediatamente i due corpi impegnati negli sbarchi in due rispettive linee d'avanzata; i marines (tradizionalmente un corpo di volontari, ma che per la prima volta nella guerra si trovò a dover ricorrere a reclute di leva) avanzarono verso nord, nord-est mentre l'esercito muoveva verso la parte meridionale, dove si ebbero gli scontri più violenti e sanguinosi di tutta la campagna di Okinawa. Quando il 6 aprile gli americani arrivarono sulla linea che difendeva le città di Shuri e Naha, si resero conto di quello che li avrebbe aspettati durante tutta la loro avanzata terrestre, e allo stesso tempo conobbero la furia dell'offensiva aero-navale giapponese contro la flotta da sbarco. Gli americani avevano già avuto prova della pericolosità dei kamikaze, quando tra il 18 e il 19 marzo la TF 58, ancora comandata da Mitscher, effettuò un'azione preliminare di sbarco subendo gravi perdite, ma solo il 6 aprile i comandanti americani capirono la determinazione con cui le forze nemiche intendevano colpire la flotta. Respingere i kamikaze fu un'operazione molto difficile: fra il 6 aprile e il 29 luglio 14 cacciatorpediniere furono affondate da piloti suicidi, assieme a oltre 17 LST, navi munizioni e svariati altri mezzi da sbarco all'interno dello sbarramento di protezione.

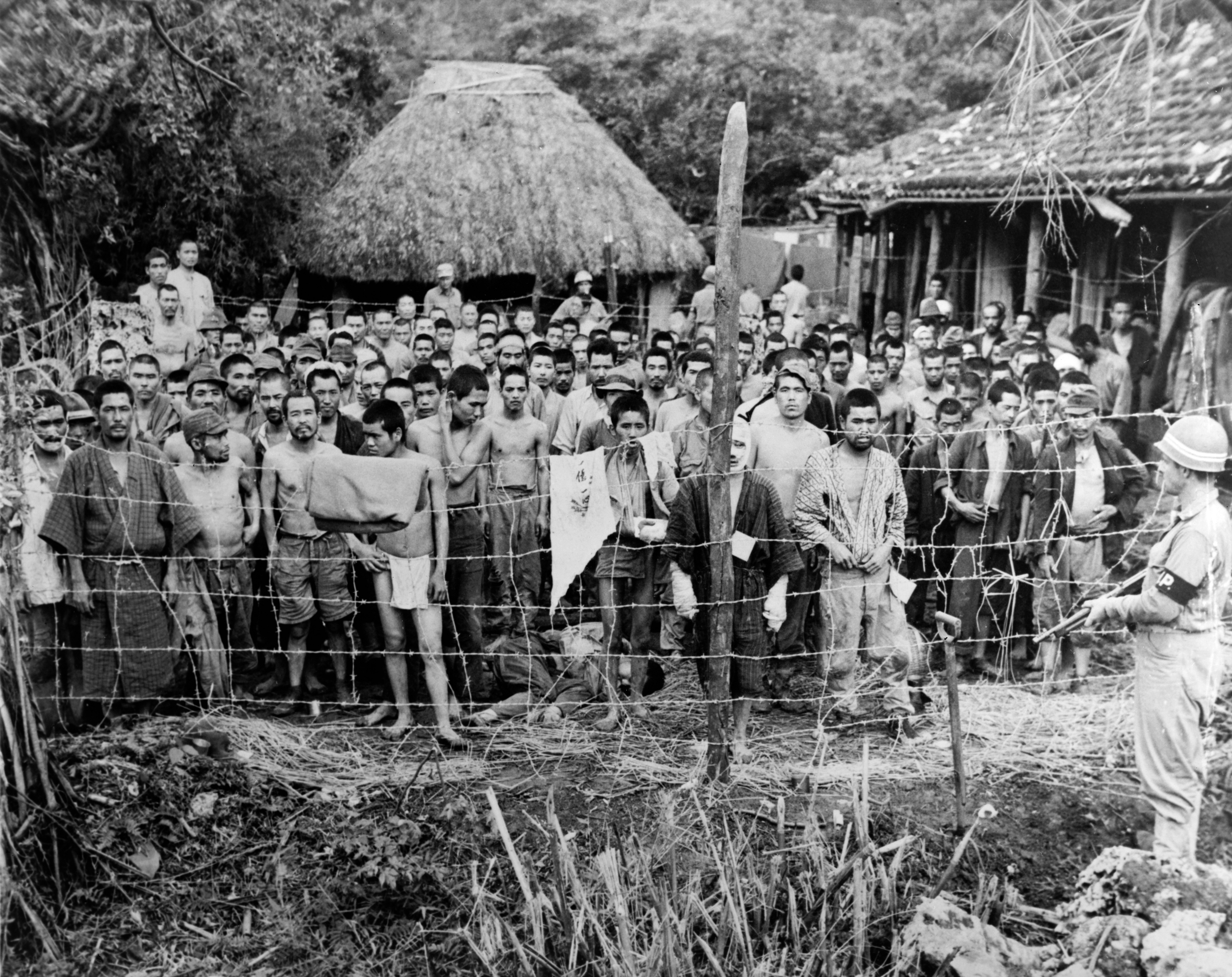
Prigionieri giapponesi a Okuku, Okinawa

Circa 5 000 furono i marinai americani che perirono durante la campagna di Okinawa, la perdita più grave per la marina durante tutta la guerra nel Pacifico, compresa Pearl Harbor. I kamikaze svolsero la maggior parte delle loro missioni fra il 6 aprile e il 10 giugno, con dieci attacchi di massa tra i 50 e i 300 aerei, che oltre agli affondamenti appena descritti danneggiarono anche diverse grandi unità, tra cui le portaerei Enterprise, Hancock e Bunker Hill (quest'ultima l'ammiraglia di Spruance, che ebbe 396 morti durante un attacco kamikaze). Le portaerei americane, che avevano la corazzatura sopra la sala macchine e sotto i ponti di volo, patirono un grosso divario con le quattro portaerei britanniche della TF 57, e fu proprio la corazzatura dei loro ponti di volo, una precauzione resa necessaria contro il tiro d'artiglieria che era più facile incontrare nelle più ristrette acque europee, a permettere alle portaerei britanniche di sopportare meglio, e con meno danni, gli attacchi kamikaze.
Alla fine questi dovettero essere sospesi prima di infliggere perdite irreparabili per la flotta da sbarco, perché i giapponesi cominciavano ad essere a corto sia di aerei che di piloti; le incursioni calarono drasticamente di numero con il prosieguo delle operazioni, e in maggio furono affondate solamente quattro navi nemiche. Non ebbe cali però il logorio nervoso degli equipaggi dei cacciatorpediniere, i quali, avendo il compito di proteggere la flotta, furono logicamente schierati ai suoi limiti per tutto il perdurare della campagna. Questo fatto causò tensioni tra Nimitz e Buckner; infatti, con il prolungamento delle operazioni di terra, l'ammiraglio lamentava la perdita di «una nave e mezza al giorno» con questo ritmo di avanzata, ma Buckner difese risolutamente la sua tattica metodica e calcolata. I suoi uomini a terra dovevano quotidianamente scontrarsi con linee difensive ben strutturate, spazzate da piogge incessanti che facevano impantanare i carri armati a supporto delle truppe, e difese fanaticamente dai giapponesi che si battevano fino alla morte in ogni condizione, imponendo ritardi in ogni azione d'attacco. I ritmi dell'avanzata erano dunque dettati dai difensori, i quali cessarono la loro resistenza solo a fine giugno, quando gli ultimi 4000 giapponesi si arresero.

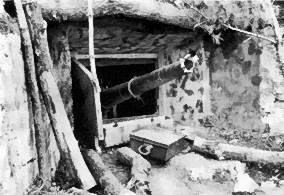
Un pezzo d'artiglieria giapponese in una postazione artificiale fortificata

L'operazione Iceberg dimostrò inoltre la validità della tattica anfibia sviluppata negli anni dal corpo dei marines e dalla marina, che diede una grande mano alle operazioni di terra con le numerosissime azioni di copertura di fuoco e di rifornimento per le truppe. Secondo lo storico Frank, la componente principale del successo di Okinawa fu la cooperazione fra le diverse armi, che collaborarono per smantellare le postazioni fortificate giapponesi assieme alle forze speciali, alle manovre d'aggiramento facilitate da specifici sbarchi anfibi di piccola portata e alle forze corazzate che snidarono moltissime posizioni nemiche col fuoco d'artiglieria e con i lanciafiamme. A tal proposito Sheperd scrisse: «Se si dovesse scegliere l'arma che maggiormente contribuì al successo, si dovrebbe certamente scegliere il carro armato», cosa che confermò anche Ushijima dicendo: «La potenza del nemico sta nei suoi carri. È ovvio che la nostra grande battaglia contro le forze americane, è contro i loro... carri armati». Ma la campagna fu caratterizzata anche dall'efficace tattica nipponica: contrariamente a quanto avvenuto in precedenti occasioni, i giapponesi non attaccarono direttamente la testa di ponte ma attuarono una difesa in profondità simile a quella messa in atto durante la riconquista americana delle Filippine. Dal momento che le truppe d'invasione presero terra a Hagushi, fino all'occupazione del sud dell'isola le truppe americane furono incessantemente sotto il fuoco di piccole postazioni in cui si asserragliavano piccole unità sia provvisorie sia veterane. Le vaste opere di fortificazione attorno a Shuri e le postazioni di armi automatiche in cima alle colline e collegate l'una all'altra con gallerie, consentirono ad Ushijima di mettere in pratica una tattica difensiva caparbia ed efficace, che nonostante l'enorme superiorità nemica consentì alla 32ª Armata di portare a termine il proprio compito, ossia consentire al Giappone di continuare i lavori di difesa del territorio nazionale. I bombardamenti atomici su Hiroshima e Nagasaki annulleranno poi tutti questi sforzi, ma Ushijima ebbe comunque il merito di aver compiuto il compito affidatogli.

### Perdite

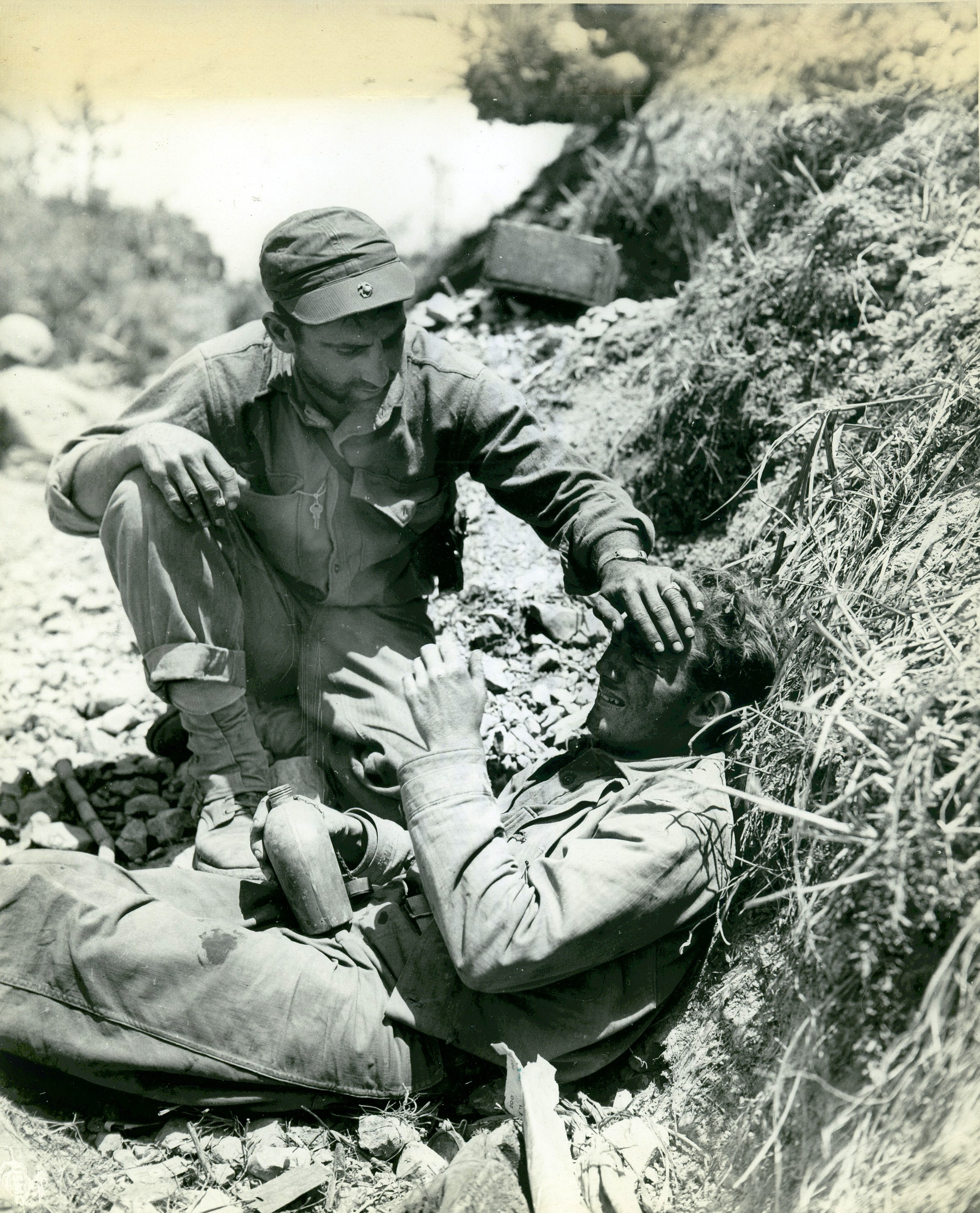
Un marine disperato per la perdita di un compagno

Secondo i dati riportati dallo storico John Keegan, le unità dell'esercito americano ebbero all'incirca 4 000 morti, il corpo dei marines 2 938, mentre gli aerei distrutti furono 763 e 38 le navi affondate. I giapponesi avevano perso 16 navi e l'incredibile cifra di 7 800 aerei, oltre un migliaio dei quali in missioni suicide, mentre a terra trovarono la morte praticamente tutte le truppe a difesa di Okinawa. La stragrande maggioranza delle truppe nipponiche sull'isola, i marinai nelle basi a terra, i fucilieri di prima linea e perfino gli scritturali, i cuochi e gli addetti ai servizi del lavoro locali trovarono il modo di suicidarsi; in tutto i prigionieri furono circa 7 400, compresi i feriti troppo gravi per riuscire a suicidarsi: tutti gli altri, circa 110 000 in totale, morirono in combattimento o compiendo hara-kiri, rifiutando di arrendersi. Leggermente diverso è il bilancio documentato da Bernard Millot: 4 679 caduti e 18 098 feriti per l'esercito e 2 934 caduti e 13 703 feriti per i marines, mentre stima in 4 907 caduti e 4 824 feriti per la marina, per un totale di 49 145 perdite tra le truppe d'invasione. Leggermente diversi sono anche i dati tra le perdite materiali, calcolate in 768 aerei persi (458 dei quali per opera del nemico) e 36 navi affondate mentre 368 furono le imbarcazioni danneggiate più o meno gravemente. I giapponesi ebbero secondo Millot oltre 100 000 morti, 76 000 dei quali dell'esercito e della marina, circa 20 000 uomini arruolati in loco e 10 000 civili che si trovarono in mezzo ai combattimenti, mentre i prigionieri furono circa 7 400 a cui si aggiunsero circa 3 000 uomini di Okinawa arruolati nell'esercito imperiale e arresisi nel corso della campagna. Le perdite materiali in questo caso solo leggermente inferiori, riportate in 7 480 aerei, a riprova della grande importanza che i giapponesi attribuirono alla difesa di Okinawa.

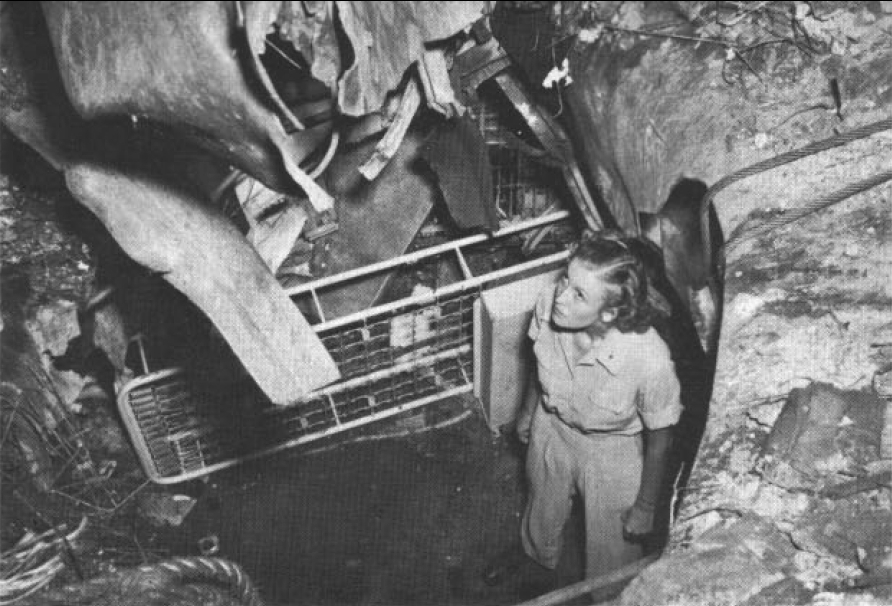
Un'infermiera sopravvissuta a un attacco kamikaze contro la USS Comfort

Probabilmente più accurate sono le perdite registrate dallo storico Benis Frank per entrambi gli schieramenti, anche se si discostano di poco dai numeri finora presentati. Secondo Frank gli americani ebbero in totale 7 374 morti, 31 807 feriti e 230 dispersi tra le truppe di terra, mentre 4 907 marinai persero la vita, e 4 824 rimasero feriti. Le perdite materiali furono di 763 velivoli persi e 34 unità navali affondate, mentre 368 furono quelle danneggiate. I giapponesi ebbero invece 107 439 morti, 23 764 dispersi e 10 755 prigionieri, con 7 830 aerei persi e 16 navi affondate, ma poiché in questo caso le perdite complessive giapponesi ammontano a 142 058 uomini, superando la stima dei combattenti, l'autore ritiene che circa 42 000 fossero i civili caduti direttamente nell'ambito delle operazioni americane sull'isola.

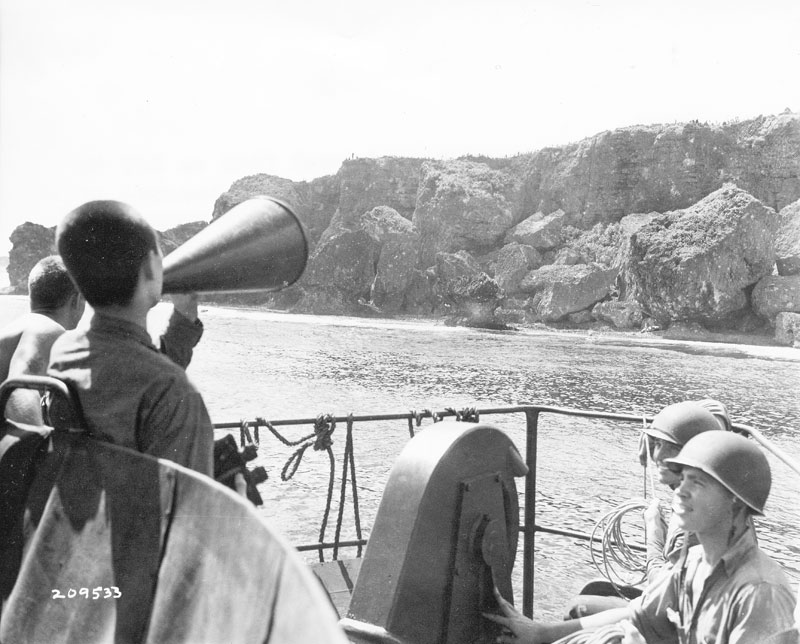
Un prigioniero di guerra giapponese tenta di dissuadere i civili dal gettarsi dalle scogliere a sud di Okinawa

Questa deduzione è confermata dallo storico Martin Gilbert, che però indica il numero di morti civili nelle operazioni militari americane in circa 20 000. Queste morti tra i civili derivano per la maggior parte dal fatto che migliaia di abitanti si nascosero nelle grotte e nelle caverne dell'isola per sfuggire alla furia dei combattimenti, ma queste furono investite dalla fanteria americana al pari delle grotte tenute dalla guarnigione giapponese. Lo storico John Keegan conferma tale tesi, e stima il numero complessivo dei civili caduti tra le 70 000 e le 160 000 unità, mentre Gilbert riporta la cifra intermedia di 150 000 civili morti. Le cifre dei civili uccisi durante la battaglia di Okinawa oscillano enormemente, e oltre alle morti attribuibili alle azioni di rastrellamento americane un numero imprecisato di civili persuasi dalla propaganda nipponica, che descriveva i soldati americani come belve capaci di orribili atrocità, uccisero le proprie famiglie e si suicidarono per evitare la cattura. Intere famiglie si lanciarono dalle scogliere dove ora sorge il Parco nazionale di Okinawa Senseki, le cui lapidi riportano la cifra di 237 318 giapponesi, di cui più di 140 000 civili residenti, e 14 000 gli americani. Altre migliaia di abitanti del luogo furono utilizzati dalle guarnigioni giapponesi come scudi umani o uccisi o spinti a suicidarsi dalle stesse truppe nipponiche.

### Le decisioni dopo la campagna
La conquista di Okinawa rappresentò un tremendo monito per quel che le forze americane avrebbero dovuto aspettarsi man mano che la guerra nel Pacifico si avvicinava al perimetro difensivo dell'arcipelago nipponico.

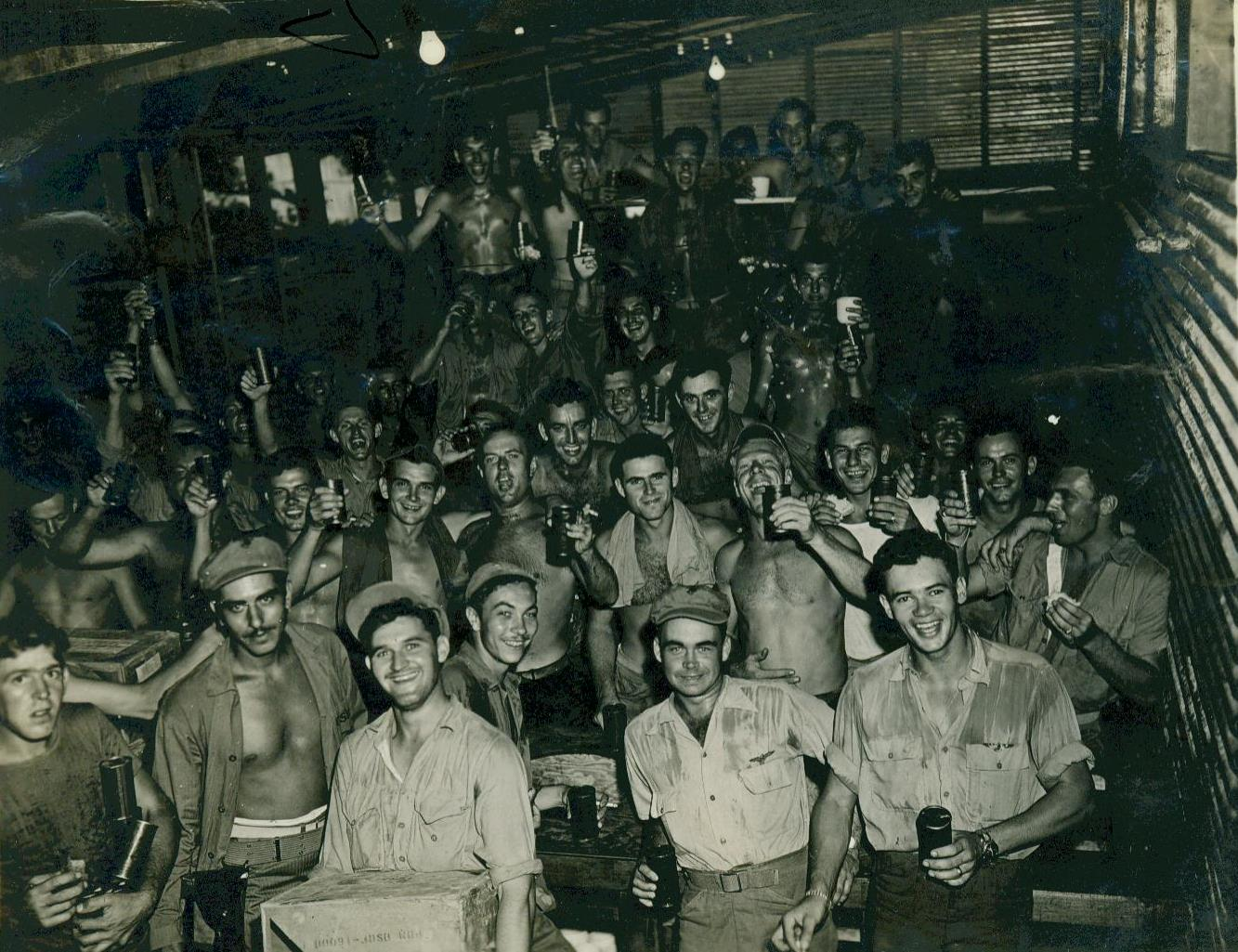
Festeggiamenti in occasione del V-J Day tra i marines stanziati a Okinawa

Fino a quel momento, la guerra contro il Giappone, per quanto riguarda il numero di perdite umane, era stata una piccola guerra se comparata alle perdite e ai mobilitati in Europa, nonostante le dimensioni geografiche e i mezzi aero-navali utilizzati non avessero eguali. In Europa gli uomini mobilitati furono oltre 40 milioni, mentre nel Pacifico i Giapponesi ne avevano mobilitato circa 6 milioni, anche se cinque sesti di quelli dislocati al di fuori delle isole nazionali erano in Cina, mentre il numero di quelli impegnati nelle isole era probabilmente inferiore a quello utilizzato dagli americani, che nel Pacifico mobilitarono circa 1 milione e 250 000 uomini, dei quali meno di mezzo milione appartenevano alle divisioni dell'esercito e dei marines impegnati nei combattimenti. Rispetto alla guerra in Europa, le dimensioni dei combattimenti di terra della guerra del Pacifico erano veramente piccole, ma queste dimensioni, dopo Okinawa si gonfiarono improvvisamente: la resa della Germania significava che tutte le novanta divisioni mobilitate negli Stati Uniti e la maggior parte delle sessanta divisioni dell'impero britannico potevano essere disponibili per l'invasione del Giappone, unitamente a quelle dell'Armata Rossa che Iosif Stalin poteva far intervenire non appena avesse dichiarato guerra una volta sconfitta la Germania, come aveva promesso alla conferenza di Teheran nel novembre 1943.
Dopo Okinawa però nemmeno queste cifre potevano garantire una vittoria rapida e a buon mercato; Okinawa e il Giappone si somigliavano come terreno, ma il Giappone offriva una serie quasi infinita di posizioni difensive fra colline, montagne, foreste dalle quali resistere all'invasore. Il 18 giugno l'ammiraglio William Leahy, presidente del comitato dei capi di stato maggiore della marina (Chief of Staff to the Commander in Chief of the Army and Navy - CJCS), fece presente al presidente Harry S. Truman che le divisioni impegnate a Okinawa avevano subito perdite pari al 35% degli effettivi, e una percentuale simile era prevedibile nell'attacco contro Kyūshū, la prima delle isole giapponesi prescelte per l'invasione (operazione Olympic). Sui 767 000 previsti nell'operazione, il totale dei morti e dei feriti sarebbe potuto quindi arrivare a 268 000 uomini, vale a dire quanti soldati gli Stati Uniti avevano perso fino a quel momento in tutto il mondo su tutti i fronti, e da una fonte che non fu mai identificata iniziò a circolare la voce negli ambienti dei pianificatori strategici americani della previsione di «un milione di perdite» per l'invasione delle isole nipponiche.

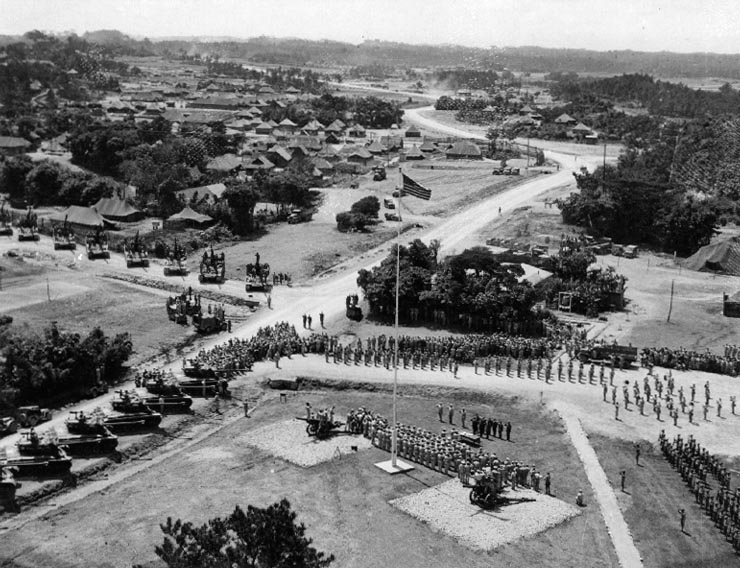
Cerimonia ufficiale di resa della guarnigione giapponese delle Ryūkyū

Il piano del comitato dei capi di stato maggiore (JCS) redatto a Washington a fine maggio prevedeva l'invasione di Kyūshū nell'autunno del 1945, seguita dall'invasione di Honshū (operazione Coronet) nel marzo 1946. L'esercito, la cui linea era in buona parte decisa da MacArthur, prevedeva che la guerra si sarebbe conclusa solo con una invasione, mentre l'aviazione e la marina sostenevano che l'occupazione delle coste cinesi avrebbe permesso ai bombardieri di battere la resistenza giapponese. Tuttavia il bombardamento strategico attuato contro il Giappone, seppur devastante, fino a quel momento non aveva intaccato la volontà del governo giapponese di continuare la guerra, e di conseguenza prevalse l'opinione di MacArthur.

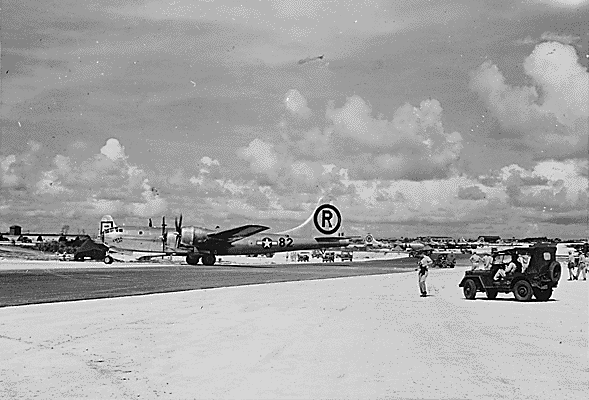
L'Enola Gay di ritorno all'hangar dopo l'attacco a Hiroshima.

I comandanti militari giapponesi, che di fatto controllavano il paese, non avevano nessuna intenzione di arrendersi e a metà estate il Governo degli Stati Uniti iniziò a perdere la pazienza nei confronti dell'intransigenza giapponese cedendo alla tentazione di farla finita in un modo unico e incontestabilmente decisivo. Washington, grazie alle intercettazioni di Magic, sapeva che il governo di Suzuki Kantarō (succeduto a Koiso in aprile) stava intavolando negoziati segreti con i sovietici, che sperava facessero da mediatori, e sapeva inoltre che la formula della «resa incondizionata» formulata nel 1943 era considerata una seria minaccia dai giapponesi al loro sacro sistema imperiale. Ma mentre i sovietici non pensavano affatto di fare i mediatori, la volontà degli Stati Uniti di aspettare cominciò a ridursi durante l'estate, e il 26 luglio fu trasmessa a Tokyo la dichiarazione di Potsdam con la minaccia della «completa distruzione del territorio nipponico» se il governo non avesse accettato la resa incondizionata.
Dal 16 luglio il presidente Truman sapeva che la «completa distruzione» era possibile da parte americana, perché proprio quel giorno ad Alamogordo era riuscita la prima esplosione nucleare sperimentale. Il 21 luglio a Potsdam, lui e Churchill si erano detti d'accordo, in linea di principio, all'utilizzo di quella nuova arma, e il 25 luglio ne venne informato anche Stalin. Il giorno dopo Truman ordinò al generale Carl Spaatz, comandante delle forze aeree strategiche, di lanciare la prima bomba speciale non appena le condizioni meteorologiche avessero consentito il bombardamento a vista dopo il 3 agosto, su uno degli obiettivi selezionati tra Hiroshima, Kokura, Niigata e Nagasaki; la decisione di porre fine alla seconda guerra mondiale con una super-arma rivoluzionaria era stata presa. Il 6 agosto il B-29 Enola Gay sganciò la bomba all'uranio-235 "Little Boy" su Hiroshima, e poche ore dopo, mentre fra le rovine della città giacevano 78 000 persone, la Casa Bianca emanò la prima richiesta di resa incondizionata ai giapponesi, minacciando altri attacchi. Non avendo ricevuto risposta il 9 agosto gli americani rinnovarono l'attacco, facendo partire un altro B-29 da Tinian che bombardò Nagasaki con una seconda atomica, "Fat Man", causando la morte istantanea di 25 000 persone. L'8 agosto l'Unione Sovietica dichiarò guerra al Giappone e quello stesso 9 agosto attaccò la Manciuria, dove gli scontri proseguirono fino al 20 agosto, giorno in cui tutte le forze giapponesi nel Pacifico si arresero a seguito dell'annuncio di resa dell'imperatore Hirohito avvenuto il 15 agosto.

## Il dopoguerra

### La memoria

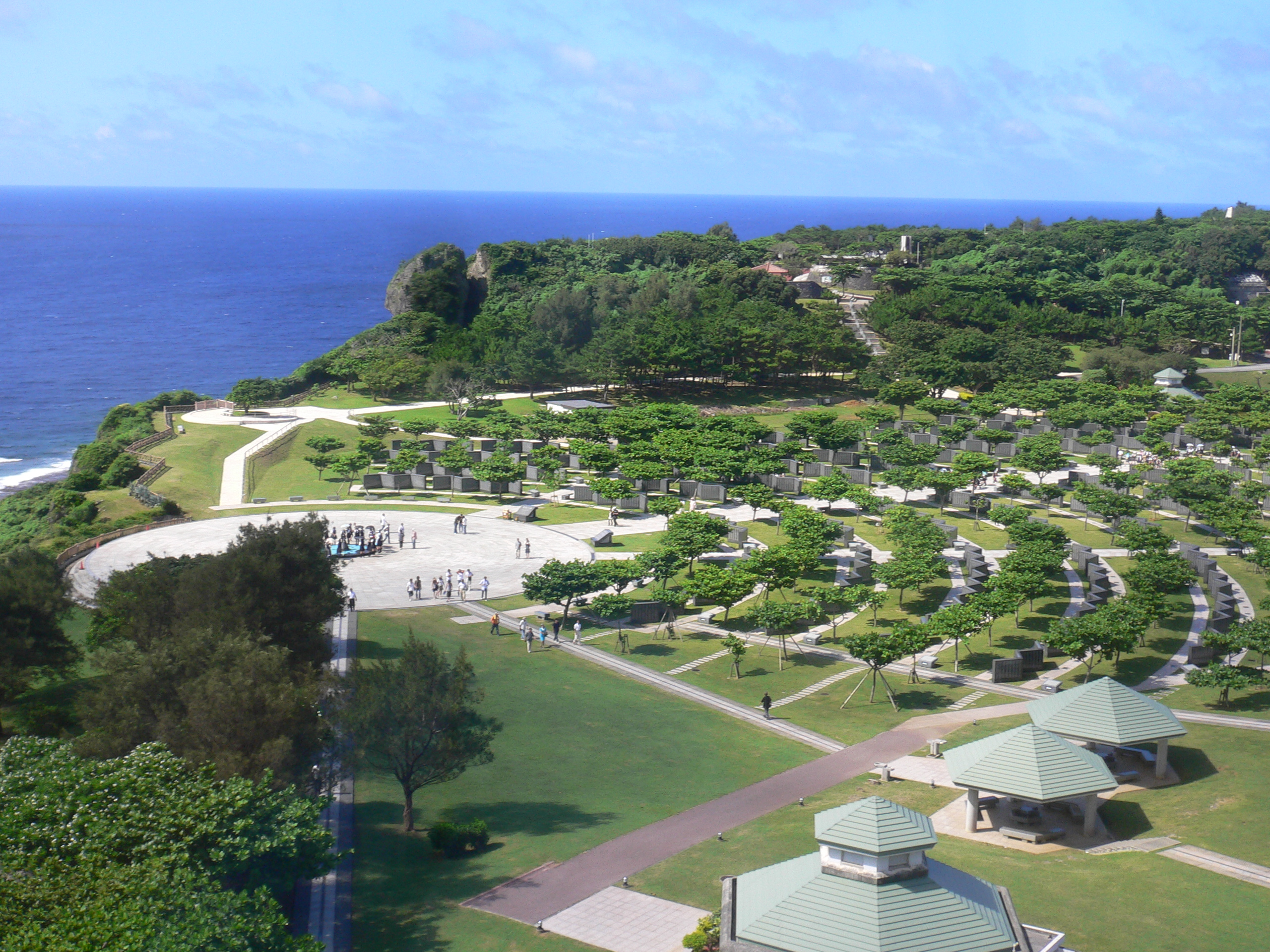
Vista dall'alto della Pietra angolare della Pace

Nel 1965 la prefettura di Okinawa ha istituito in zona Mabuni nel comune di Itoman, nel sito dell'ultimo combattimento della battaglia di Okinawa, un'area verde commemorativa dove svolgere ogni anno, il 23 giugno, una cerimonia in ricordo della fine del conflitto. L'area si è arricchita negli anni di vari edifici, monumenti e cenotafi per le vittime di guerra fino a diventare nel 1972 il Parco seminazionale di Okinawa Senseki.
Una delle strutture principali del parco è la Pietra angolare della Pace: si tratta di una vasta area monumentale aggiunta nel 1995, in occasione del cinquantesimo anniversario della battaglia, composta da un braciere centrale attorno a cui sono disposti a ventaglio 118 grandi "paraventi" di granito nero, sulle cui 1220 facce sono riportati i nomi di circa 250 000 persone decedute durante la battaglia di Okinawa. Poiché la Pietra angolare delle Pace intende commemorare le vittime e condannare la guerra in toto, sono riportati nomi di civili e militari, giapponesi e non, e vi si trovano anche nomi di cittadini statunitensi, britannici, cinesi e coreani. Nuovi nomi di persone vengono aggiunti al monumento man mano che ne viene accertata la scomparsa durante la battaglia di Okinawa; a giugno 2008, il monumento presentava 240 734 nomi

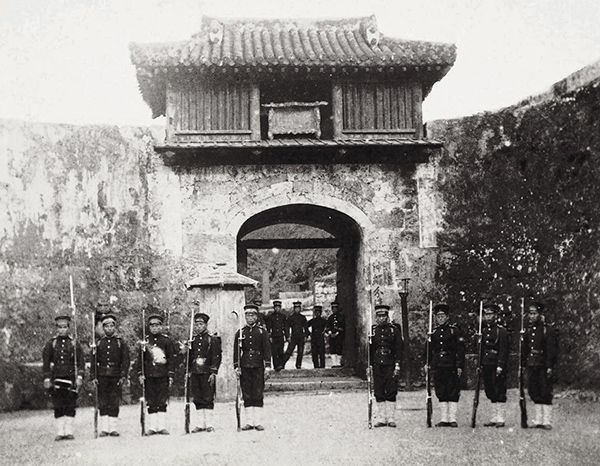
Il portale Kankai-mon originale in una foto del periodo Meiji.

### Recupero del patrimonio artistico
La battaglia di Okinawa causò la perdita di numerosi manufatti artistici locali, in particolare architettonici, principalmente per via dei bombardamenti aerei.
Prima della seconda guerra mondiale la prefettura di Okinawa possedeva un ricco patrimonio culturale e contava ben 22 tesori nazionali (beni culturali di primo livello tutelati dallo Stato), un numero inferiore solo a Kyōto e Nara: nessuno di questi scampò alla distruzione della guerra. Al 2021 la prefettura lista solo due tesori nazionali: l'archivio documentaristico della Dinastia Shō del Regno delle Ryūkyū, composto da 1 292 documenti, abiti, gioielli, mobili e altri oggetti eterogenei e proclamato tesoro nel 2006, e il mausoleo Tamaudun (玉陵?), restaurato nel 1977 e ora parte dei Patrimoni dell'umanità insieme ad alcuni gusuku (fortificazioni), proclamato tesoro nazionale nel 2018.
Il restauro e, nei casi più gravi, la ricostruzione integrale dei beni distrutti durante la battaglia di Okinawa iniziò nei tardi anni 1950; il primo bene su cui si intervenne fu il Portale Shurei-mon, ricostruito nel 1958 grazie a una donazione di 23 514 dollari da parte di cittadini giapponesi e stranieri.
Nella seguente lista sono indicati alcuni dei tesori nazionali distrutti durante la battaglia di Okinawa, con indicati anche, se reperibili, la vecchia data di iscrizione al catalogo e la situazione attuale dei beni:
- Castello di Shuri:
  - Haiden del Santuario di Okinawa (沖縄神社?, Okinawa jinja), iscritto il 14 aprile 1925, ricostruito;
  - Tempio di Benzaiten (弁財天堂?, Benzaiten-dō) con il laghetto, il Ponte Ten'nyo-bashi (天女橋?) e l'Isola Nakashima (中島?); ricostruiti nel 1969[133];
  - Portali Shurei-mon (守礼門?), Kankai-mon (歓会門?), Zuisen-mon (瑞泉門?) e Shirogane-mon (白銀門?) del castello di Shuri; iscritto il 23 gennaio 1933, tutti e quattro ricostruiti rispettivamente nel 1958[134], 1974[135], 1992[136] e 2019[137]
- Portale di pietra Sonohyan'utaki (園比屋武御嶽石門?, Sonohyan'utaki ishimon), iscritto il 23 gennaio 1933, ricostruito nel 1957[138]
- Mausoleo della Dinastia Shō al Tempio Sōgen-ji (崇元寺尚家霊廟?, Sōgen-ji Shō-ke reibyō), iscritto il 23 gennaio 1933, rovine;
- Tempio Engaku-ji (円覚寺?):
  - Portale Sō-mon (総門?); ricostruito nel 1968;
  - Mausoleo della Dinastia Shō (尚家霊廟?, Shō-ke reibyō); iscritto il 23 gennaio 1933, rovine;
- Portale di pietra Bin'nūtaki (冕嶽石門?, Bin'nūtaki ishimon); iscritto il 26 gennaio 1933, rovine;
- Honden del Santuario Sueyoshi (末吉宮?, Sueyoshi-gū); iscritto il 18 settembre 1936, ricostruito;
- Hondō del Tempio Okino-gū (沖宮?, Okino-gōū); iscritto il 4 luglio 1938, ricostruito.

### Esplicative
1. ↑  Nel giugno 1944 la nave che stava trasportando la 44ª Brigata fu affondata da un sommergibile americano con 5 000 morti; solo 600 uomini giunsero a destinazione. Il mese seguente il 15º Reggimento misto indipendente raggiunse Okinawa per via aerea e si unì ai superstiti della brigata. Vedi Frank, p. 17.
2. ↑  Originariamente previsto per il 1º marzo, il 19 novembre 1944 i dati del servizio meteorologico riferirono condizioni incerte per la data prevista e si decise di spostare l'L-Day di due settimane. Tuttavia a dicembre, poiché si pensava che le ingenti forze navali impegnate nel golfo di Lingayen non potessero tornare indietro in tempo per l'operazione, la data fu posticipata ulteriormente di altre due settimane, al 1º aprile. Vedi Frank, p. 33.

### Bibliografiche
1. 1 2 3 4  Frank, p. 28.
2. 1 2 3 4  Gilbert, p. 752.
3. 1 2  Frank, p. 19.
4. 1 2 3  Keegan, p. 575.
5. 1 2 3 4 5  Frank, p. 157.
6. ↑  Comprese navi da trasporto e navi affondate durante l'operazione Ten-Go
7. ↑  (EN) At 60th anniversary, Battle of Okinawa survivors recall 'Typhoon of Steel', su stripes.com. URL consultato il 20 novembre 2015 (archiviato il 5 aprile 2020).
8. ↑  (EN) Frank Senauth, The Making of the Philippines, su books.google.it. URL consultato il 20 novembre 2015 (archiviato il 21 novembre 2015).
9. ↑  Frank, p. 8.
10. ↑  Frank, p. 9.
11. ↑  Toland, p. 962.
12. ↑  Frank, pp. 9-11.
13. 1 2  Frank, p. 11.
14. 1 2 3  Keegan, p. 570.
15. ↑  Keegan, p. 567.
16. ↑  Frank, p. 29.
17. ↑  Millot, p. 895.
18. 1 2 3 4  Toland, p. 961.
19. ↑  Inoguchi-Nakajima, p. 216.
20. ↑  Toland, p. 960.
21. ↑  Frank, pp. 17-19.
22. ↑  Inoguchi-Nakajima, pp. 185-186.
23. ↑  Inoguchi-Nakajima, pp. 203-205, 209.
24. ↑  Inoguchi-Nakajima, pp. 204-205.
25. 1 2 3 4 5  Frank, p. 39.
26. ↑  Frank, pp. 28-29, 32.
27. ↑  Frank, pp. 32-33.
28. ↑  Frank, pp. 33-34.
29. ↑  Frank, pp. 34-35.
30. ↑  Frank, pp. 36-38; probabilmente fu affondato il 12 gennaio 1945 secondo quanto riportato dal sommergibile Kete (SS-369) che lo incrociò e dopo quattro ore udì con il sonar un massiccio uso delle bombe di profondità.
31. 1 2  Frank, p. 20.
32. ↑  Frank, p. 16.
33. ↑  Millot, p. 891.
34. ↑  Millot, p. 892.
35. ↑  Frank, p. 21.
36. ↑  Frank, pp. 21-22.
37. ↑  Frank, p. 22.
38. ↑  Frank, p. 23.
39. ↑  Toland, p. 963.
40. ↑  Frank, p. 43.
41. ↑  Millot, p. 897.
42. ↑  Frank, p. 46.
43. ↑  Millot, pp. 897-898.
44. ↑  Toland, pp. 962-963.
45. ↑  Frank, pp. 50-51.
46. 1 2 3  Frank, p. 53.
47. ↑  Già durante lo svolgimento della battaglia l'esercito statunitense utilizzò Kadena come propria base aerea, e nel dopoguerra l'aeroporto è stato ampiamente ristrutturato e riconvertito in base militare permanente, la Kadena Air Base.
48. ↑  Frank, pp. 54-55.
49. ↑  Frank, p. 57.
50. ↑  Frank, p. 61.
51. 1 2  Frank, p. 62.
52. ↑  Frank, pp. 62-67.
53. ↑  Frank, p. 67.
54. 1 2  Frank, p. 70.
55. ↑  Frank, pp. 70-73.
56. ↑  Frank, p. 73.
57. ↑  Frank, pp. 73-75.
58. ↑  Frank, pp. 90-91.
59. ↑  Frank, p. 91.
60. ↑  Frank, p. 93.
61. ↑  Frank, p. 95.
62. ↑  Frank, pp. 97-98.
63. ↑  Frank, p. 100.
64. ↑  Frank, p. 101.
65. ↑  Frank, p. 103.
66. ↑  Millot, p. 925.
67. ↑  Frank, p. 104.
68. ↑  Frank, pp. 104-105.
69. ↑  Millot, p. 926.
70. ↑  Millot, pp. 926-927.
71. ↑  Millot, p. 927.
72. ↑  Frank, p. 115.
73. ↑  Frank, pp. 118-119.
74. ↑  Frank, pp. 119-120.
75. ↑  Frank, p. 120.
76. ↑  Frank, p. 124.
77. ↑  Frank, p. 125.
78. ↑  Frank, p. 127.
79. ↑  Frank, pp. 127-128.
80. ↑  Frank, p. 128.
81. ↑  Frank, pp. 128-129.
82. ↑  Frank, p. 129.
83. ↑  Frank, pp. 130-131.
84. ↑  Millot, p. 932.
85. ↑  Frank, pp. 131-132.
86. ↑  Frank, p. 131.
87. ↑  Millot, pp. 932-933.
88. ↑  Frank, p. 132.
89. ↑  Frank, p. 135.
90. ↑  Frank, pp. 135-136.
91. ↑  Frank, p. 136.
92. ↑  Frank, p. 137.
93. ↑  Frank, pp. 140-141.
94. ↑  Frank, p. 142.
95. ↑  Frank, p. 143.
96. ↑  Millot, pp. 940-941.
97. ↑  Millot, p. 941.
98. ↑  Frank, p. 153.
99. ↑  Frank, pp. 150-151.
100. ↑  Frank, p. 152.
101. ↑  Frank, p. 156.
102. ↑  Gli autori Inoguchi e Nakajima riportano una cifra di 1 700 missioni, Benis Frank alza questo numero a 1 815 mentre Martin Gilbert arriva a 1 900 missioni circa. Vedi Inoguchi-Nakajima, p. 232, Frank, p. 80 e Gilbert, p. 752.
103. ↑  Frank, pp. 80-81.
104. ↑  Inoguchi-Nakajima, pp. 207-208.
105. ↑  Millot, pp. 918-919.
106. ↑  Millot, pp. 919-920.
107. ↑  Inoguchi-Nakajima, p. 220.
108. ↑  Frank, p. 85.
109. ↑  Inoguchi-Nakajima, p. 233.
110. ↑  Inoguchi-Nakajima, pp. 233-234.
111. ↑  Inoguchi-Nakajima, pp. 234-235.
112. ↑  Inoguchi-Nakajima, p. 235.
113. ↑  Inoguchi-Nakajima, p. 236.
114. ↑  Keegan, p. 572.
115. ↑  Keegan, p. 573.
116. 1 2  Keegan, p. 574.
117. ↑  Frank, p. 158.
118. ↑  Millot, pp. 943-944.
119. ↑   Okinawa contro Tokio: ci costrinsero a ucciderci, su archiviostorico.corriere.it, corriere.it. URL consultato il 12 novembre 2015 (archiviato dall'url originale il 4 gennaio 2014).
120. ↑  Keegan, pp. 576-577.
121. 1 2  Keegan, p. 578.
122. ↑  Keegan, p. 576.
123. ↑  Keegan, p. 580.
124. ↑  Keegan, pp. 580-581.
125. ↑  Keegan, pp. 586-588.
126. ↑  (JA) 平和の礎（いしじ）, su 沖縄県営平和祈念公園. URL consultato il 3 settembre 2021.
127. ↑  (EN) The Cornerstone of Peace, su pref.okinawa.jp. URL consultato il 6 maggio 2012 (archiviato dall'url originale il 6 giugno 2012).
128. ↑  (EN) Okinawa is promised reduced base burden, su The Japan Times, 24 giugno 2008. URL consultato il 3 settembre 2021.
129. ↑  (JA) 沖縄戦による災禍, su 首里振興会. URL consultato il 7 settembre 2021.
130. ↑  (JA) 沖縄に「国宝」が２件しかないのはなぜか？ かつては京都・奈良・沖縄だったのに, su 琉球新報デジタル, 20 ottobre 2018. URL consultato il 7 settembre 2021.
131. ↑  (JA) 琉球国王尚家関係資料, su 文化遺産データベース. URL consultato il 7 settembre 2021.
132. ↑  (JA) 玉陵, su 那覇市公式ホームページ. URL consultato il 7 settembre 2021.
133. 1 2  (JA) 戦後の首里復興, su 首里振興会. URL consultato il 7 settembre 2021.
134. ↑  (JA) 1958年10月15日 守礼門の復元落成式, su 沖縄県公文書館. URL consultato il 7 settembre 2021.
135. ↑  (JA) 首里城２・歓会門～広福門・ Syuri Castle 2, su 沖縄観光・沖縄情報ＩＭＡ. URL consultato il 7 settembre 2021.
136. ↑  (JA) 瑞泉門の塗り直し終了！, su 世界遺産 首里城, 4 aprile 2021. URL consultato il 7 settembre 2021.
137. ↑  (JA) 首里城復元計画と工事, su 首里振興会. URL consultato il 7 settembre 2021.
138. ↑  (JA) 園比屋武御嶽石門が復元される, su 琉球政府の時代. URL consultato il 7 settembre 2021.